# Мистецтво Німеччини

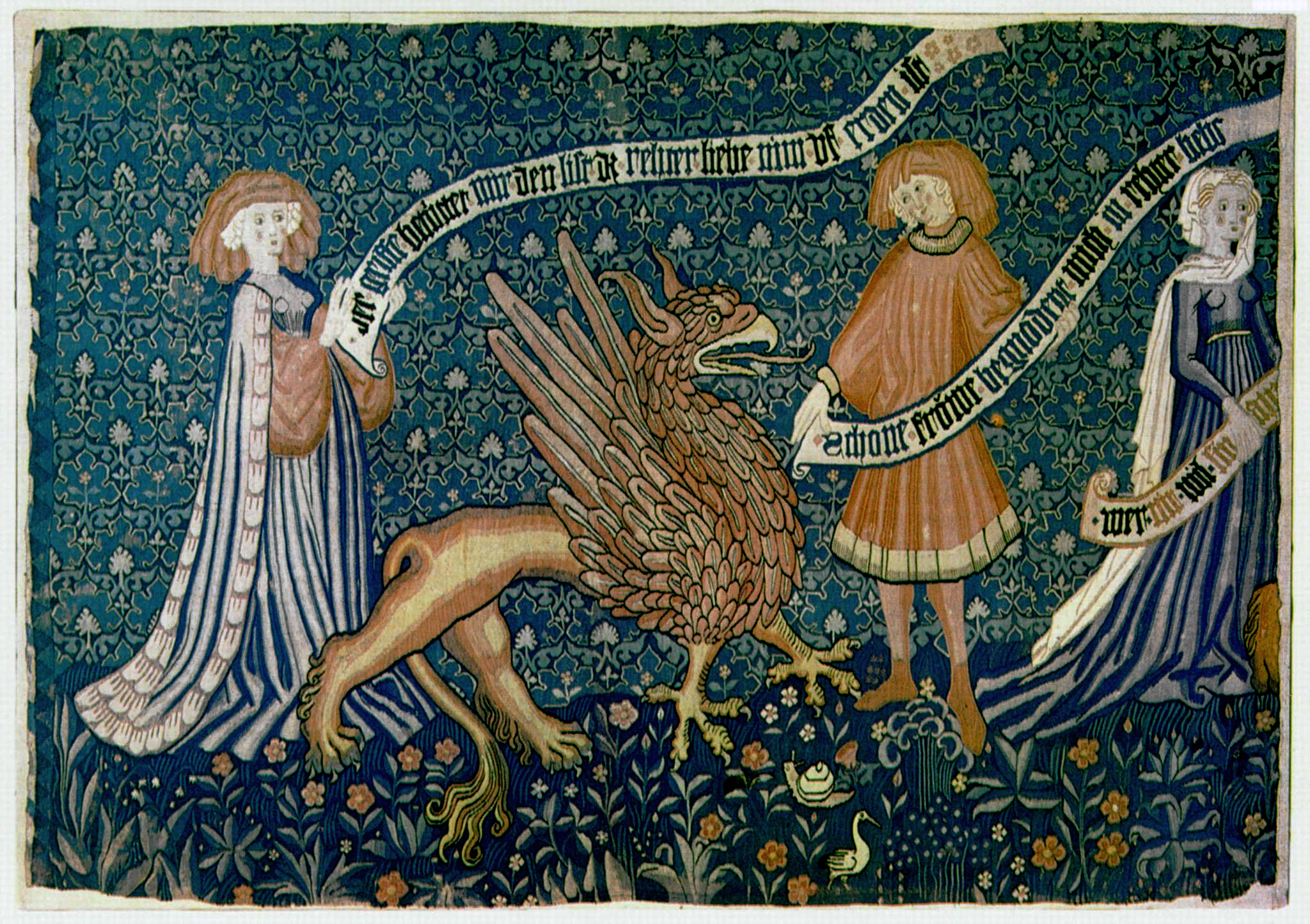
Килим XV ст. Берлін

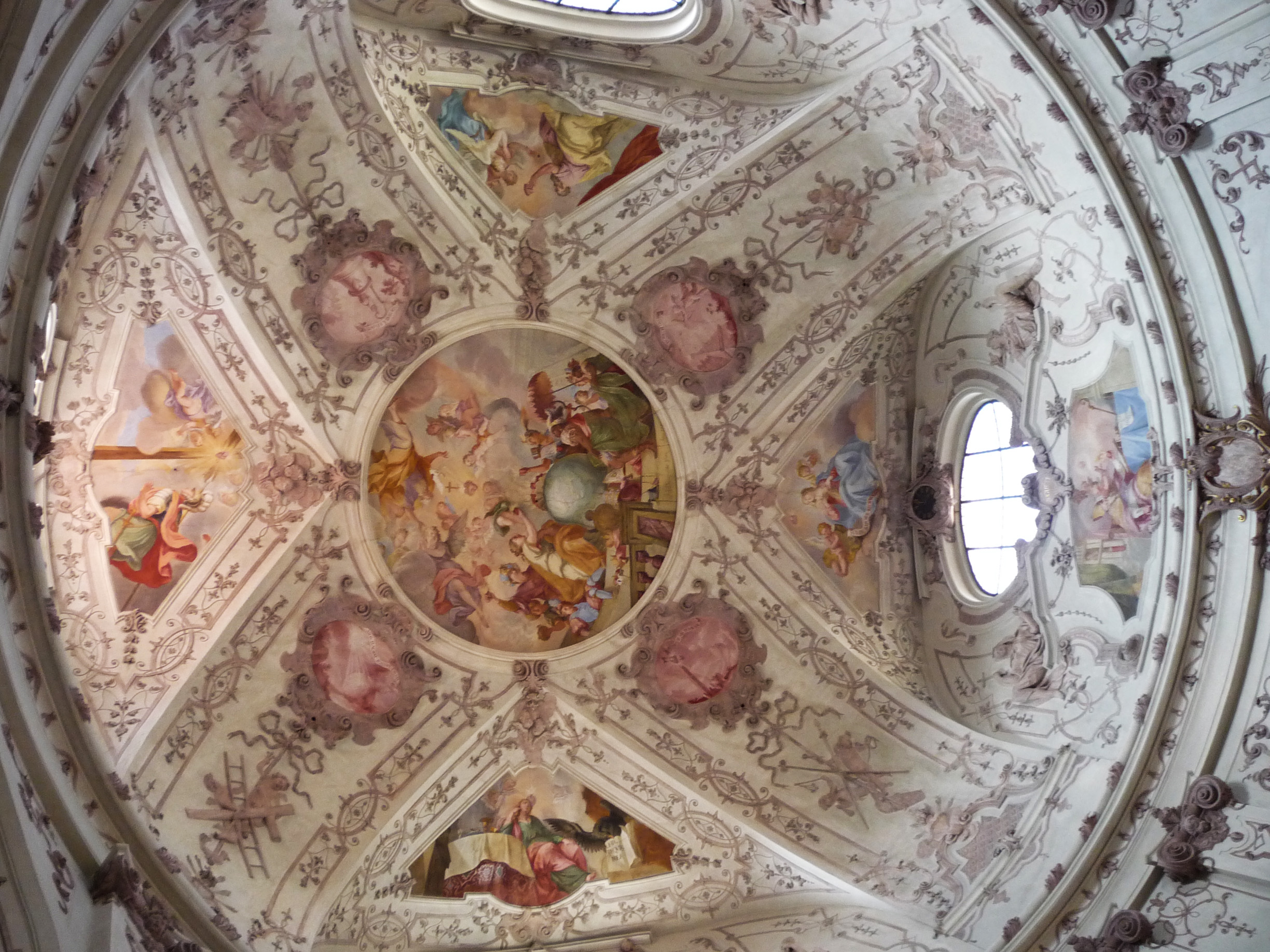
Худ. Йоган Георг Бергмюллер (1688—1762). Монастирська церква Божої Матері, 1-а половина XVIII ст., Ейхштат, Швабія.

Німецьке мистецтво бере свій початок з давніх часів, пройшовши шлях від давніх традицій до сучасного мистетцтва.

## Середньовіччя

### Раннє середньовіччя

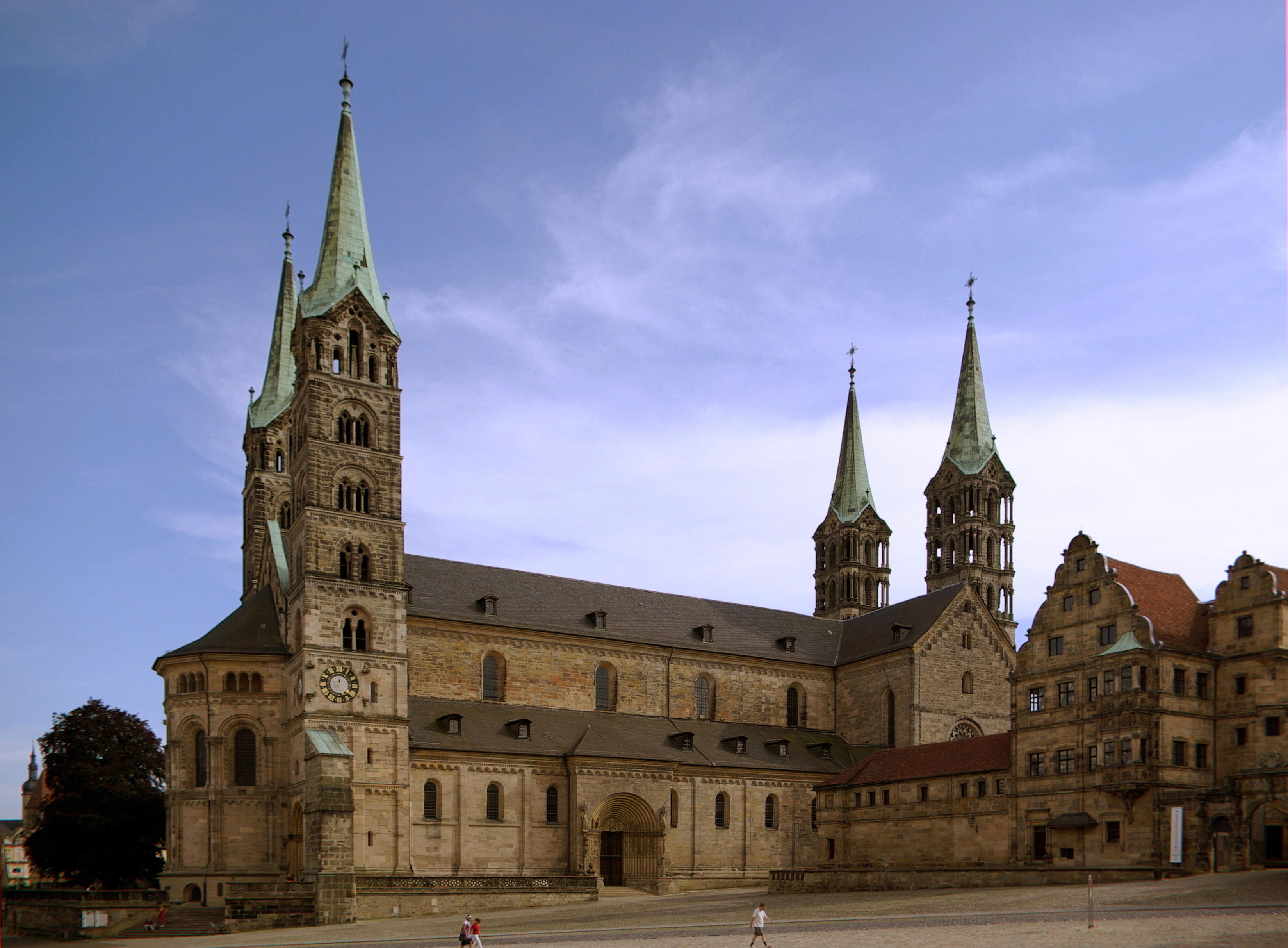
Кафедральний собор, Бамберг, вівтарна частина

За доби раннього середньовіччя на нинішніх землях Німеччини склалися племінні об'єднання швабів (алеманів), франків, варварів, тюрингів, саксів, гессів тощо. Території, де вони мешкали і отримали пізніше назви Швабія, Баварія, Тюрингія, Гессен тощо. Ці назви утримались і за феодальними князівствами, і в сучасних назвах федеральних земель Німеччини. Землі під військовим тиском франків поєднали у єдину Каролінгьку імперію, яка розвалилася у 843 р. Лише з цього періоду науковці ведуть відлік саме німецького мистецтва в межах Східно-франкського королівства.
У каролінгську добу (687–911 роки) склалися феодальні відносини, запроваджено християнство, місцева культура отримала впливи візантійської культури. З 962 року Східно-франкське королівство отримало назву Німецька імперія, а пізніше відому як Священна Римська імперія германської нації.

### Романська доба

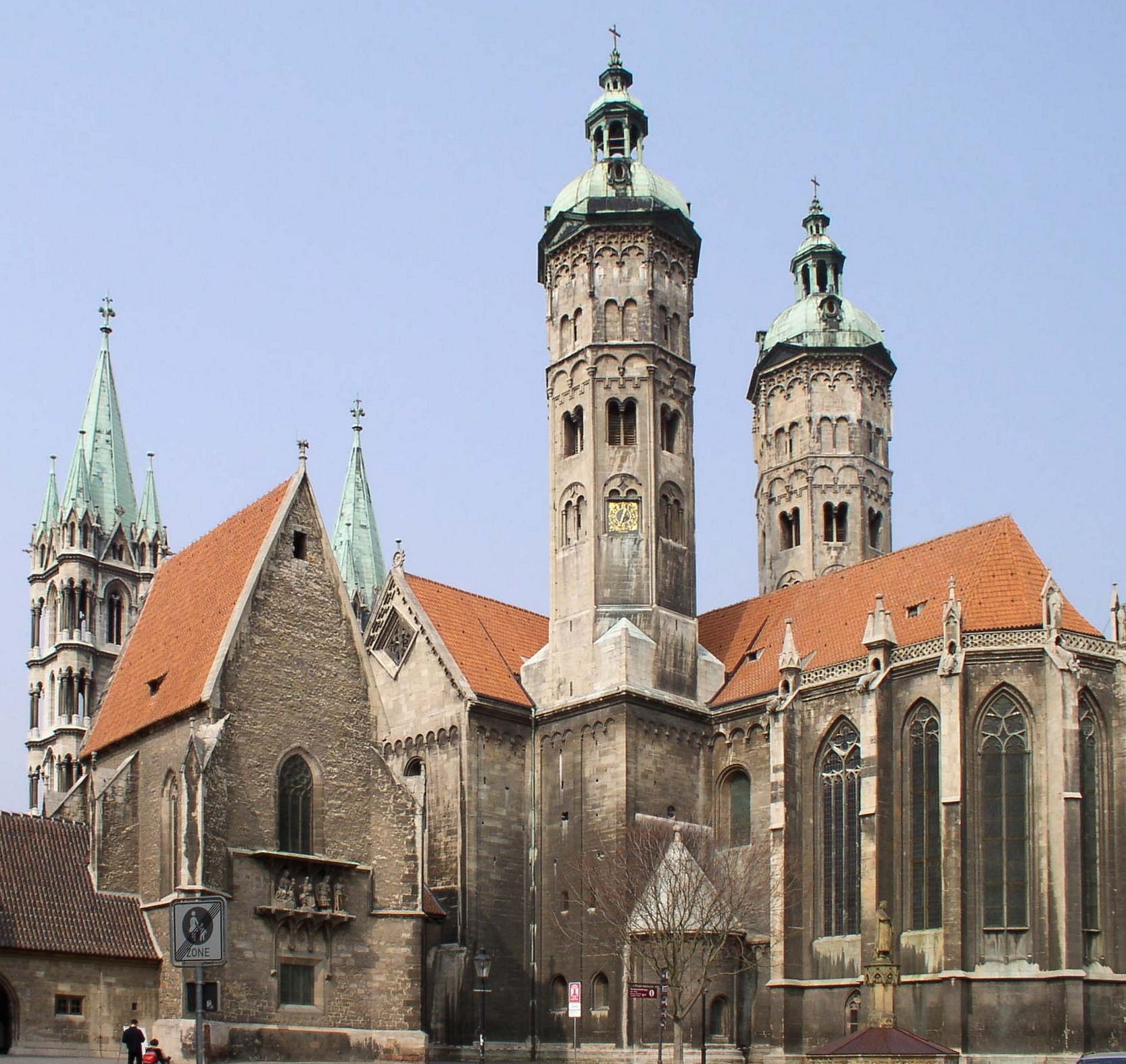
Катедральний собор, м. Наумбург

Панівні позиції в мистецтві німецьких земель цієї доби посіла архітектура та ремесла, пов'язані з нею — створення вітражів, меблів, німецьке килимарство, ювелірство.
Мистецтво романської доби на німецьких землях датують X–XIII століттям. Консервативні місцеві традиції утримували романські форми довше, ніж в сусідніх державах. Тому доба готики прийшла з запізненням і мала небагато чистих зразків на відміну від Франції. Частка архітектурних споруд романської доби, навпаки, мала за зразки архітектурні будівлі Візантії (імператорський палац і каплиця в місті Аахен)

### Готика
Німецька готика складалася під впливом готики Франції, але мала регіональні особливості. Недобудовані романські споруди добудовують в новому стилі або додають до них лише готичні деталі та елементи, не змінюючи конструктивну базу споруд. Виникає ціла низка споруд романсько-готичних, перехідного стилю, не позбавлених виразності, монументальності і досить відмінних від готичних споруд Франції, Іспанії, Британії. Серед значущих споруд цього періоду:
- Міхаельскірхе, XI ст., Гільдесгайм, Нижня Саксонія
- каплиця Санкт-Бартоломеус, 1017 р., Падерборн, Північний Рен-Вестфалія
- собор Санкт-Кіліан, 1042—1188рр, Вюрцбург, Баварія
- собор Санкт-Петер-унд-Георг, 1186—1237 рр, Бамберг, Баварія

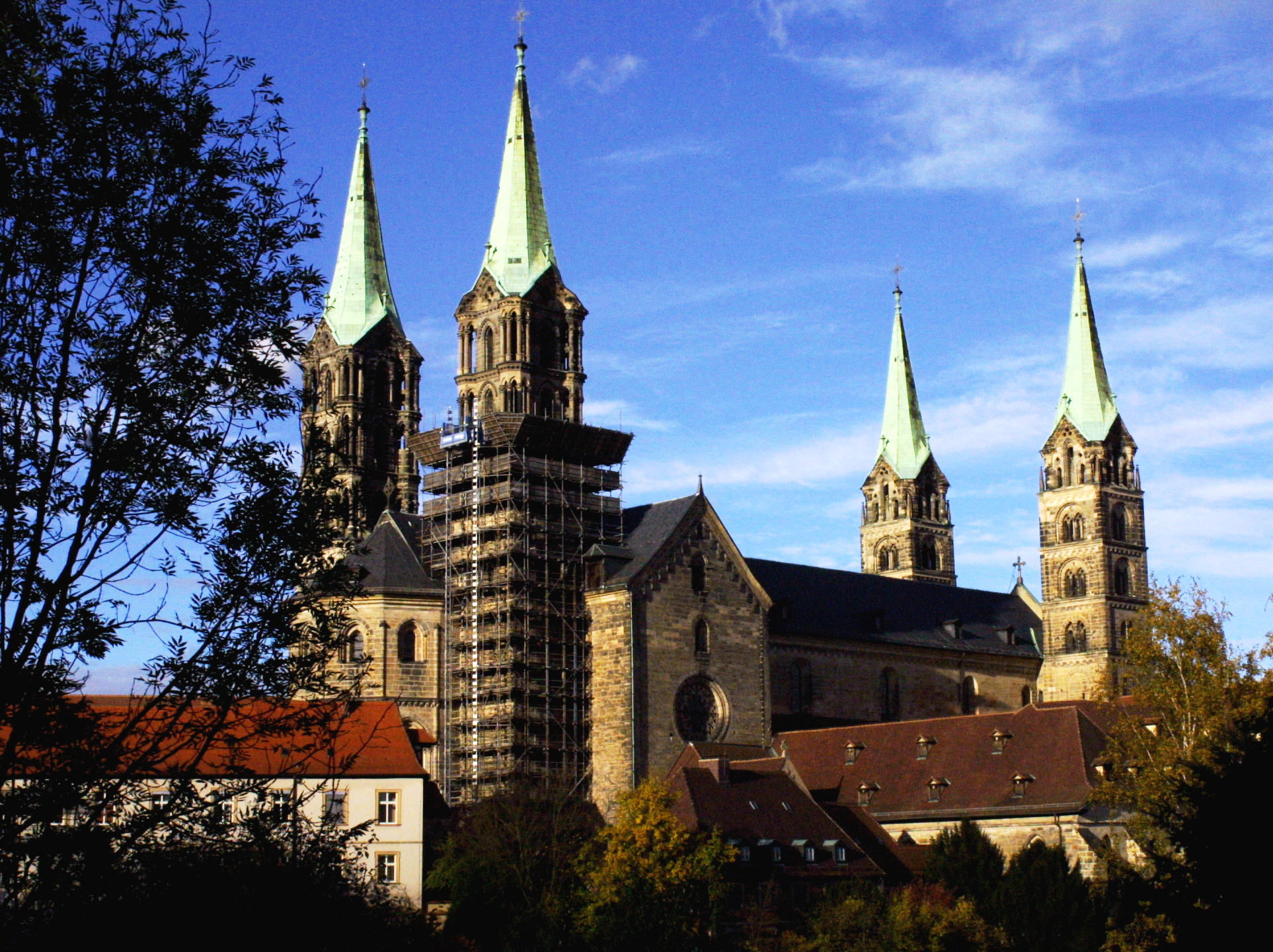
Собор Санкт-Петер-унд-Георг, Бамберг, Баварія
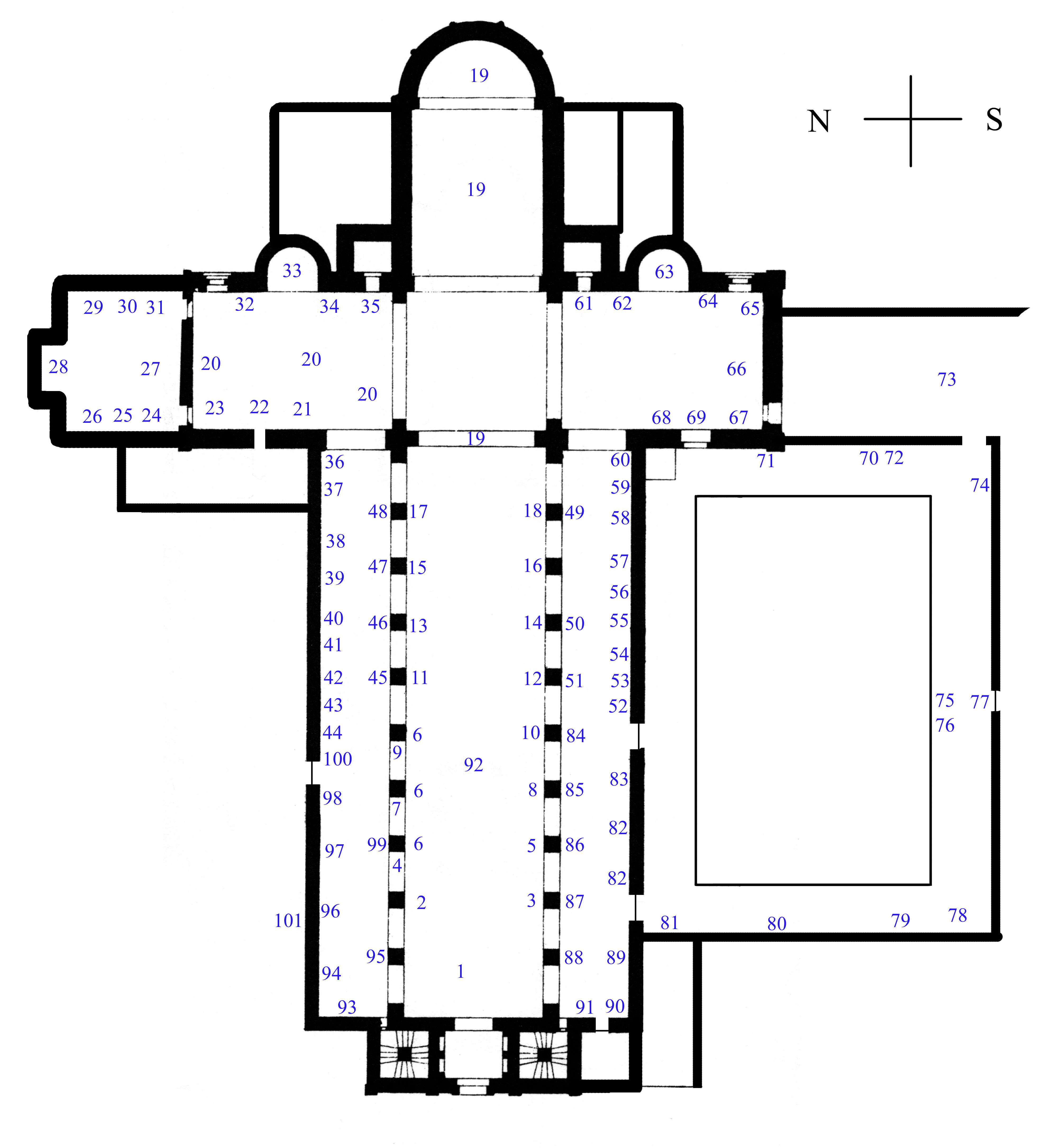
Катедральний собор, Вюрцбург, план
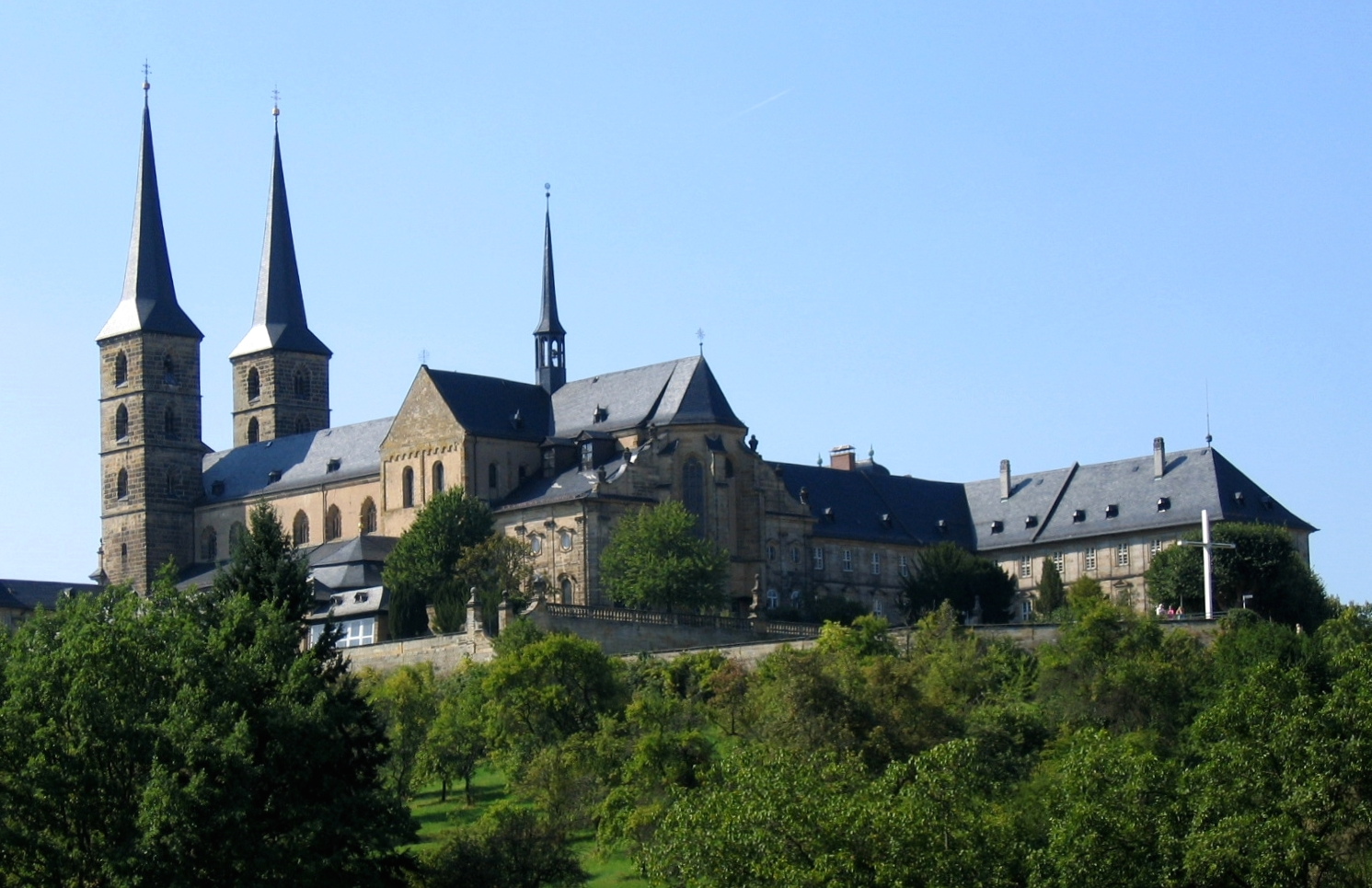
Михаельскірхе, Бамберг
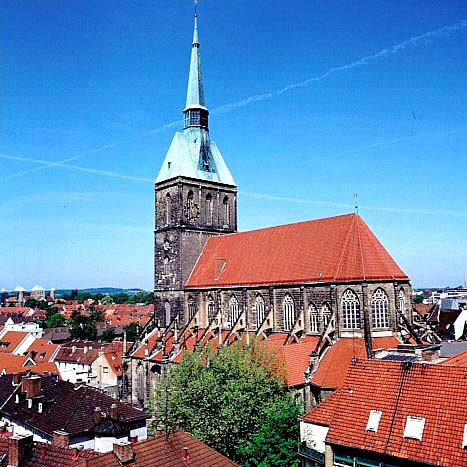
Санкт-Андреаскірхе, Гільдесгайм
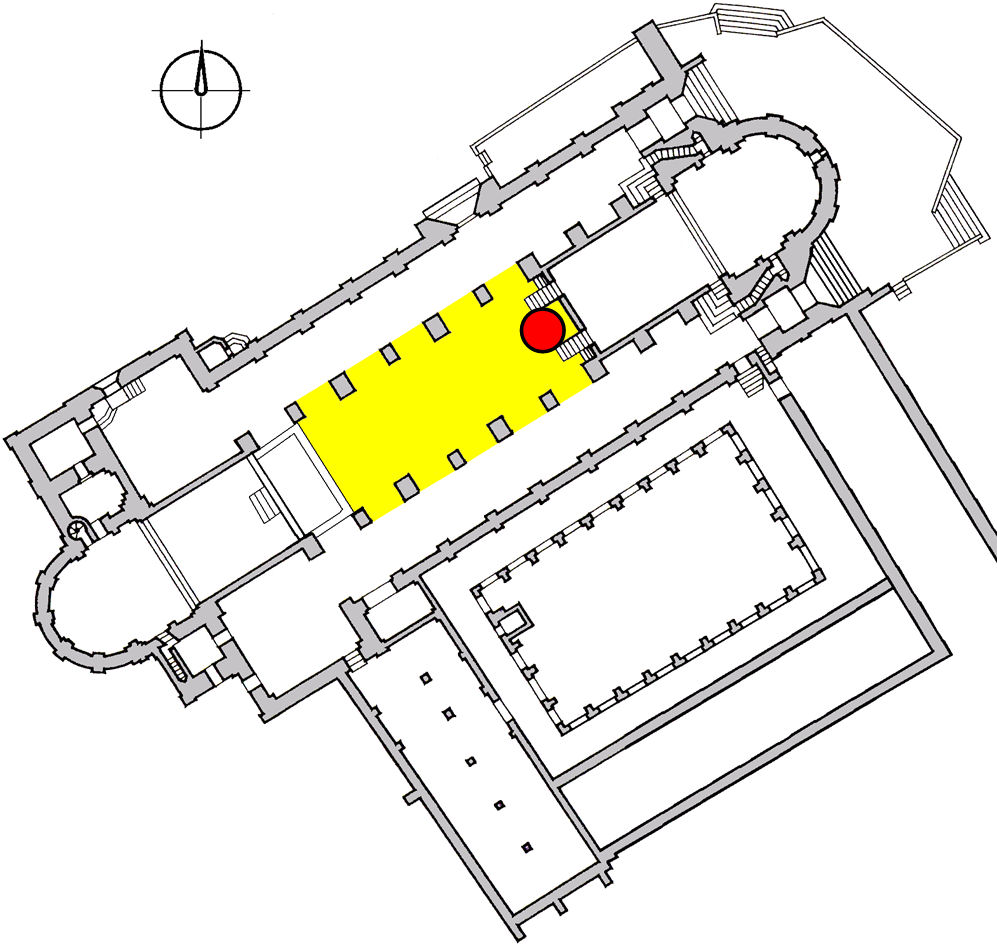
Бамберг, катедральний собор. План (відсутність західного входу, вхід з бічного фасаду, дворик — за собором)

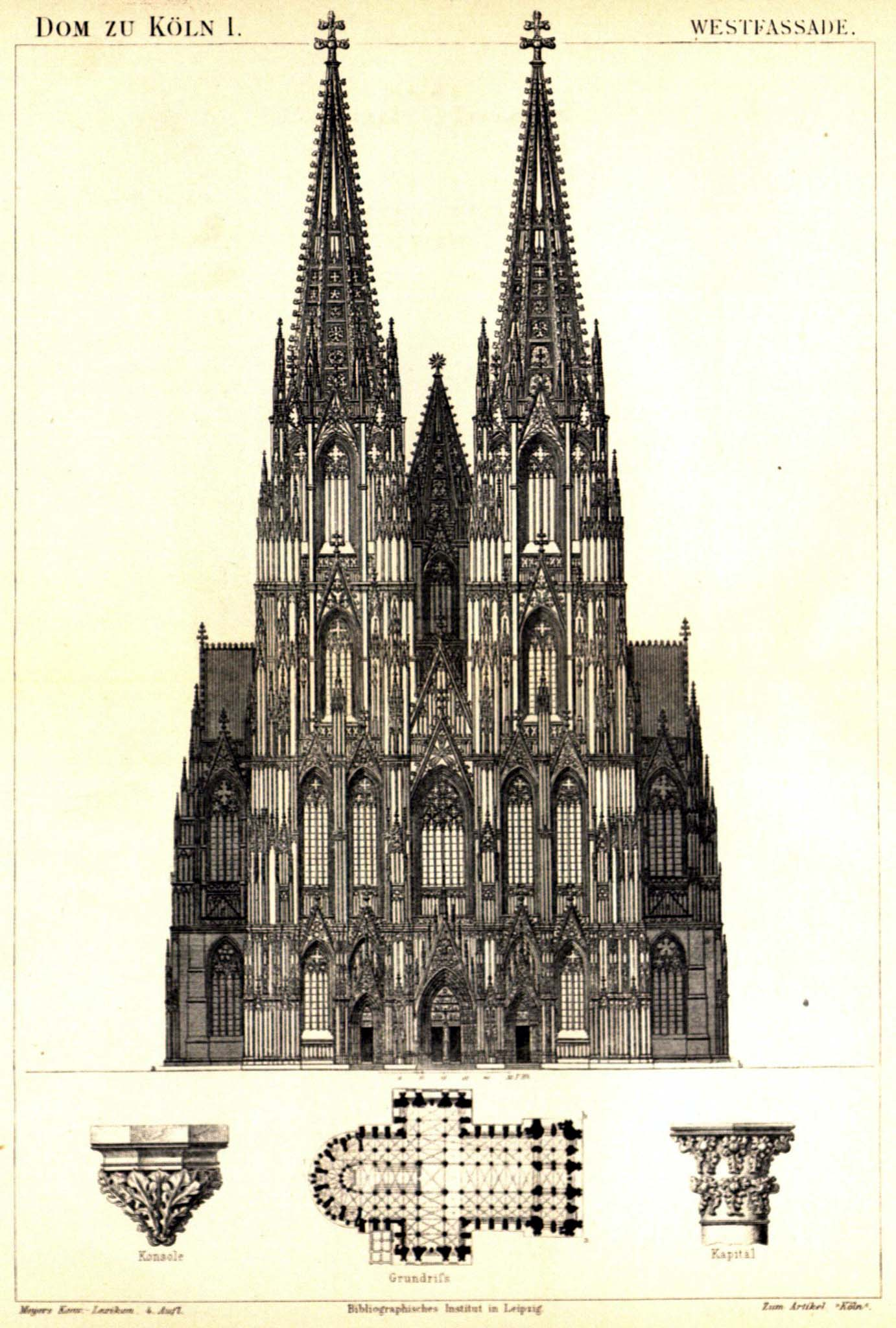

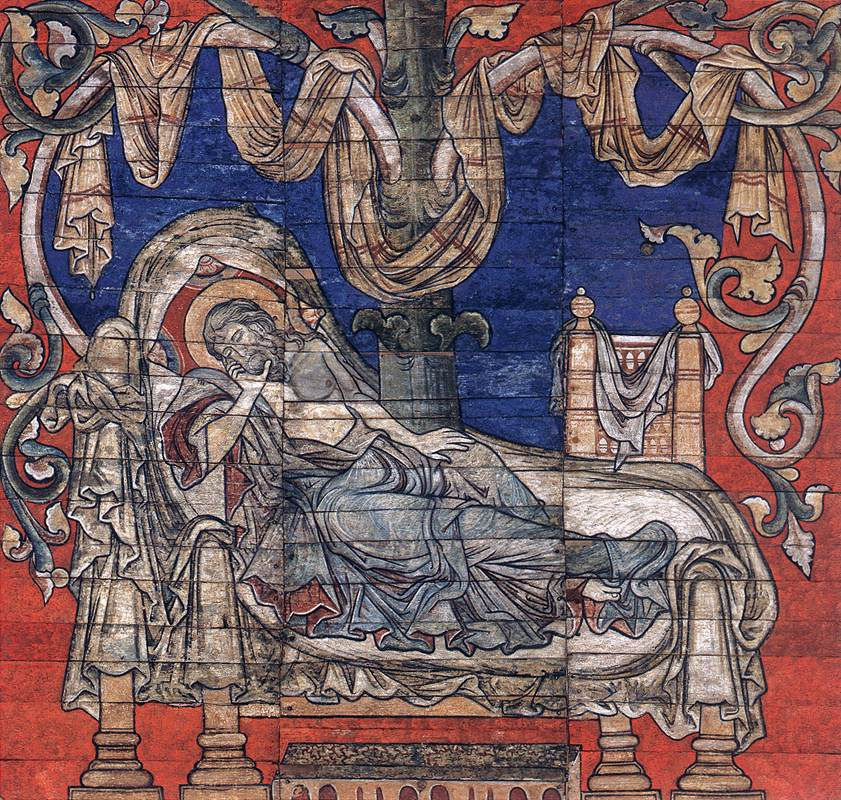
Анонім з Гілдесгейма, «Сон Єссея», батька царя Давида, до 1250 р. Живопис на дубових дошках, ц-ва Архангела Михайла. Гілдесгейм

Поступово німецька готика набуває міці, індивідуальності і з'являються як запозичені з Франції зразки, так і оригінальні, місцеві.
Серед перших будівель, що мали суто готичні риси, стала церква Богоматері в місті Трір. Вона центрична за планом, в основу якого покладено рівноконечний хрест. Видовжена лише вівтарна частина. Родзинкою церкви були дві каплиці в кожному куті хреста. Подібного розташування капличок не знала навіть класична країна готики — Франція. Винахід невідомого німецького майстра став шедевром креслення архітектора.
Готичні споруди Німеччини мають особливості: архітектори не розробляють і не прикрашають західний фасад, як у Франції, веж часто не дві, а одна висока або чотири, вхід до собору з бічного фасаду, а сама архітектура зберігає суворий, геометричний, майже фортечний характер.
Винятком став Кельнський собор, що нагадує французькі взірці. Спорудження Кельнського собору почалось 1248 року і зайняло, з перервами до закінчення в 1880 році, — більш ніж 600 років. Його проєкт створив архітектор Герард фон Ріла, (або Майстер Ґерхард). У молоді роки, перебуваючи ще в стані підмайстра, він мандрував містами Франції, де бачив на власні очі створення величних соборів в містах Бове, Ам'єн тощо. Маючи відповідну кваліфікацію, брав участь в будівництві і набирався досвіду. Повернувся в Кельн, де отримав замову на створення небаченого досі міського собору, де мали зберігати реліквії трьох волхвів (або Трьох Царів). Вважають, що архітектор два роки працював над створенням плану небаченого за розмірами і висотою собору. Він мав п'ять нав, сім каплиць (за числом трьох Царів і чотирьох євангелістів). Надзвичайно ретельно архітектор розробив і підмурки собору, економно використавши залишки ще романського храму і брили давньоримських споруд. За життя Герард фон Ріла встигне побачити готові каплиці, хор і будівлю собору без веж.
Собор стояв недобудованим до середини XIX ст. За його добудову взялася протестантська Пруссія, що фінансувала проєкт, як ознаку національного возз'єднання і яка ініціювала збори коштів. До будівництва залучили архітектора та інженера Ернста Фрідріха Цвірнера. Цвірнер керувався проєктними рішеннями Герарда фон Ріла, але використовував і сучасні матеріали — відмовився від використання дерева в побудові конструкцій даху і замінив його залізом, чим викликав шквал звинувачень. Переконання правоти Цвирнера прийшло несподівано. Погорів дерев'яний дах собору в Франкфурті — і критики замовкли. Цвирнер отримав право добудовувати собор без значних перешкод. Кельнський собор — завдовжки 144,5 м та має 86,5 м ширини, а його дві вежі сягають 157 м заввишки.
Цікавий також живопис цього періоду. Одним з представників німецької пізньої готики є анонімний Майстер райського садочка.

### Пересічна забудова
Середньовічна міська забудова формується на місцях давньоримських військових поселень (Трір, Кельн, Аугсбург, Майнц), навколо фортець та на шляхах відбитих у слов'ян земель (Росток, міста в Пруссії, на землях Польщі). Розпланування міст — хаотичне, нерегулярне, гуртувалося навколо міських центрів — ринкової площі, монастиря, фортеці. Камінь іде лише на унікальні споруди (церкви, фортеці). В північних місцях та на узбережжі Балтики без покладів дикого каменю виникає так звана готика з цегли (Любек, Штральзунд, Данциг, споруди в місті Кенігсберг).
Пересічна архітектура використовує дешеві матеріали (дерево, солому). Виникає дешева фахверкова забудова з дерев'яним каркасом та дешевим заповненням з суміші глини, соломи тощо.
Фахверк набув надзвичайного поширення і зберіг свої позиції донині. Він — характерна риса забудови багатьох старовинних німецьких міст та селищ.

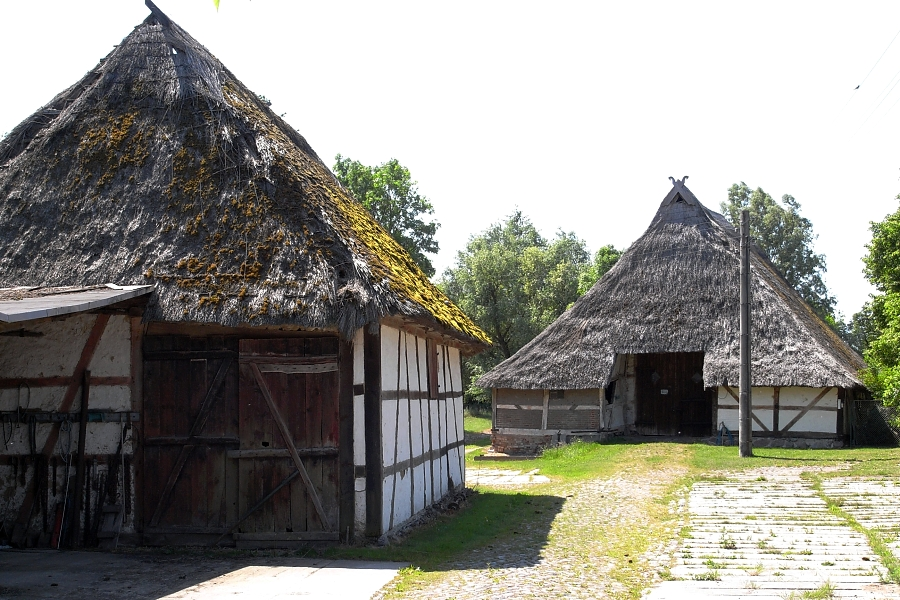
Фахверк, Сіверсхаген, Німеччина
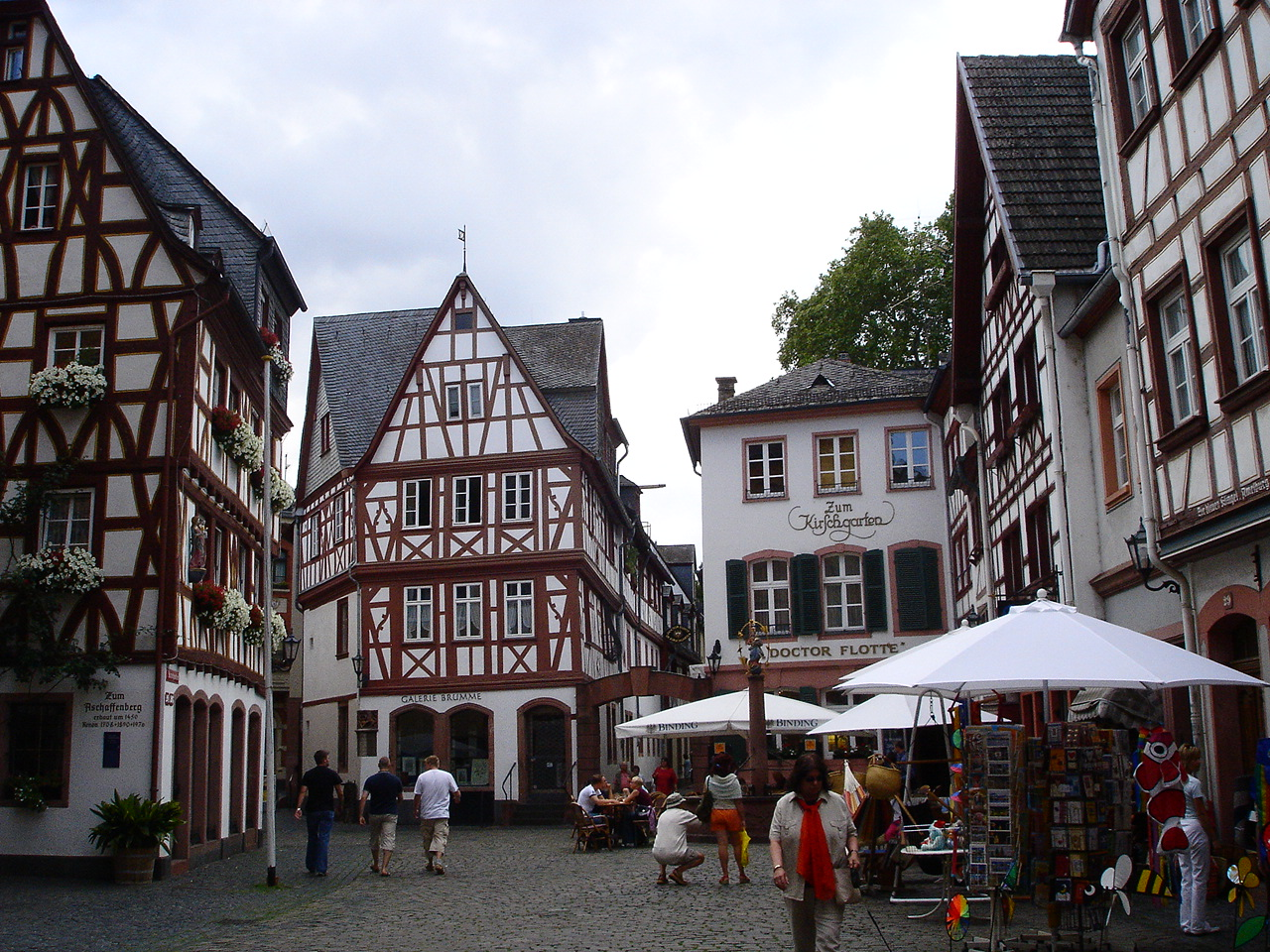
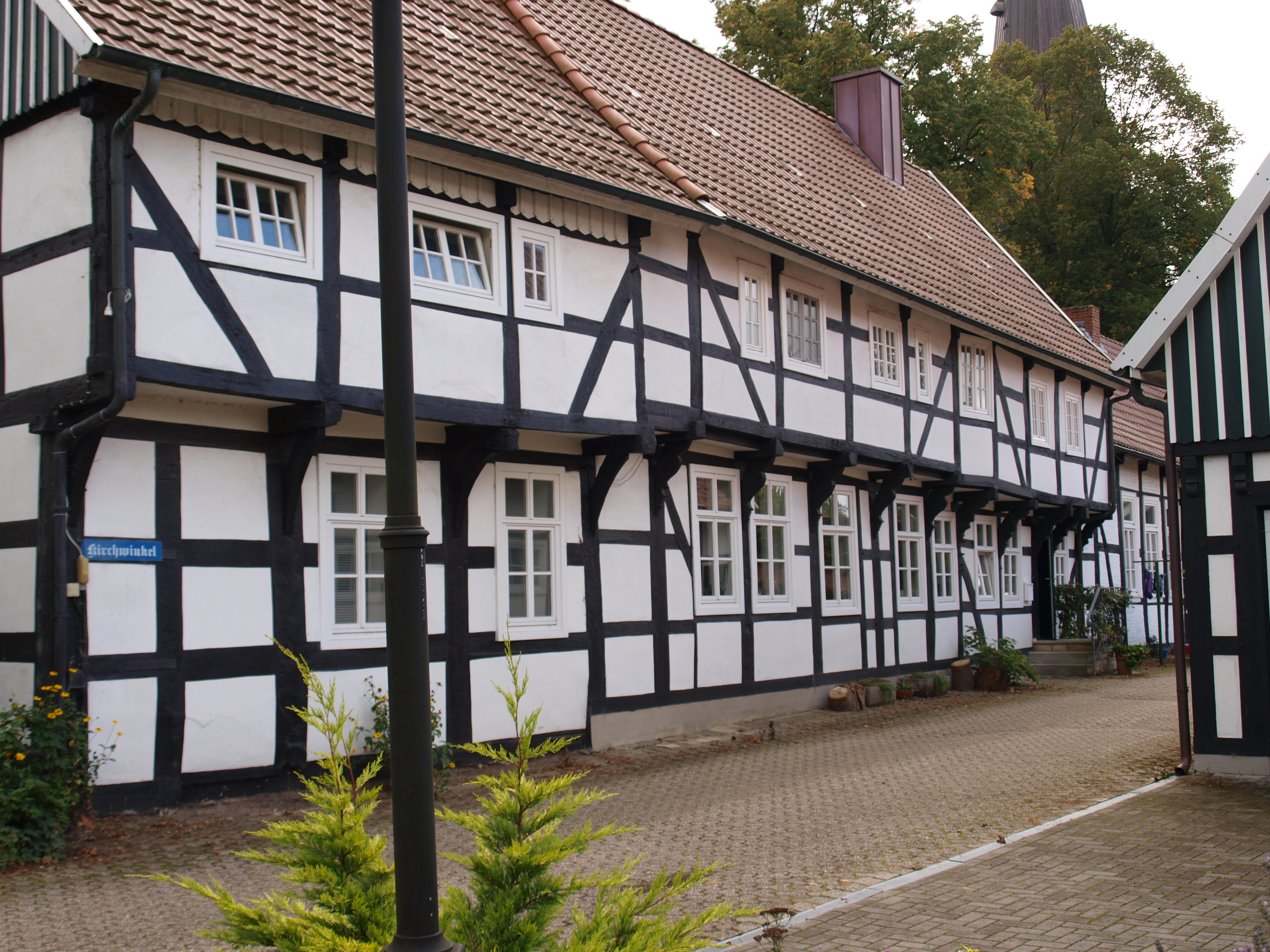
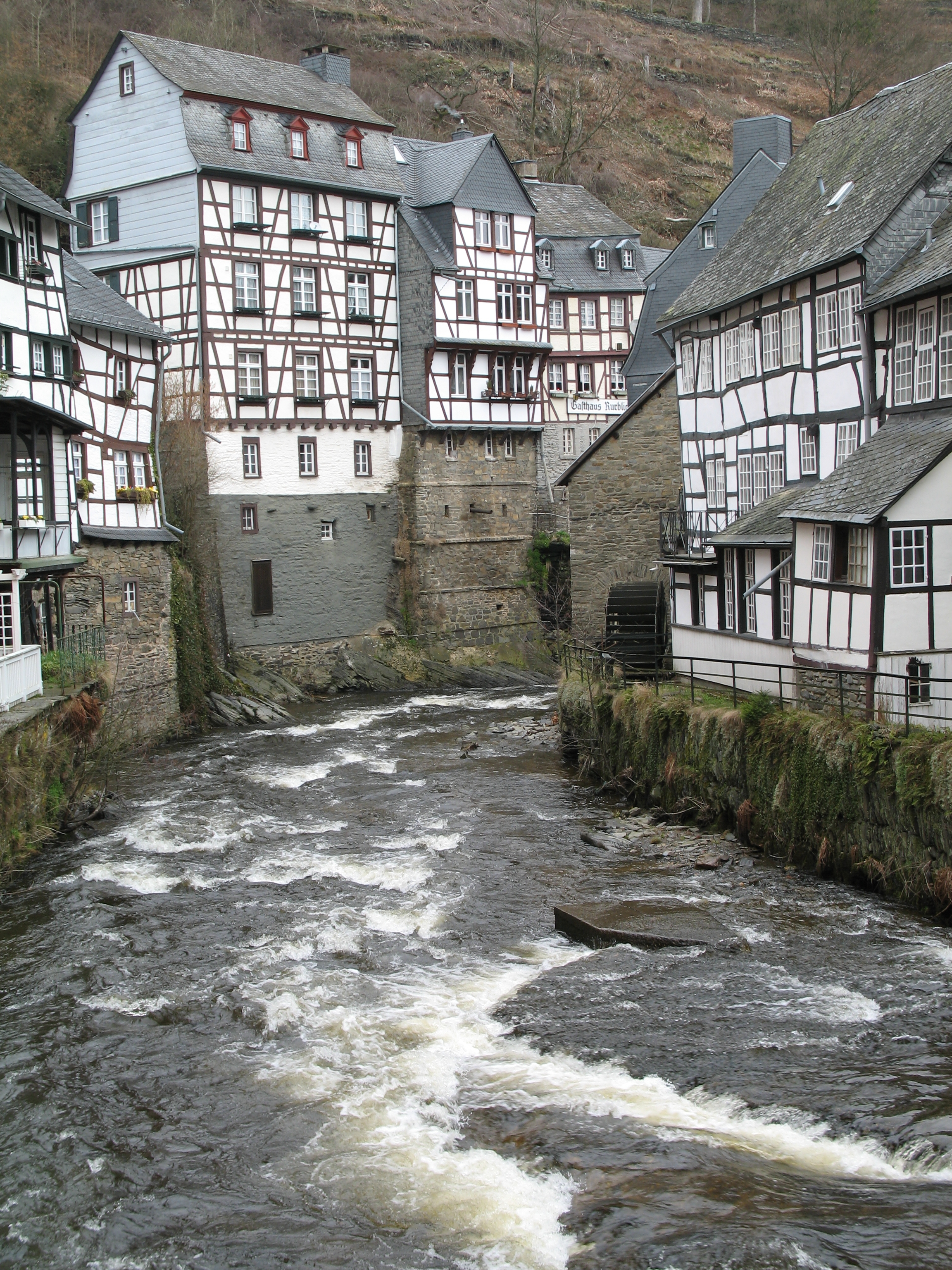
Моншау, Німеччина

### Декоративне мистецтво

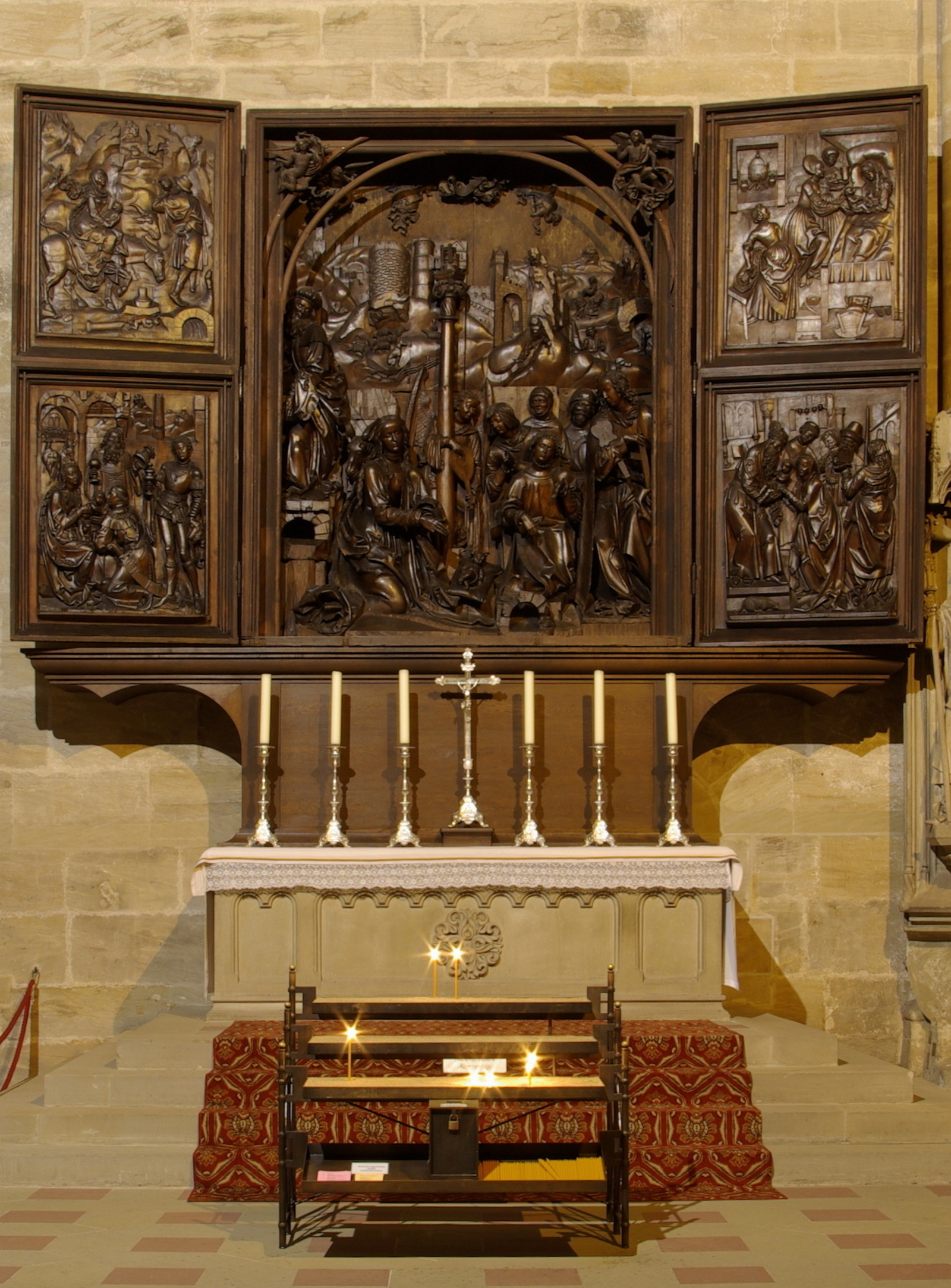
Віт Ствош, Вівтар в Катедральному соборі міста Бамберг
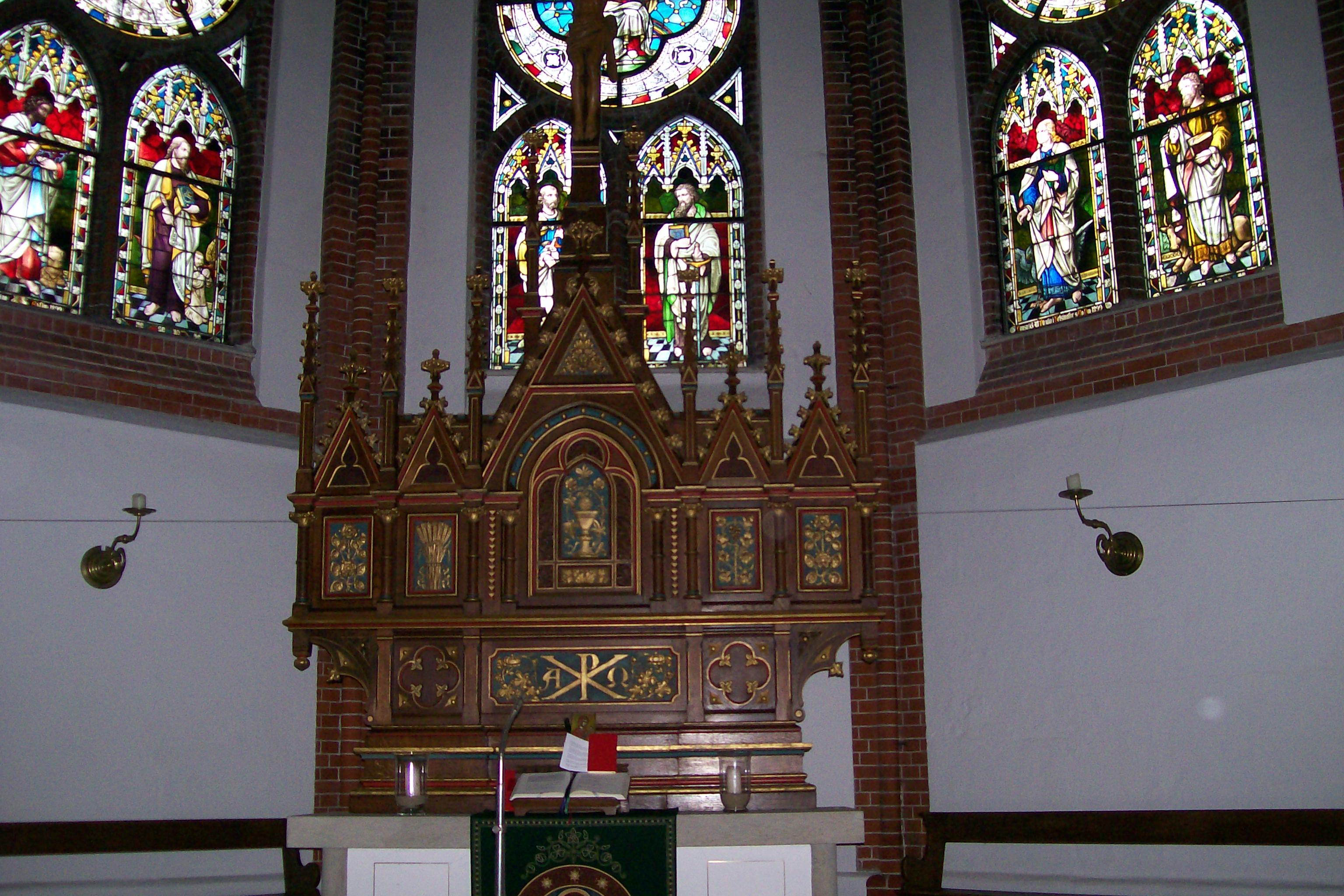
Вівтар в Санкт-Лоренц, Любек
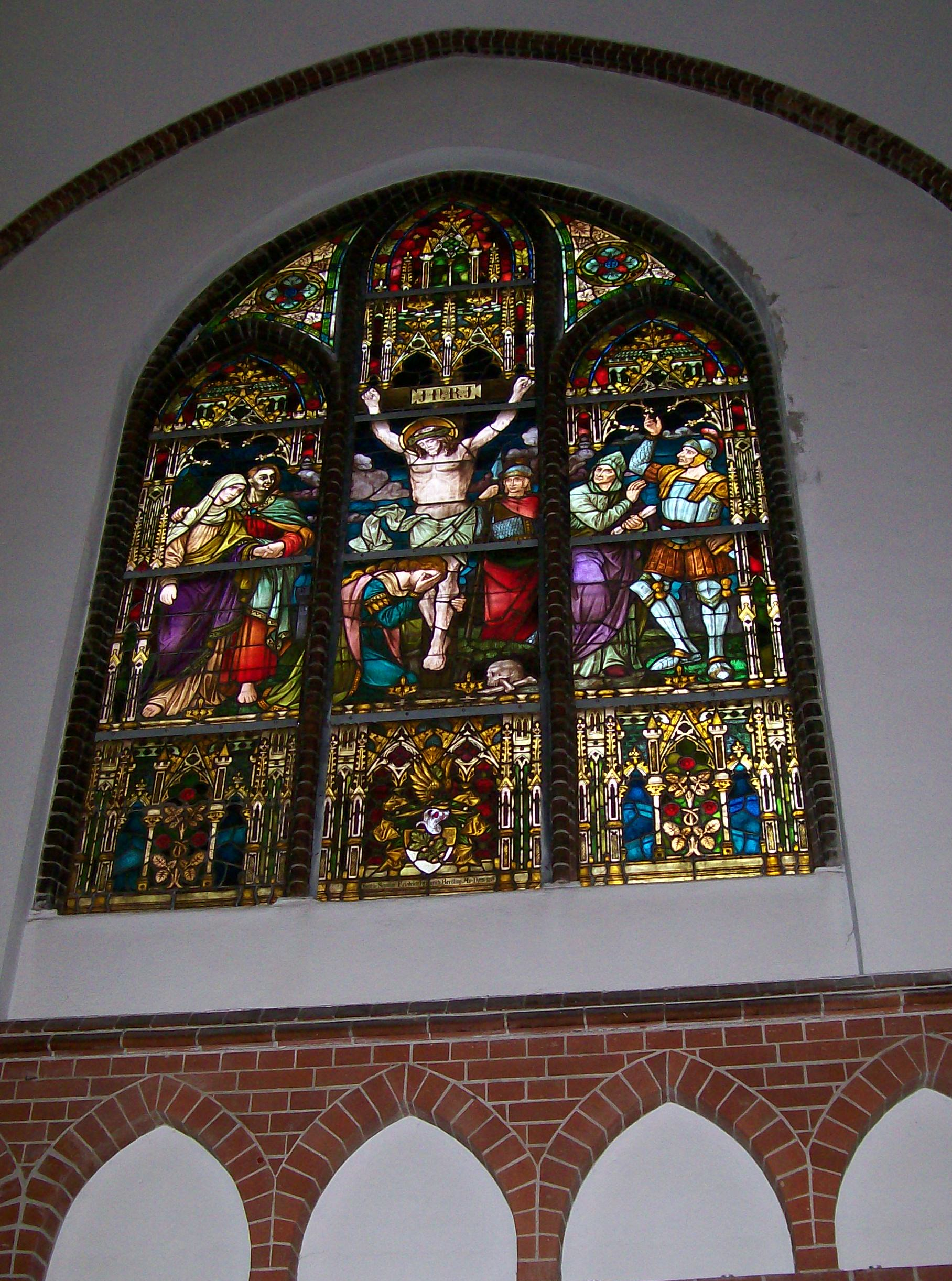
Вітраж в Санкт-Лоренц
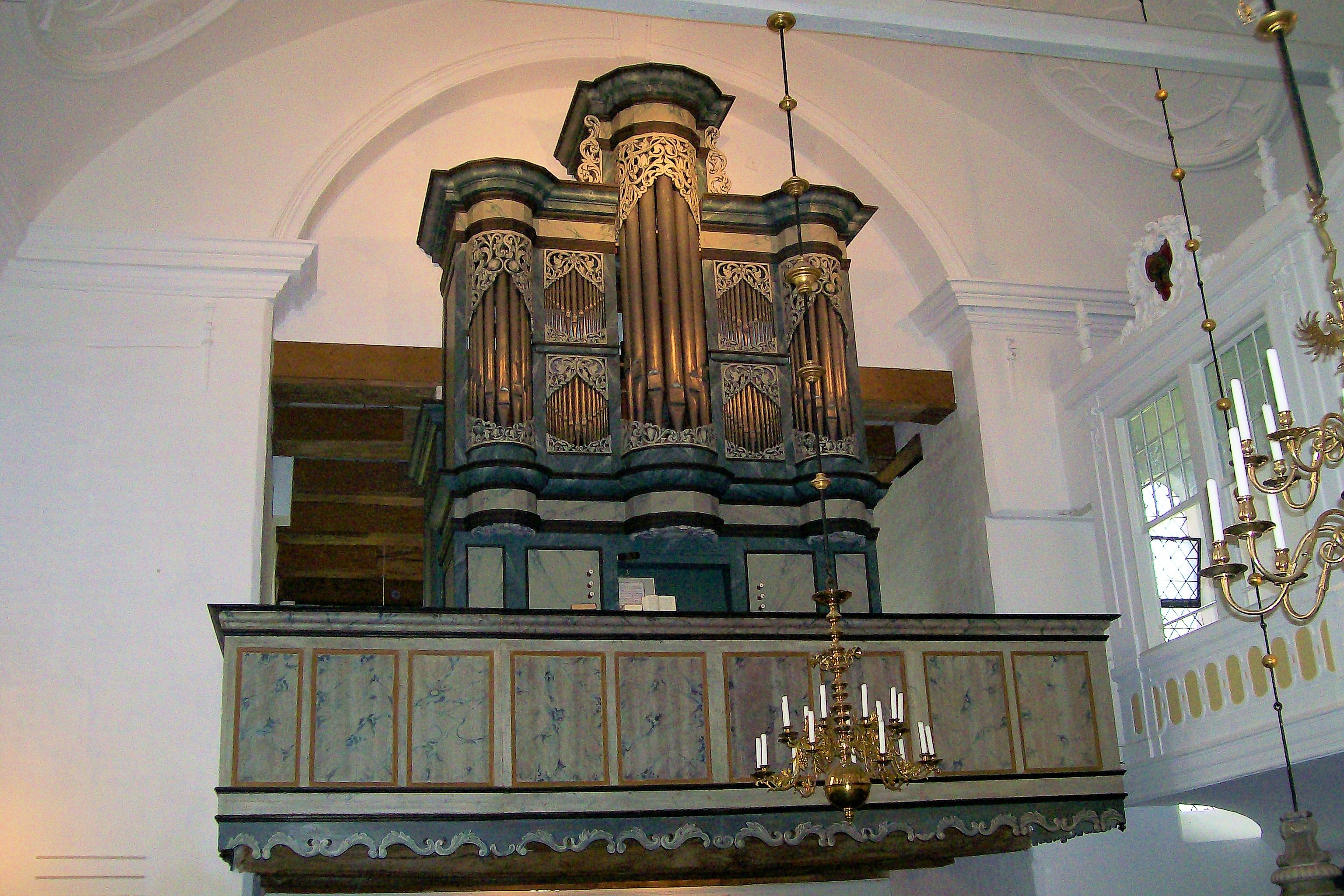
Санкт-Георг, орган, Любек

## Мистецтво XVстоліття

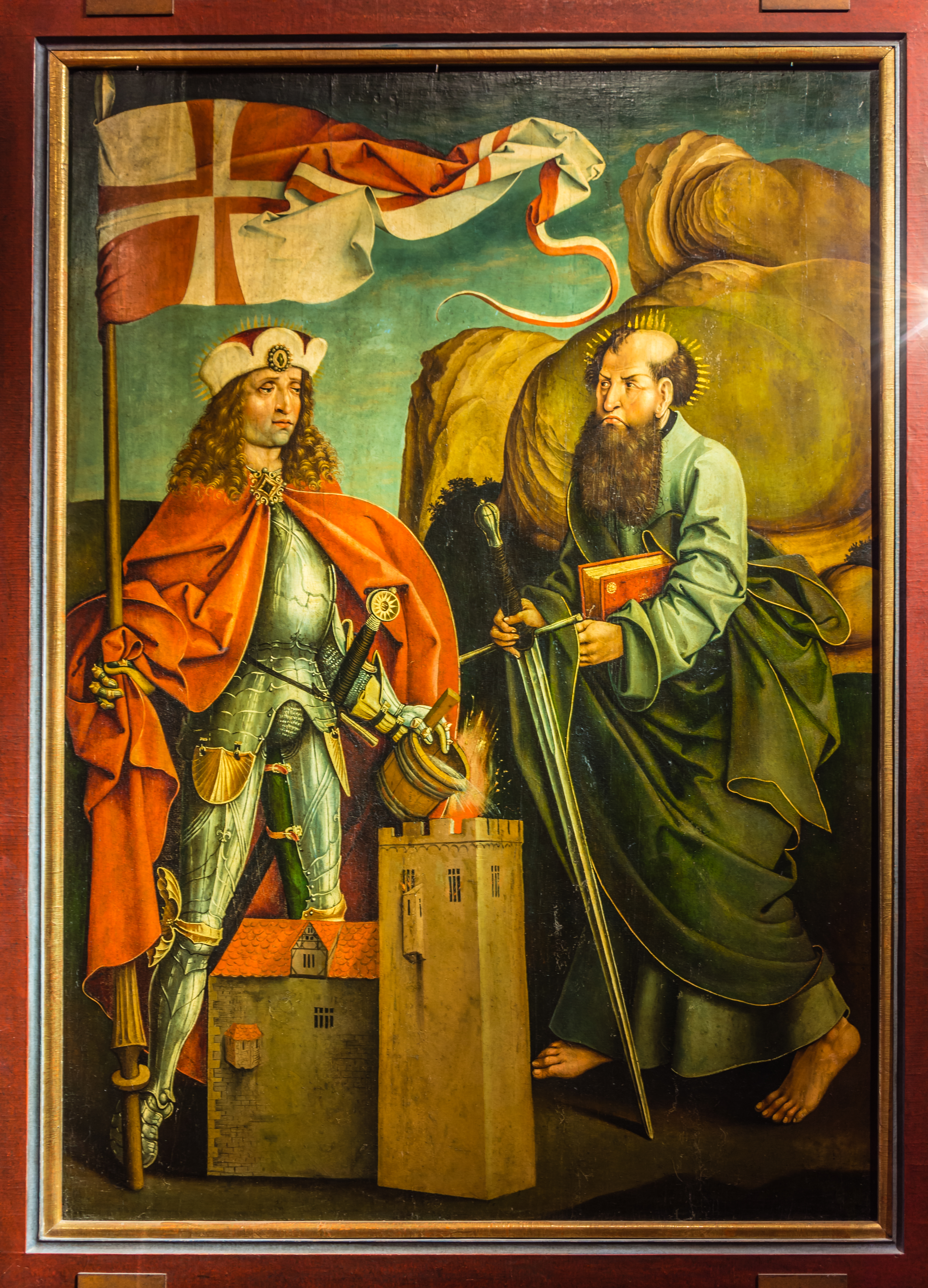
Йорг Брой старший. «Св. Флоріан і апостол Павло», Вівтар в монастирі Мельк, 1502, Австрія

Події склалися досить невдало для висвітлення історії образотворчих мистецтв ранніх періодів німецьких князівств у XV ст. В часи праці багатьох митців XV ст. ніхто не попіклувався про збереження життєписів навіть відомих майстрів. Винятком став хіба що Альбрехт Дюрер, більша частина творчості якого припала, однак, на вищий етап розвитку німецького відродження.
Лише на зламі XVI—XVII ст. до створення життєписів нідерландських і німецьких майстрів ранніх періодів звернувся історіограф Карел ван Мандер. І зіткнувся з проблемою майже повної втрати свідоцтв про життєві події низки німецьких майстрів, а часто і повною втрати їх творчого доробку. За наступні 400 років досліджень стан справ поліпшився досить мало. Лише розшуки в архівах дозволили дізнатись хоть щось про працю Штефана Лохнера, пов'язаного з містом Кельн. Частка німецьких земель відійшла до сучасної Швейцарії, де працював Конрад Віц (працював в Женеві і Базелі), але відомостей про нього мало. До 1960-х років була відома лише одна картина німецького майстра Лукаса Мозера (Тіфенбронський вівтар із сценами життя Марії Магдалини). Про низку майстрів не збережено ні достовірних фактів життя, ні справжніх імен. Серед них такі:
- Майстер житія Марії (Meister des Merienleben)
- Верхнерейнський майстер (Oberrheinischer Meister)
- Майстер із Месскірка (Master of Messkirch)[2]
- Майстер із Франкфурта (Master of Francfurt)[2]
- Матіас Грюневальд (умовне ім'я)
- Брауншвейзький монограміст
- Майстер домової книги

## Відродження
Див. також: Німецьке Відродження
Розвиток мистецтва Відродження в Німеччині проходив під впливом ідей Реформації. За часом це був досить короткий період від середини XV століття до 1520-х рр. Селянська війна, жорстоке придушення селянських заворушень, релігійний розкол і відокремлення декількох земель від католицизму обірвали розвиток відродження. Кордон 1530 року пережили лише поодинокі майстри, серед яких Альтдорфер, Ганс Гольбейн Молодший в Англії та Лукас Кранах Старший, що провів останні роки життя у засланні разом зі своїм вельможним покровителем.
Воно формувалося в жорстокій релігійній боротьбі, яка сповнила його драматизмом, особистими трагедіями та емоційними стресами. Яскравого втілення в німецькому мистецтві набули теми смерті, Страшного суду, кінця світу. Майже всі німецькі художники пройшли через школу гравюри, що наклало на їхній живопис відбиток жорсткості, безрадісності й гротеску.
Найяскравішим представником мистецтва німецького Відродження був Альбрехт Дюрер (1471—1528) — видатний живописець, гравер, вчений. У його живописних полотнах проявляється справжня велич епохи Відродження. У цей період створено відомі автопортрети Альбрехта Дюрера — «Автопортрет з пейзажем» (1498), «Автопортрет в образі Христа» (1500) та ін.
Однак справжній успіх митцеві принесли гравюри. У гравюрах Дюрера міфологічні сюжети переплітаються з мотивами середньовічних фантазій і сатири. Найвідоміша серія гравюр на теми Апокаліпсесу (1498). В останні роки життя Альбрехт Дюрер створив декілька чудових портретів. Серед них — «Портрет імператора Максиміліана» (1519). Він також продовжував писати картини на релігійну тематику. Одним з останніх полотен митця став диптих «Чотири апостоли» (1526), на якому зображено Іоанна, Петра, Павла та євангеліста Марка.

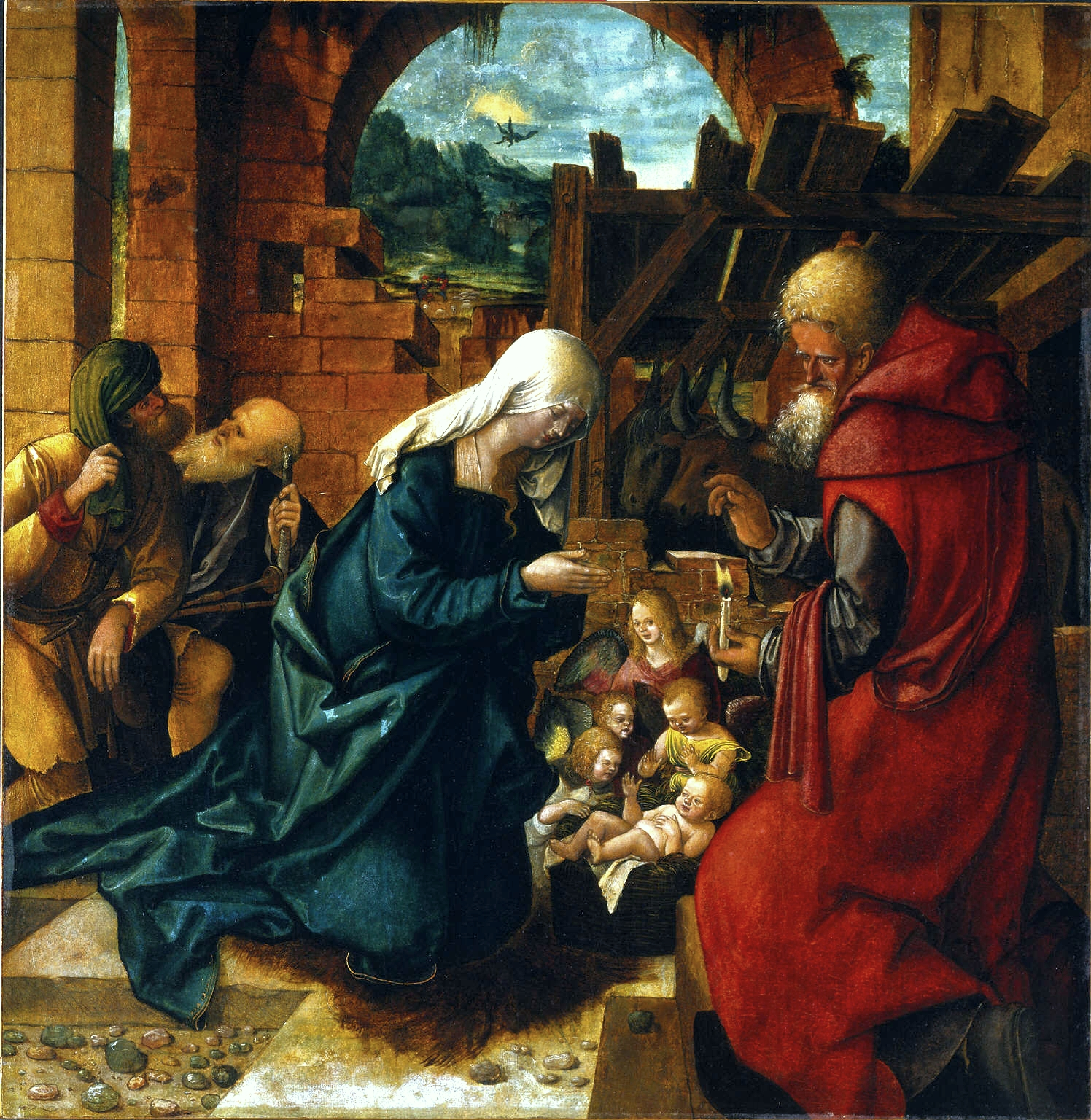
Ганс Шауфелен. «Поклоніння пастухів», бл. 1510 р. Клівлендський музей мистецтв, США
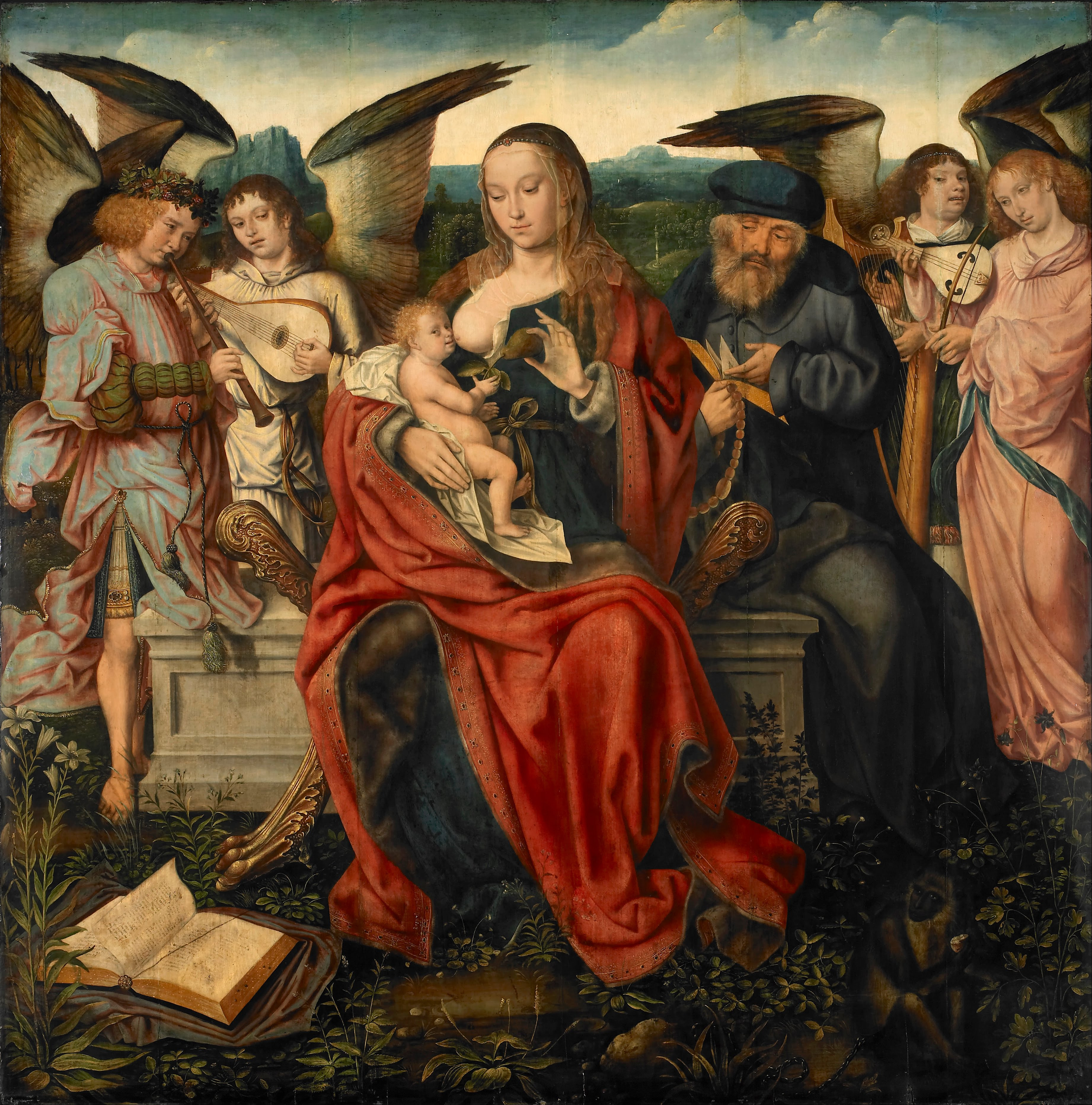
Майстер з Франкфурта. «Свята родина і янголи», 1515. Галерея мистецтв Вокера, Ліверпуль
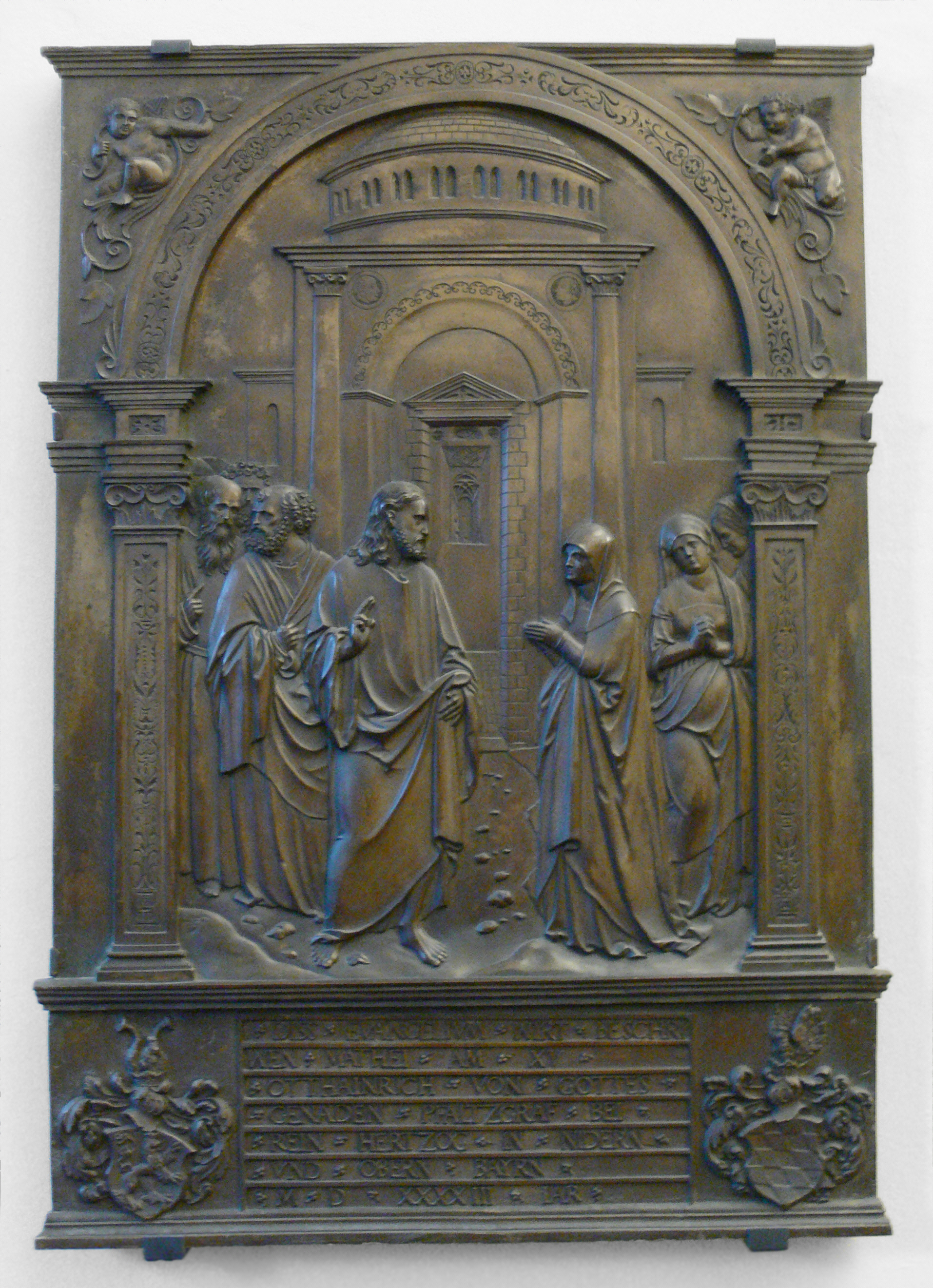
Ганс Вішер. «Христос і жінки з Хананеї», Нюрнберг, 1543
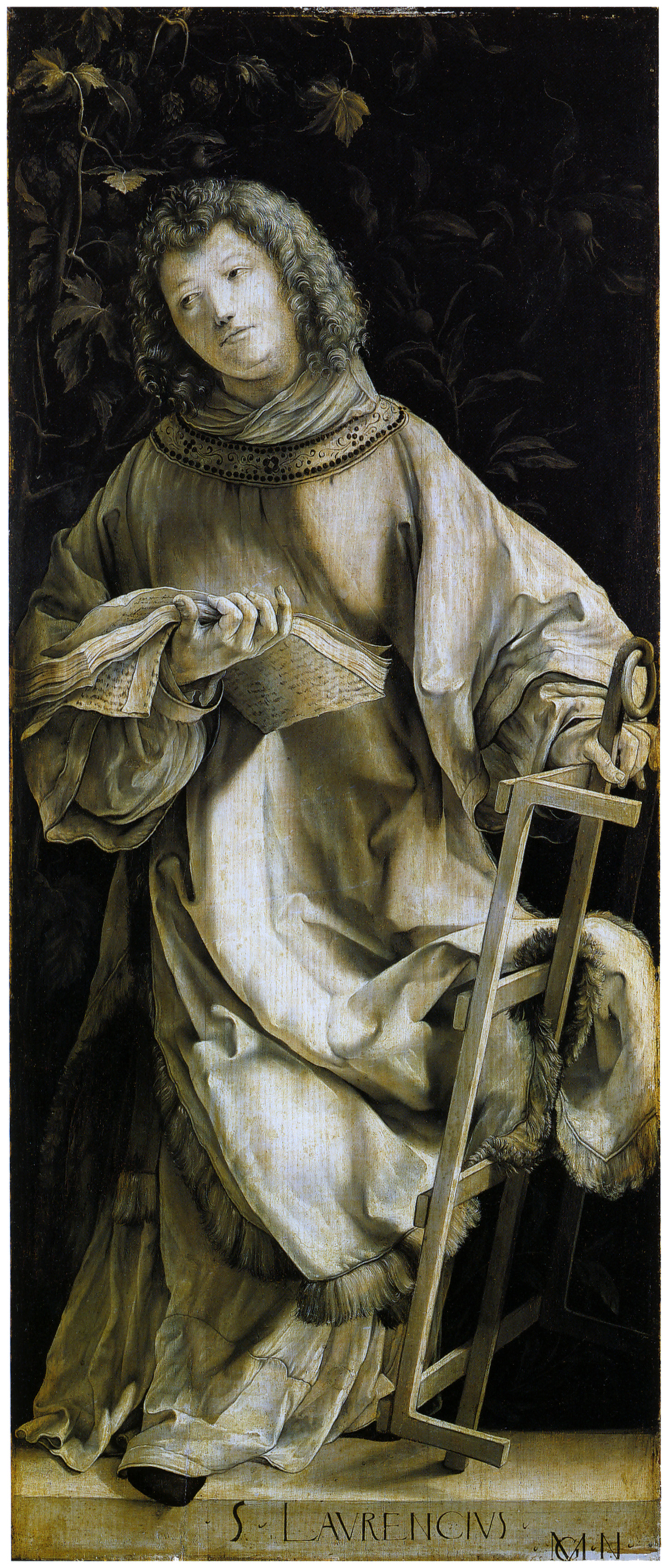
Грюневальд.Св. Лаврентій, бл. 1510
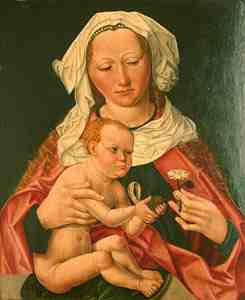
Вільм Дедек, «Мадонна з немовлям», бл. 1500, Любек
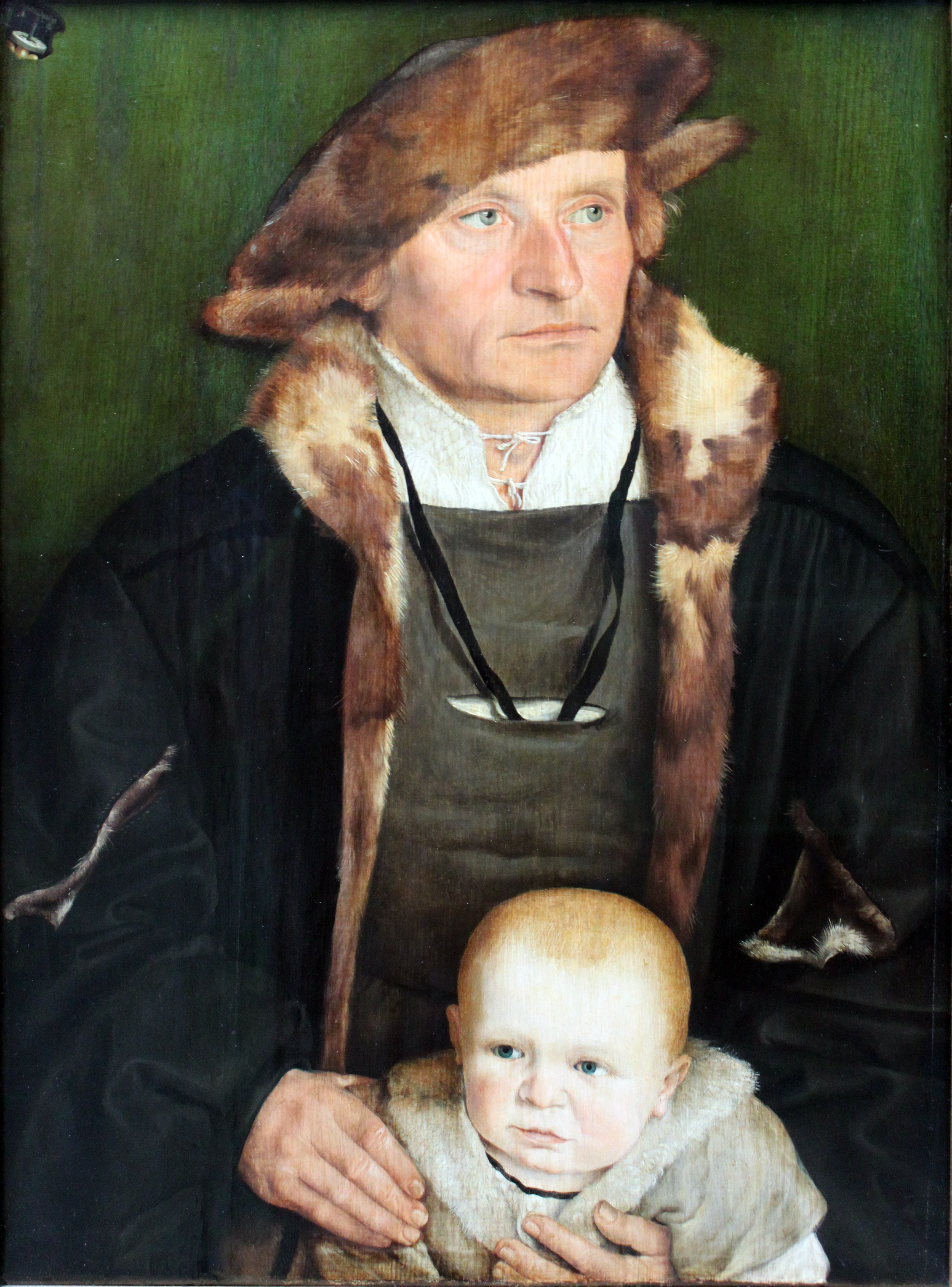
Ганс Бехам. «Портрет Урміллера разом із власним сином», 1525
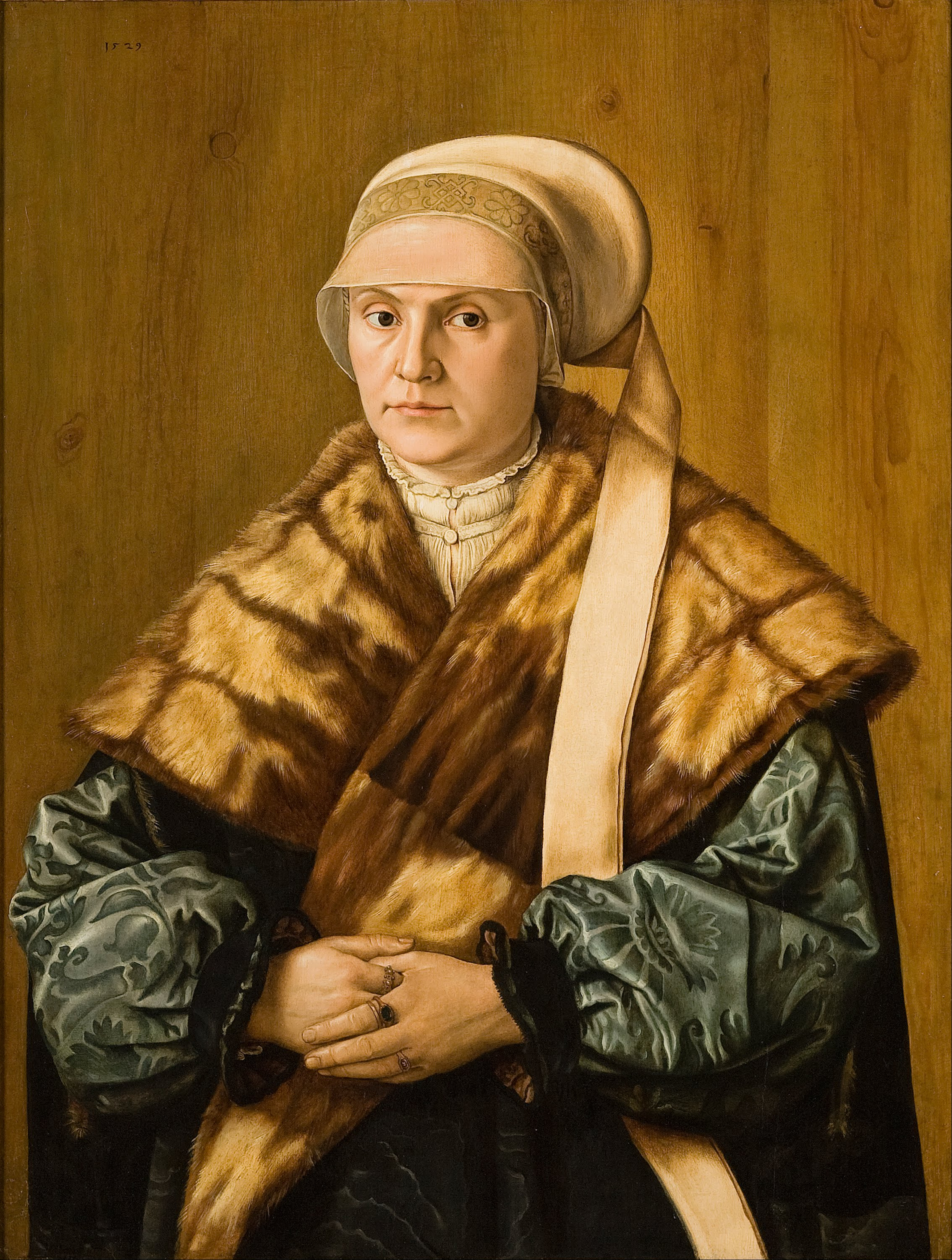
Бартель Бехам. «Невідома шляхетна німкеня з коштовним хутром», 1529

### Грюневальд

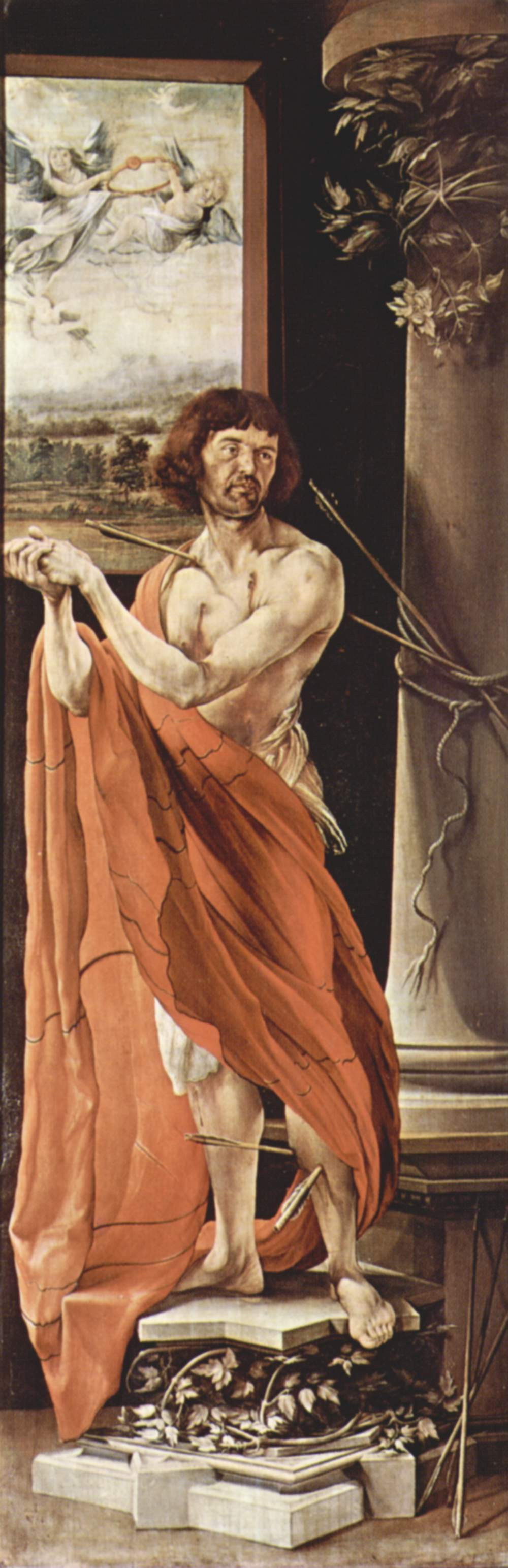
Худ. Грюневальд, Св. Себастьян

Ще в XIX столітті було віднайдено декілька релігійних композицій надзвичайної мистецької вартості в провінційних німецьких церквах. Талановиті твори ніяк не належали Дюреру, майстру досить шанованому та вивченому. Поряд з новонайденими творами навіть картини обдарованого Дюрера сприймалися менш сміливими і в композиції, і в колориті, і в накалі несамовитих почуттів. У життєписах Йоахима фон Зандрарта, який не був сучасником художника, знайшли неточні свідоцтва про майстра Маттіаса Грюневальда. Праця дослідників впродовж декількох десятиліть мало що прояснила, але вдалося віднайти декілька нових творів художника велетенської обдарованості, інженера і фортифікатора. Він був єдиним значущим майстром серед німців, що не займався гравюрою. Але поодинокі малюнки Грюневальда вимірюють на вагу золота. Відтворення його біографії ще попереду.

### Головні майстри доби Відродження
- Маттіас Грюневальд (бл. 1470—1528)
- Альбрехт Дюрер (1471—1528)
- Лукас Кранах Старший (1472—1553)
- Петер Флетнер (1485—1546)
- Ганс фон Кульмбах (бл.1480—1522)
- Ганс Бальдунг (бл. 1484—1545)
- Ганс Гольбейн Молодший (1497—1543)
- Урс Граф (бл. 1490 — бл. 1529)
- Альбрехт Альтдорфер (бл.1480—1538)
- Фейт Штос (1447—1533)
- Бернт Нотке (бл. 1435—1509)
- Ганс Бургмайєр Старший (1473—1531)
- Вільм Дедек
- Даніель Гопфер (бл. 1470—1536), гравер

### Гравюра доби Відродження
Ще напередодні доби відродження німецькі ремісники стали у авангарді книгодрукування та запровадження мистецтва гравюри. Цьому сприяло широке використання паперових млинів та наявність нового, дешевого матеріалу для гравюр та книг — паперу.
Панівні позиції в мистецтві відродження німецьких земель посіли живопис та гравюра, до того ж гравюра в творчості деяких німецьких майстрів головувала. Німецька архітектура XV—XVI ст. значно поступалася зразкам Італії і мала провінційний, вторинний характер. Вона наче накопичувала сили для майбутньої доби бароко, що розквітне в німецьких князівствах.
На значну популярність німецької гравюри вплинуло декілька факторів:
- звернення до неї провідних майстрів
- великі наклади (створення якої завгодно кількості відбитків)
- демократичний характер гравюри на відміну від унікального, аристократичного характеру живопису
- відгук гравюри на актуальні тогочасні події,
- широка тематика — від релігійних композицій до зображень селян, вояків, повій
- популяризація тогочасних володарів думок (портрети Лютера, Меланхтона тощо)
- доступність та дешевизна відбитків.

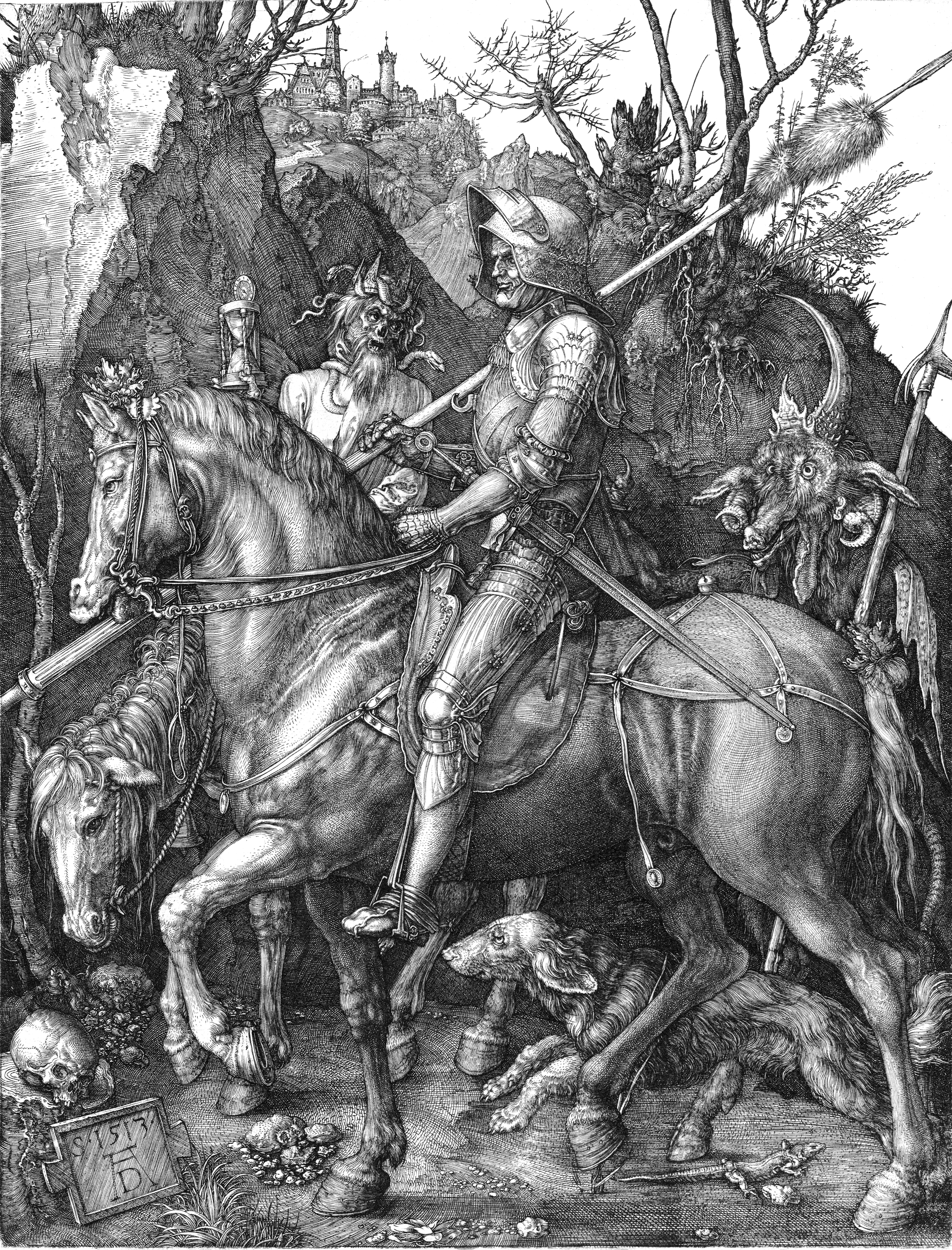
Дюрер, «Лицар, Диявол і смерть», 1513
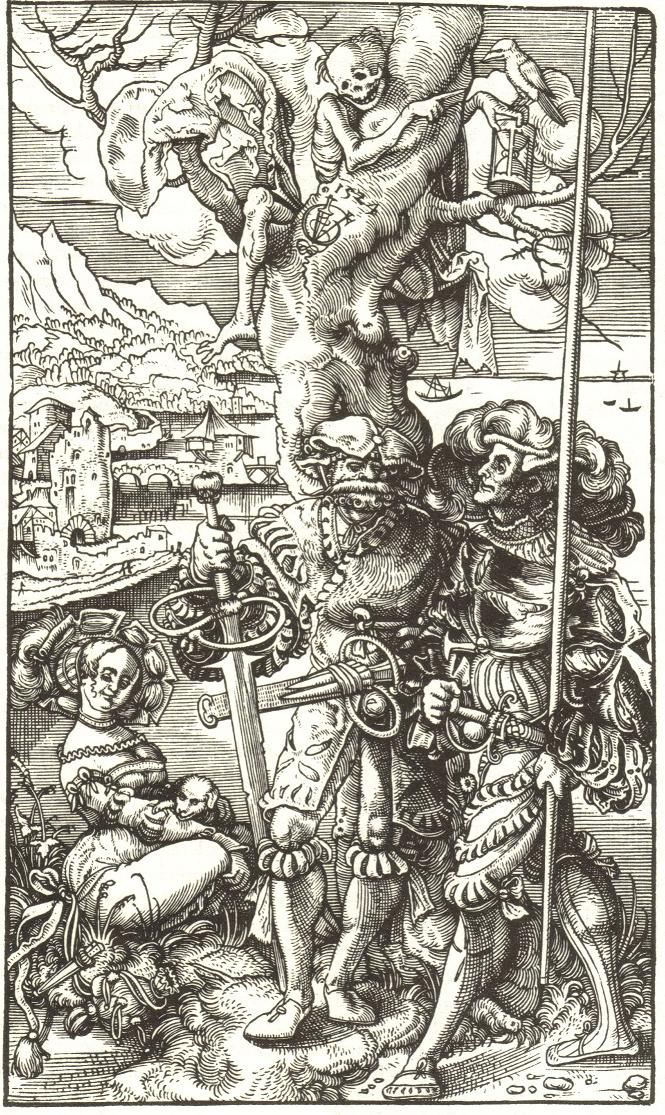
Урс Граф, «Смерть, швейцарські вояки та військова повія», 1524
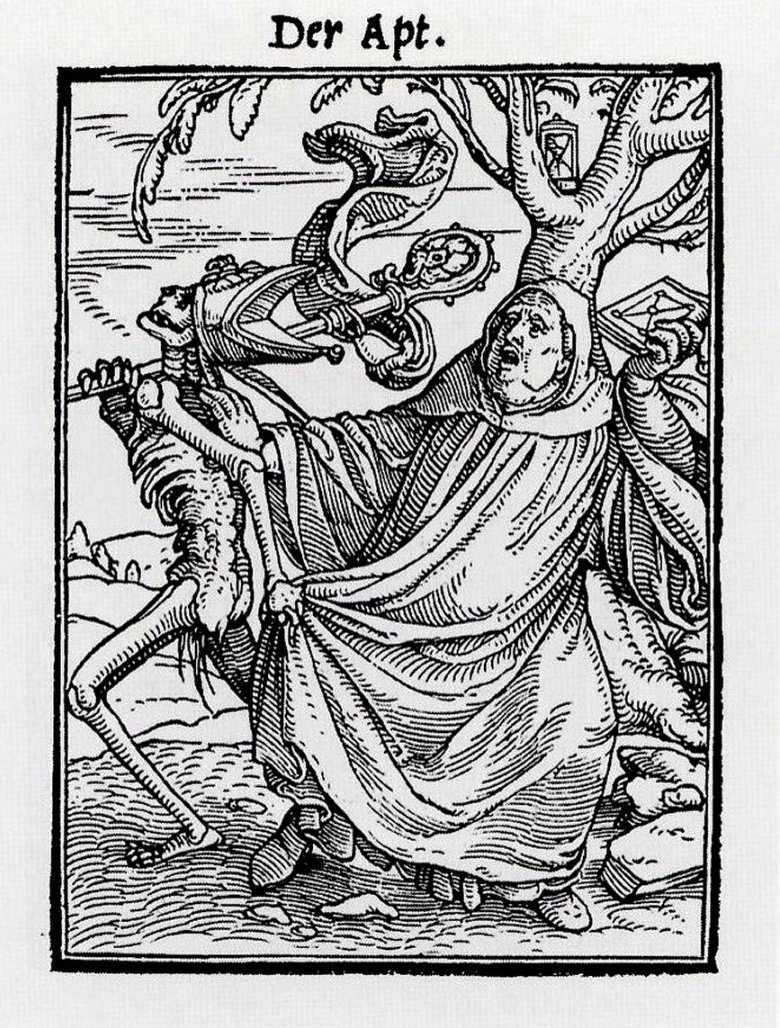
Ганс Гольбейн молодший, «Смерть хапає єпископа»
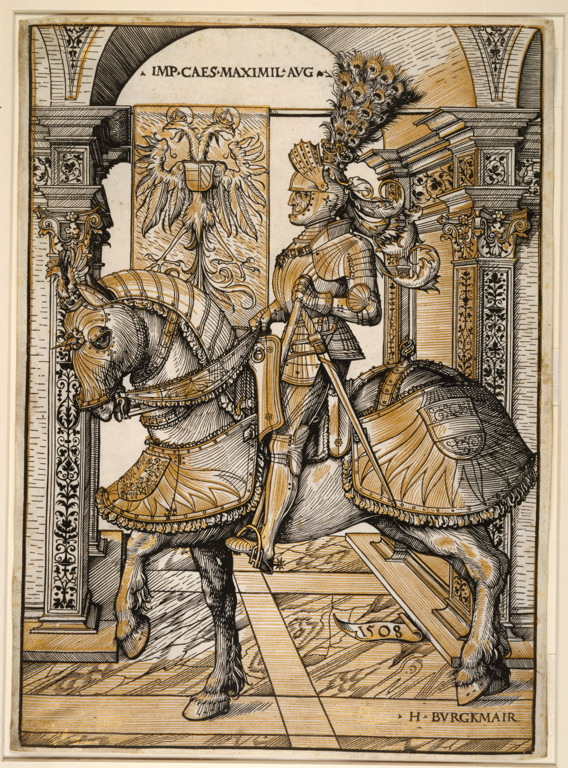
Ганс Бургмайєр Старший, імператор Максиміліан І верхи.
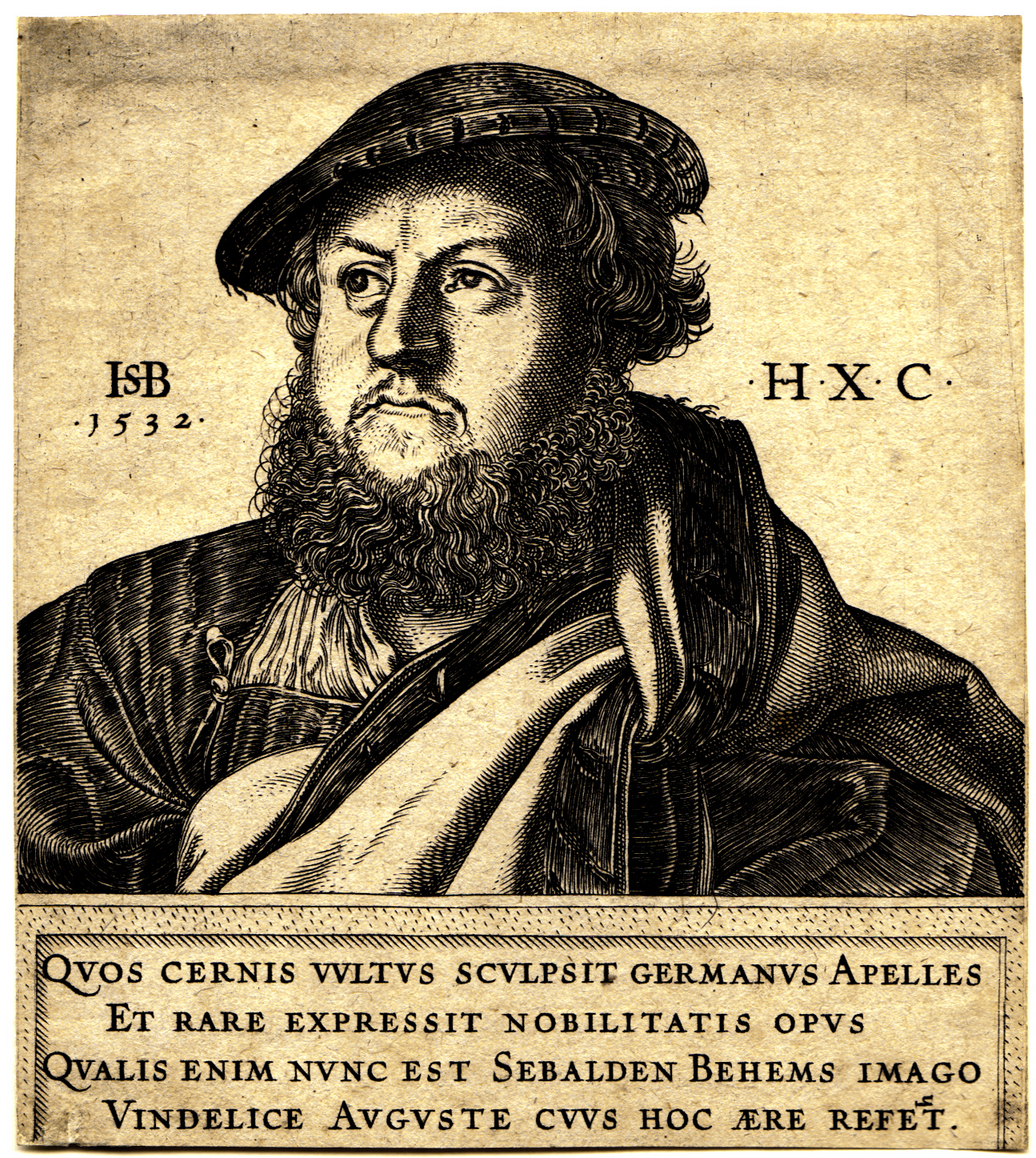
Монограміст H.X.C. «Портрет Ганса Зебальда Бехама», 1532
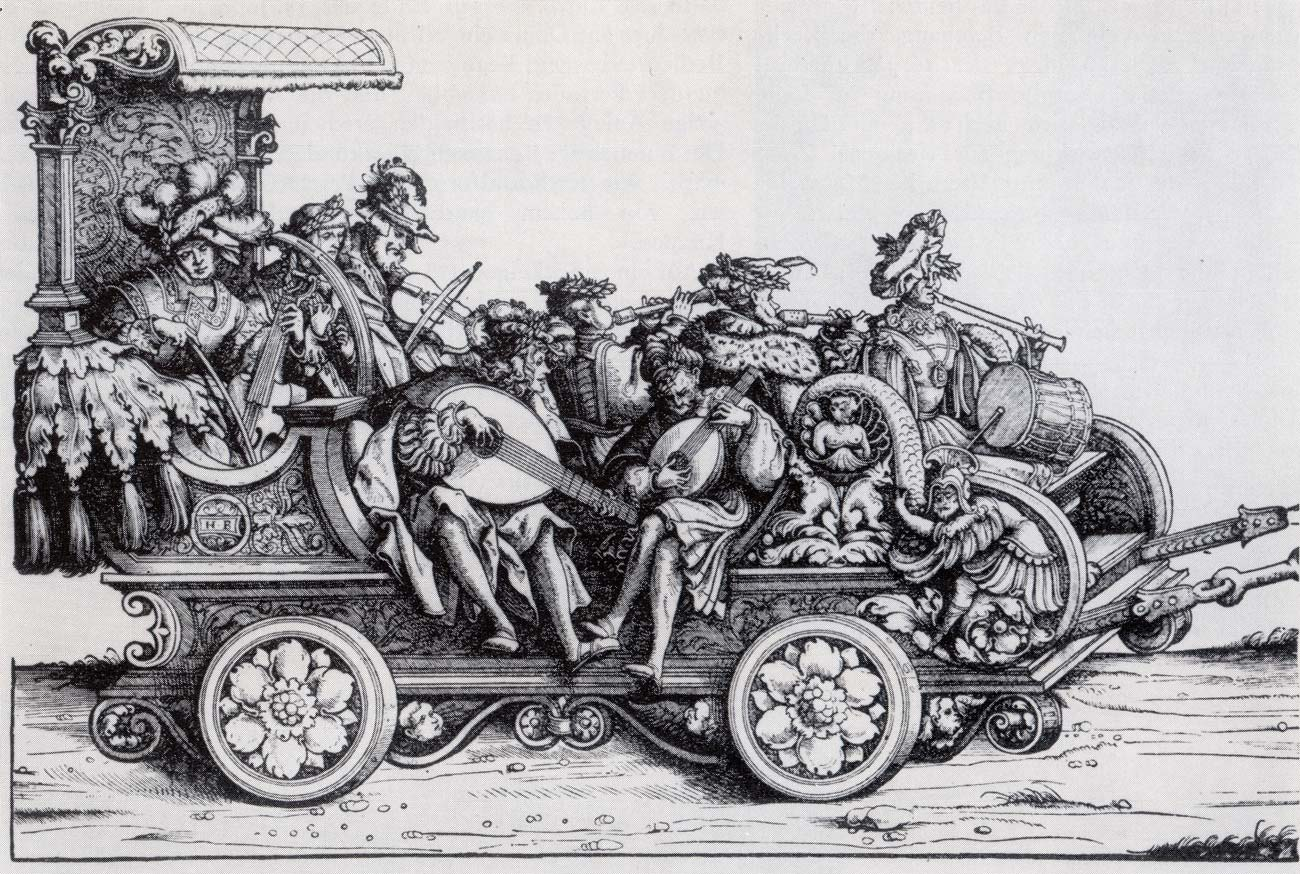
Ганс Бургмайр, «Музики на колісниці», 1517
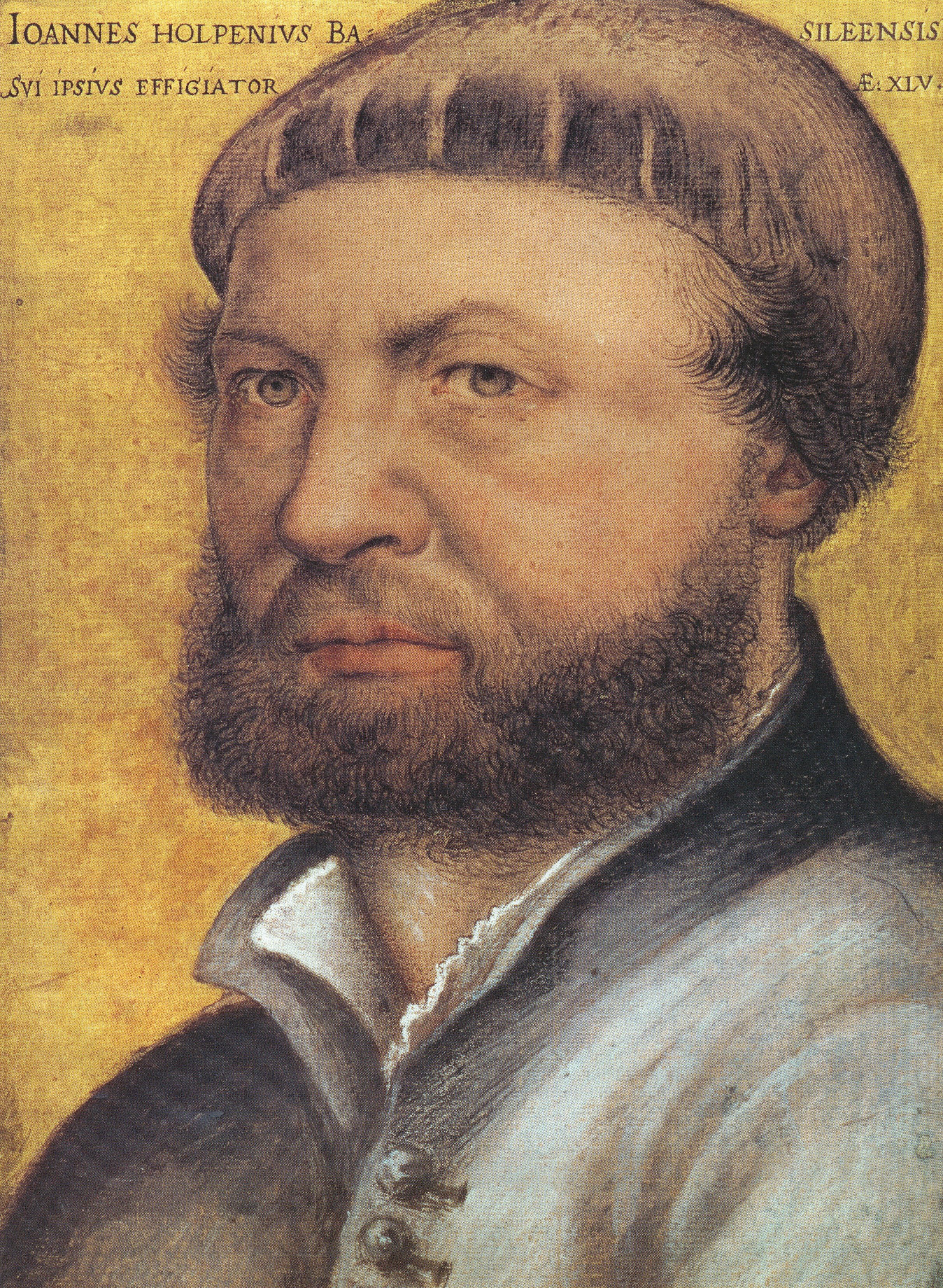
Ганс Гольбейн Молодший, Автопортрет, 1542
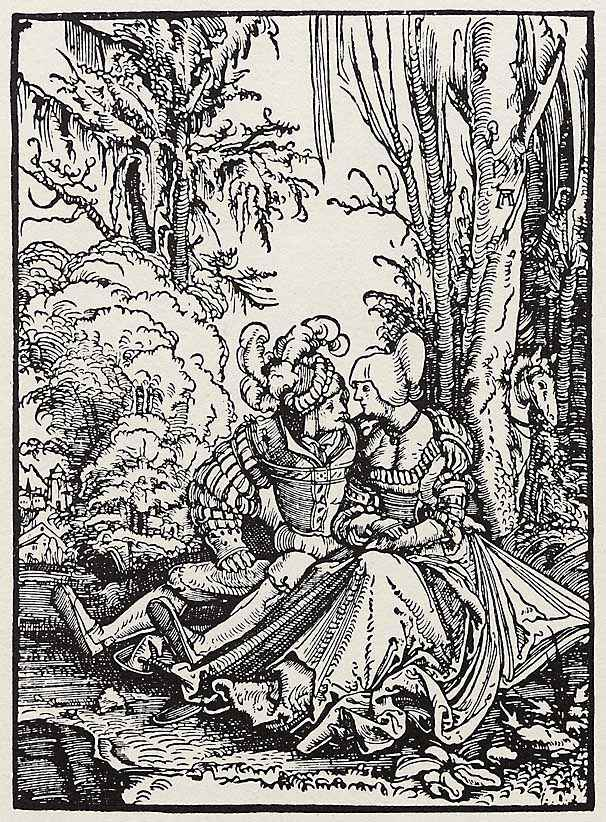
Альбрехт Альтдорфер, «Закохана пара», 1511
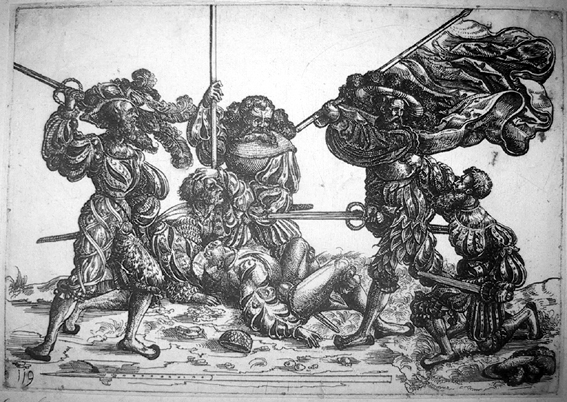
Гравер Д. Гопфер, «Двобій прапороносця з ландскнехтами»

#### Ганс Бургкмайр старший. Дереворити

«Хтивість»,  серія Сім гріхів, дереворит, бл. 1510, Британський музей
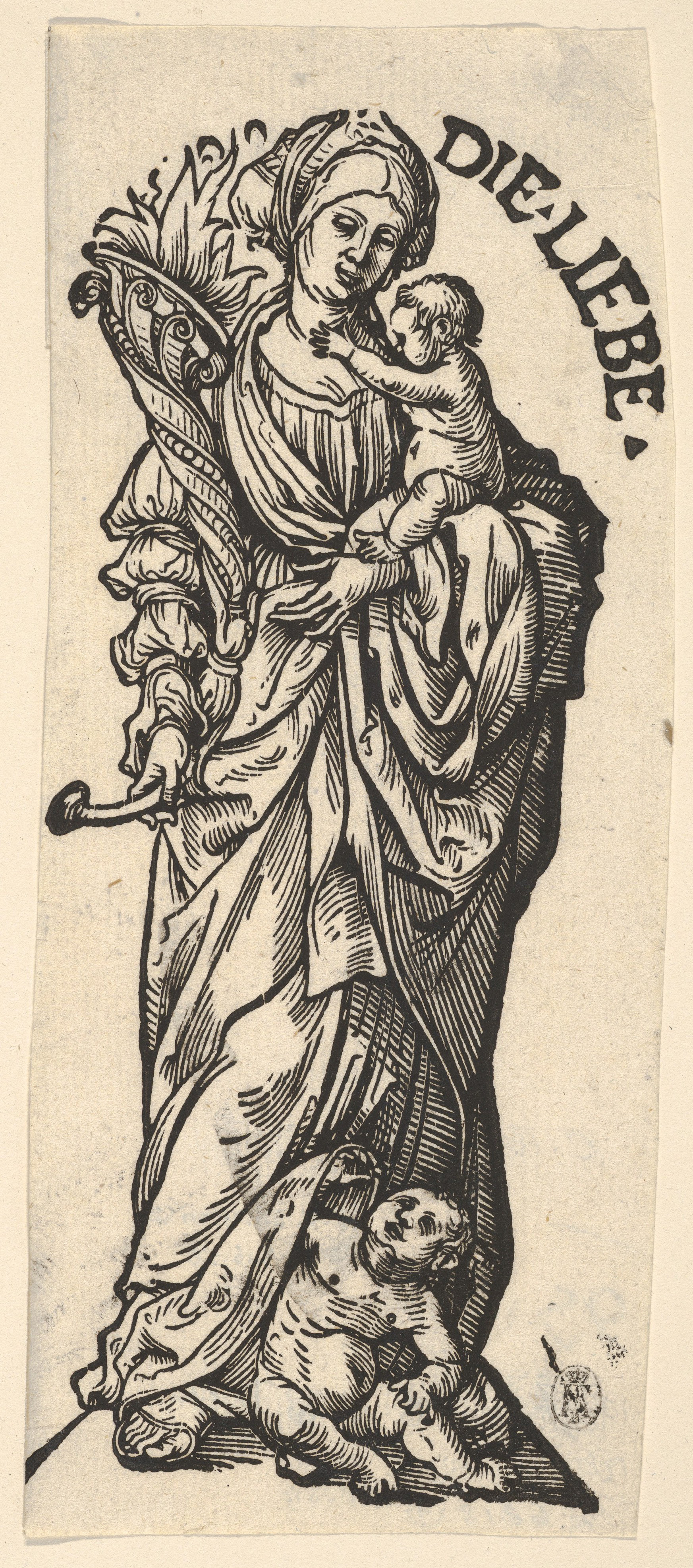
Алегорія «Милосердя», серія «Сім чеснот»
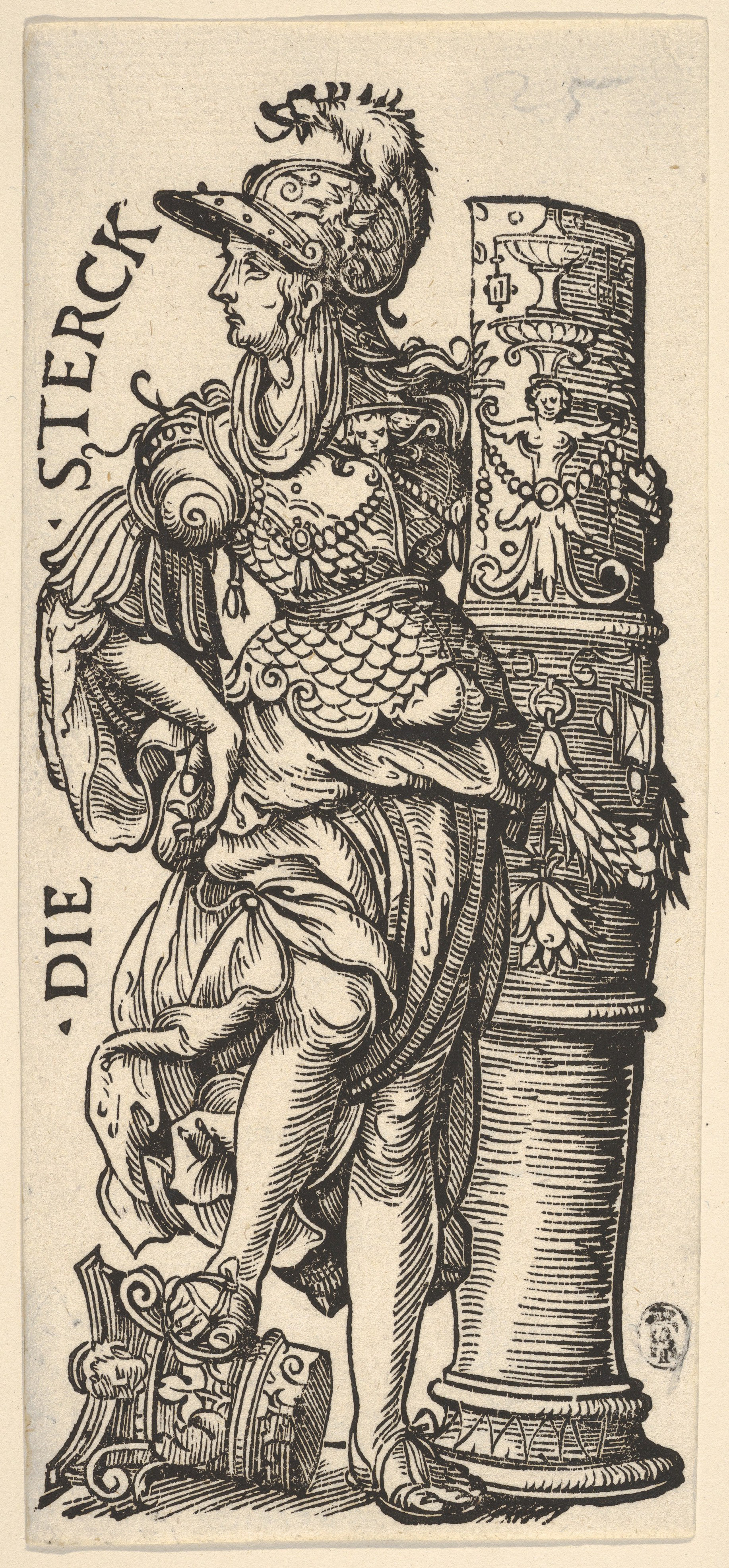
Алегорія «Сила духа», серія «Сім чеснот»
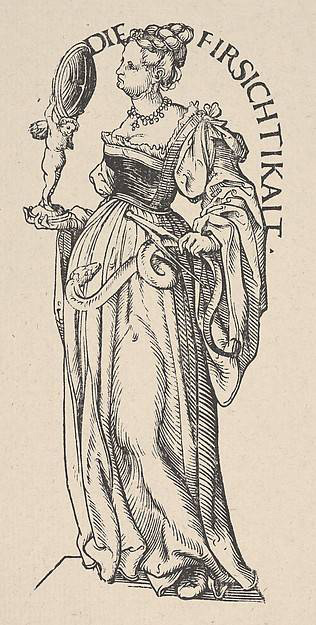
«Виваженість», серія «Сім чеснот»
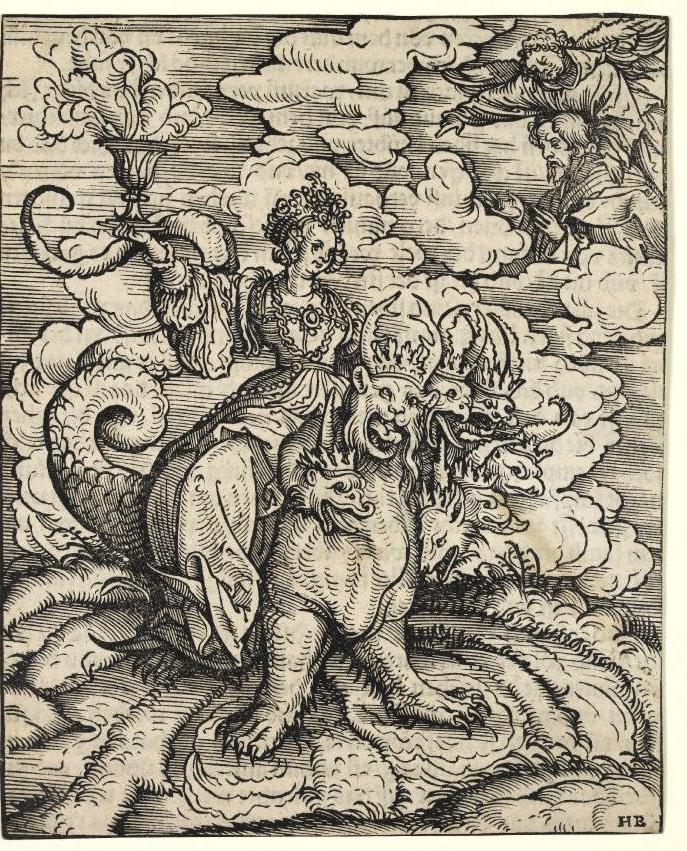
«Вавилонська блудниця», серія Апокаліпсис

### Вівтар з монастиря Мельк

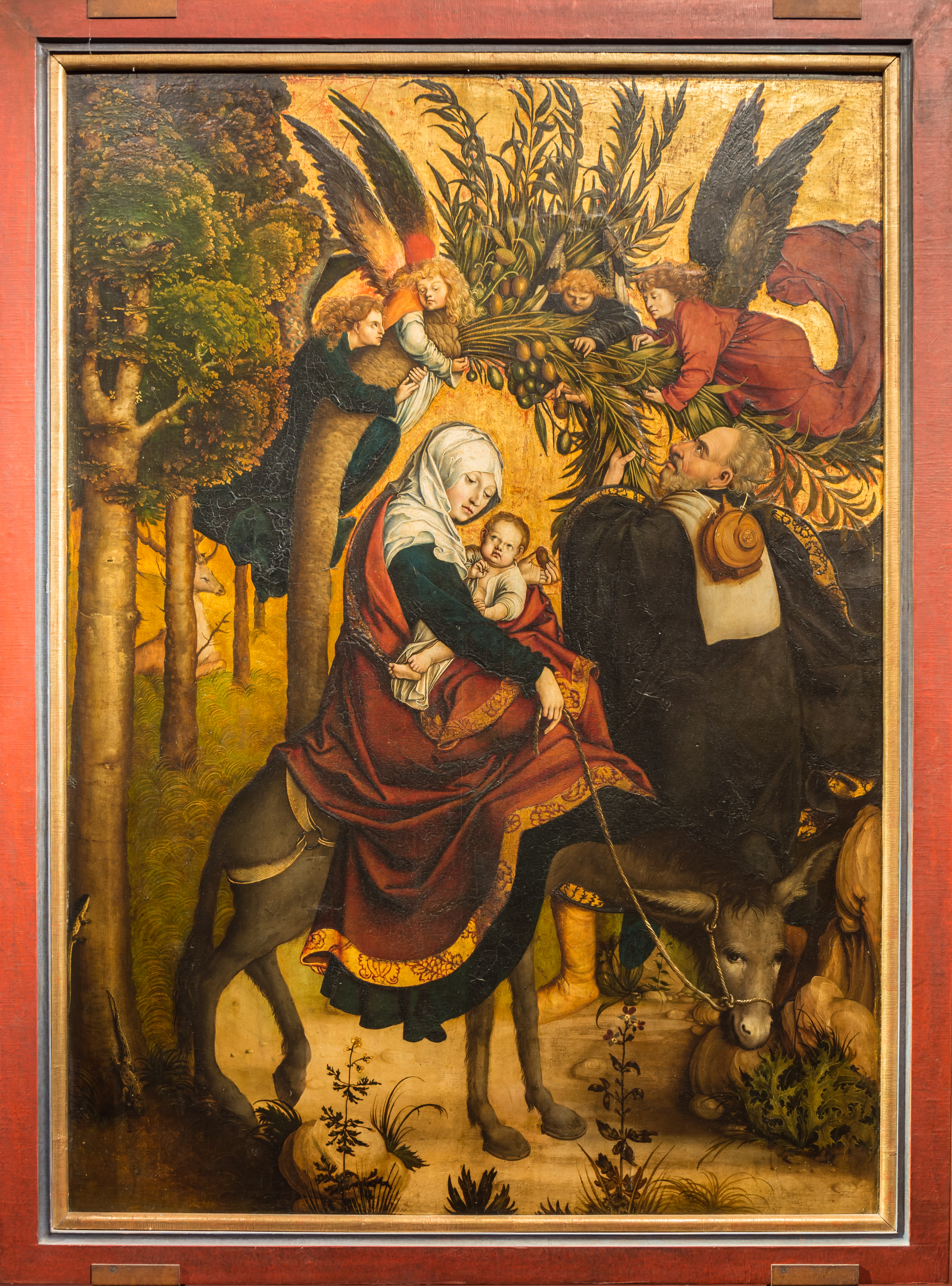
Худ. Йогр Брой старший. «Втеча Св. Родини в Єгипет», 1502 р.
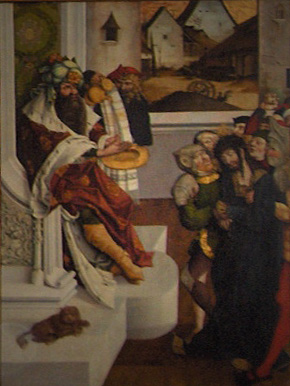
Йогр Брой старший. «Христос і Понтій Пілат»
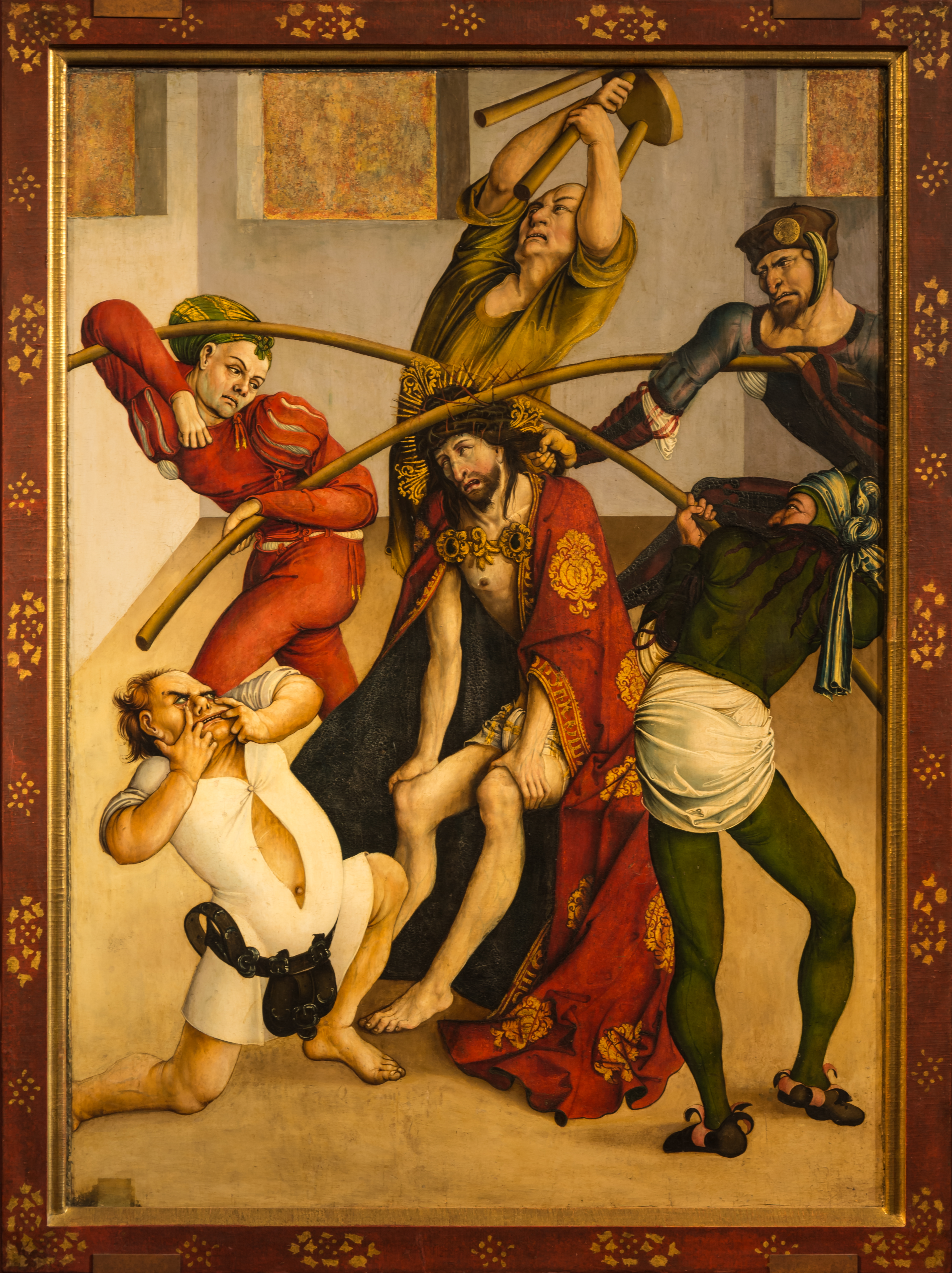
Йогр Брой старший. «Коронування терновим вінцем»
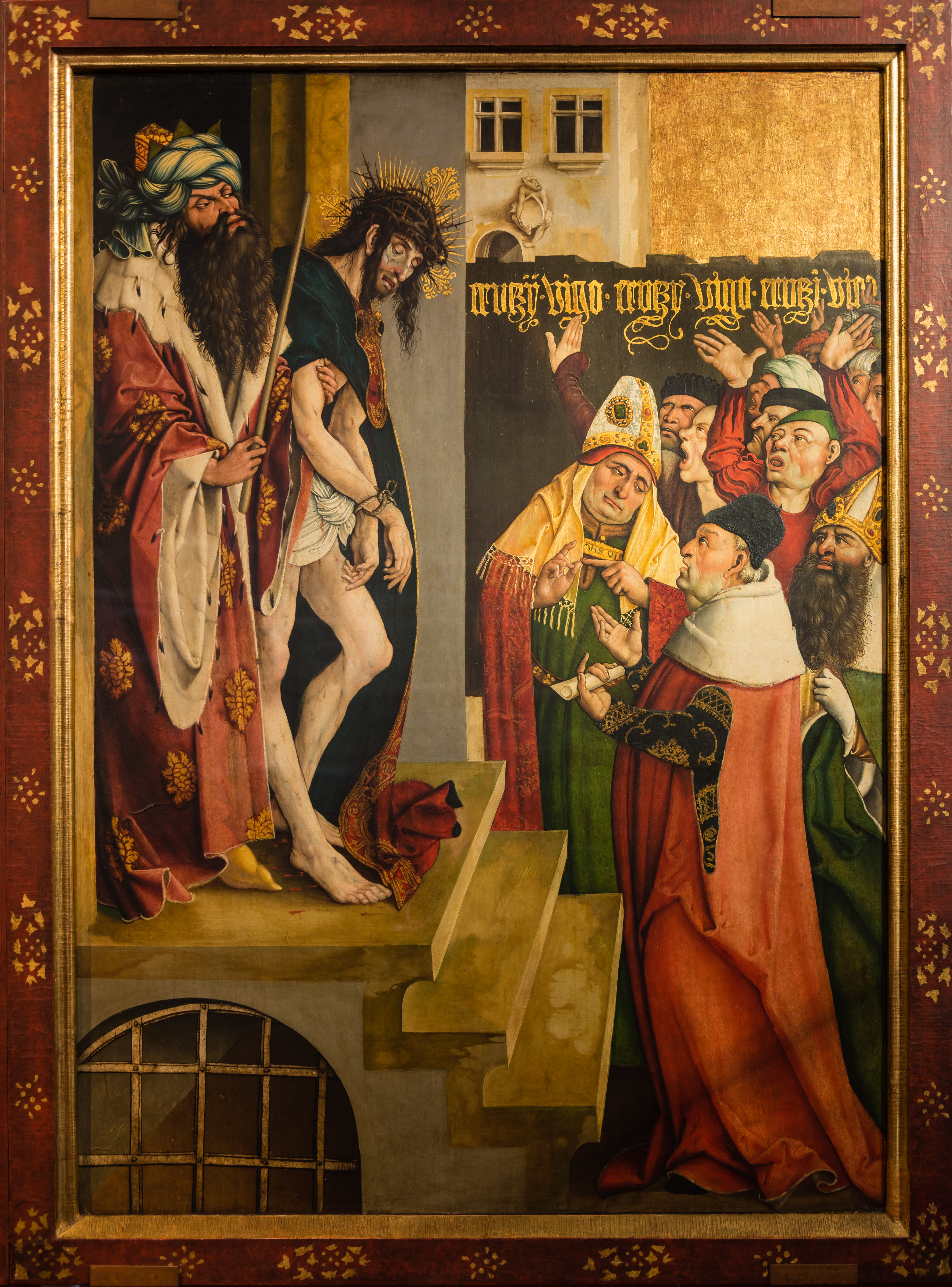
Йогр Брой старший. «Христос перед натовпом»

### Майстри дереворізьблення

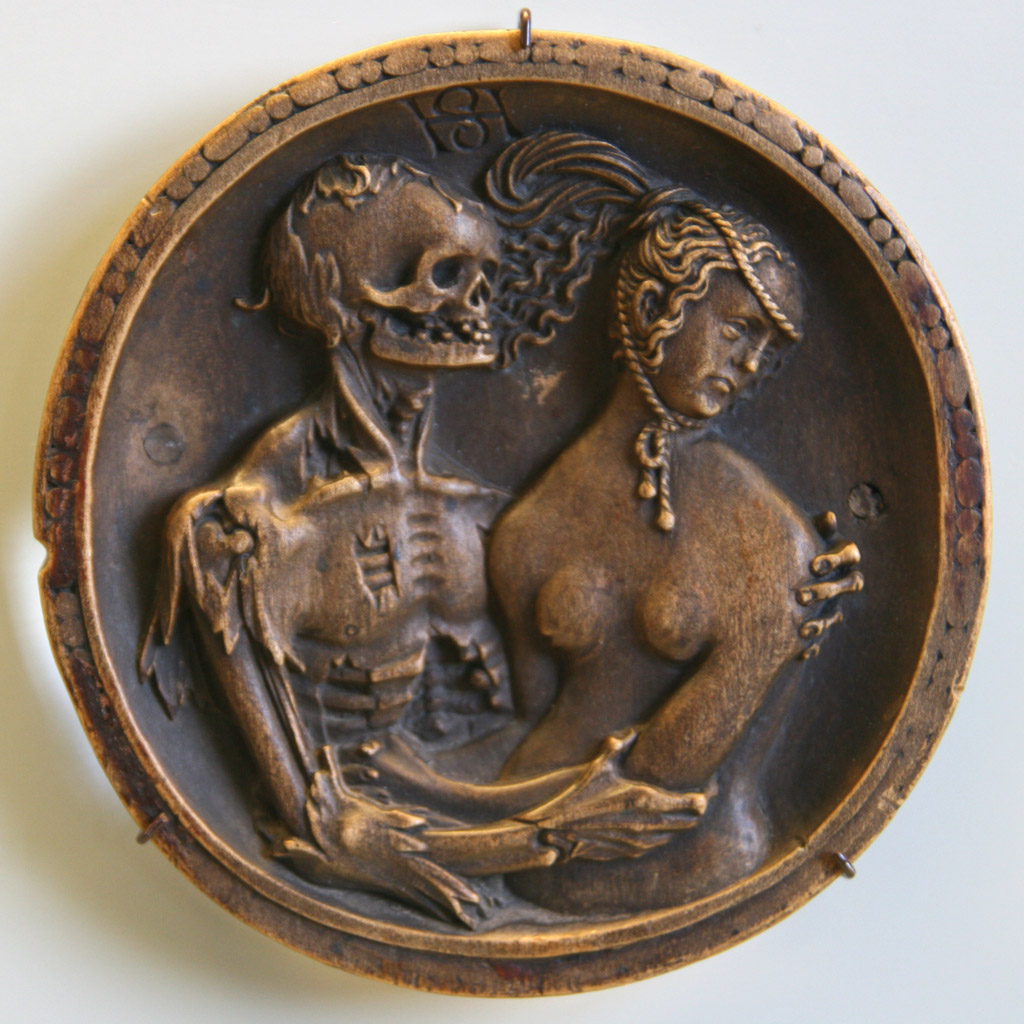
Ганс Шварц (1492–1532). «Кістяк і дівчина», самшит, дереворізьба, Боде музей. Берлін.
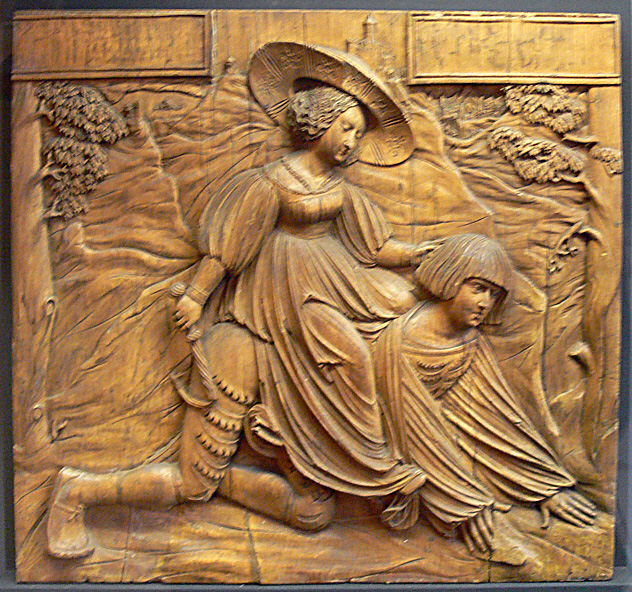
Майстер із Оттобойрена. «Філософ Аристотель і Філліс», різьба по деревині, 1523, Баварський національний музей, Мюнхен.
Нижньорейнський майстер XVII ст., рельєф «Пам'ятай про смерть», дубова стулка.

## XVII століття

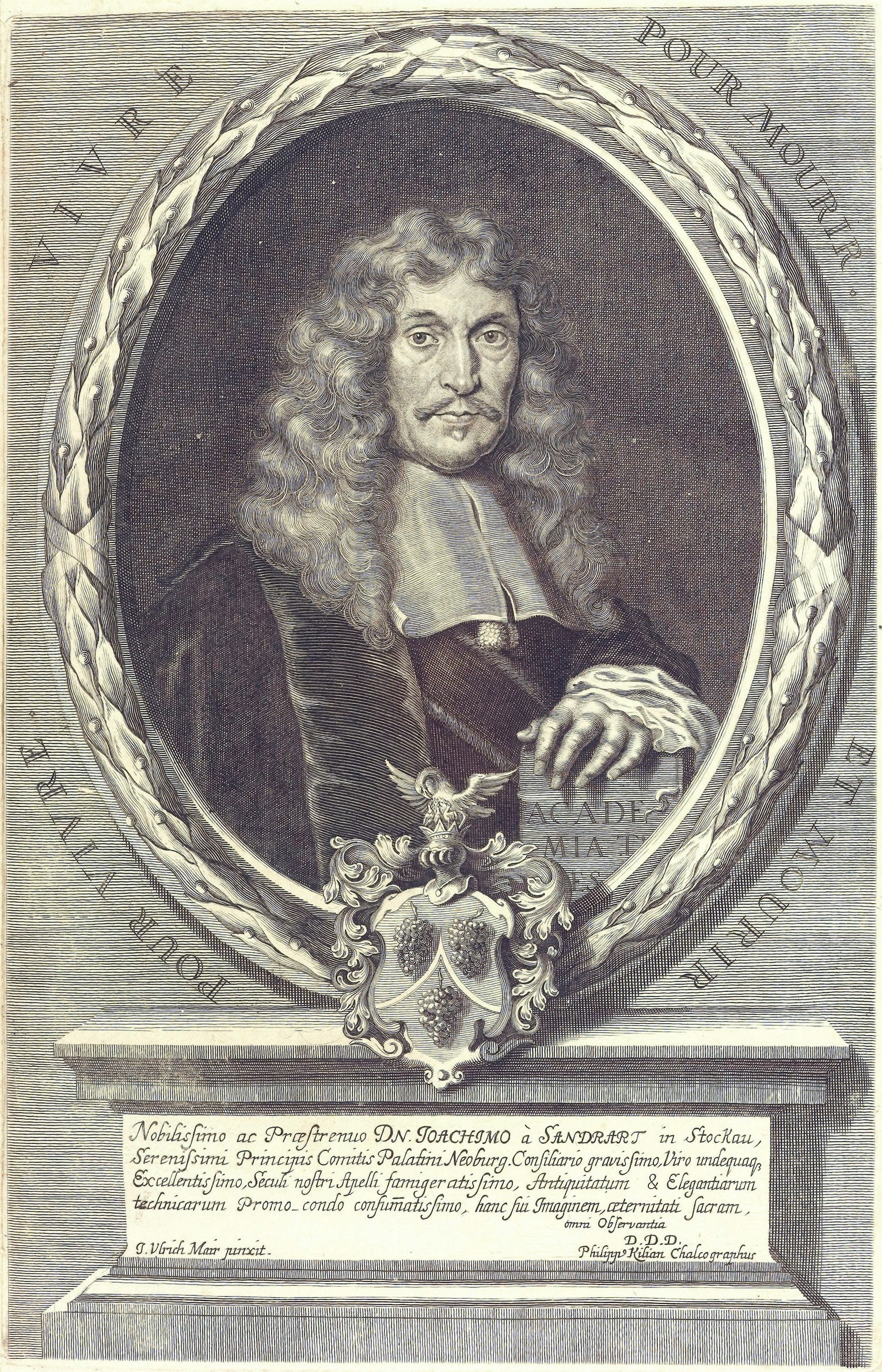
Йоахим Зандрарт

XVII століття принесло німецьким землям справжнє спустошення. Більшість військових дій Тридцятирічної війни відбувалася саме на територіях німецьких князівств, що зазнали економічної та духовної кризи. За підрахунками науковців, землі Німеччини втратили 33 — 35 % населення. В католицьких князівствах Німеччини папа римський пішов на безпідставні заходи і дозволив на десять років брати шлюб водночас з двома жінками німецьким чоловікам.

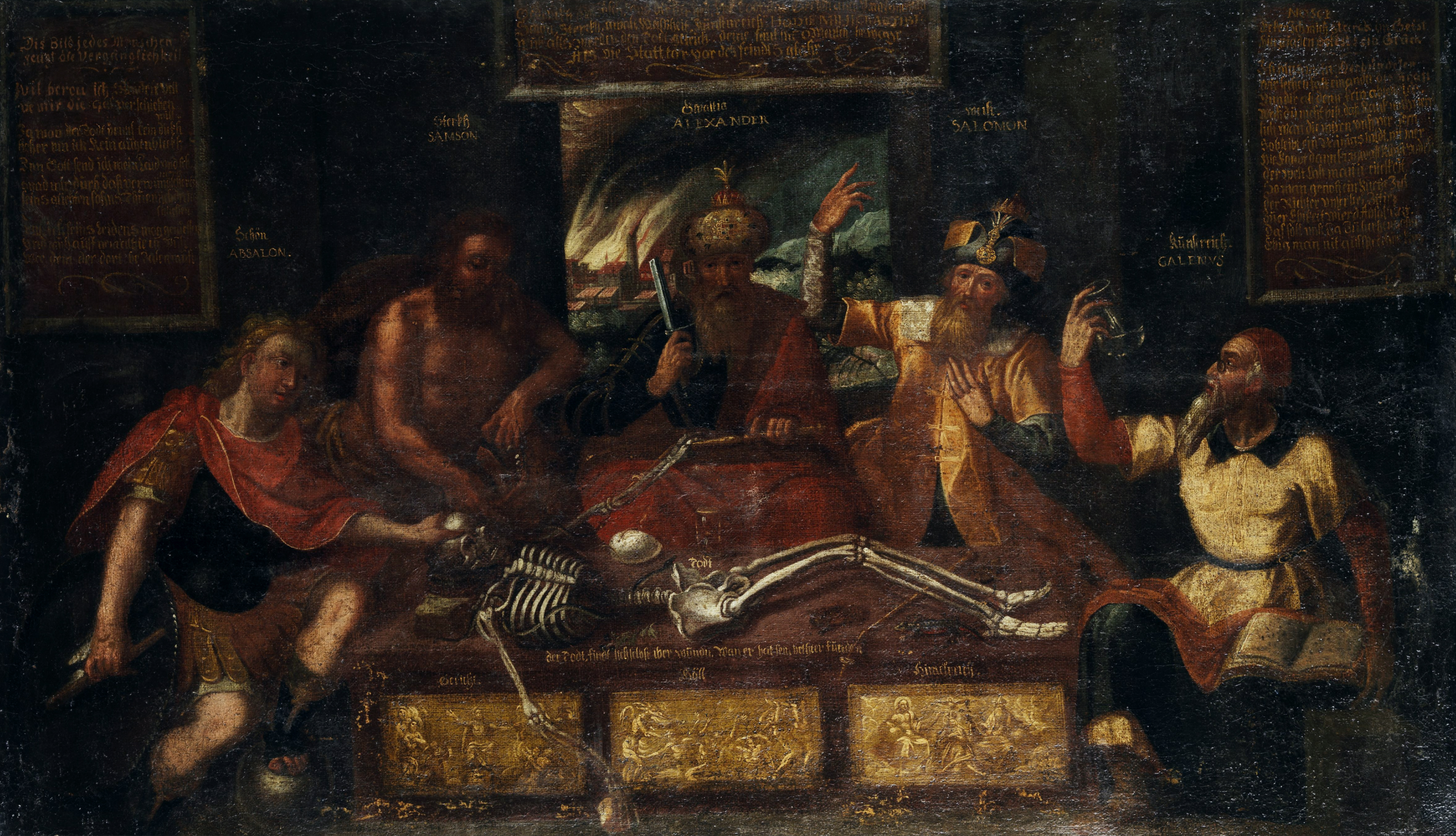
Анонім XVII ст. «Ванітас» або «Як минає слава земна», біля кістяка людини — Александр Македонський, Авесалом, біблійний Самсон, мудрець Соломон, уславлений лікар Гален

Німецькі землі зазнали руйнацій, знелюднення, епідемій, убивства ремісників, зникнення мистецьких національних традицій. Найвідоміші художники цього періоду емігрують і десятиліттями працюють в Італії, Голландії тощо. Адам Ельсгаймер, Йоган Лісс — жили і працювали в Італії до смерті. Йоахим Зандрарт роками працював в Італії та Голландії і повернувся на батьківщину лише в останні роки життя. Живопис німецьких майстрів втратив національне забарвлення і схожий на взірці другорядних барокових митців Венеції, Риму, голландських мистецьких центрів.
На півночі Німеччини роками працює скульптор з Антверпену — Томас Квеллінус, представник інтернаціонального європейського бароко. Надовго втрачені позиції в скульптурі в Пруссії частково реабілітував Андреас Шлютер.

### Прикладне мистецтво

#### Глеки з бороданями

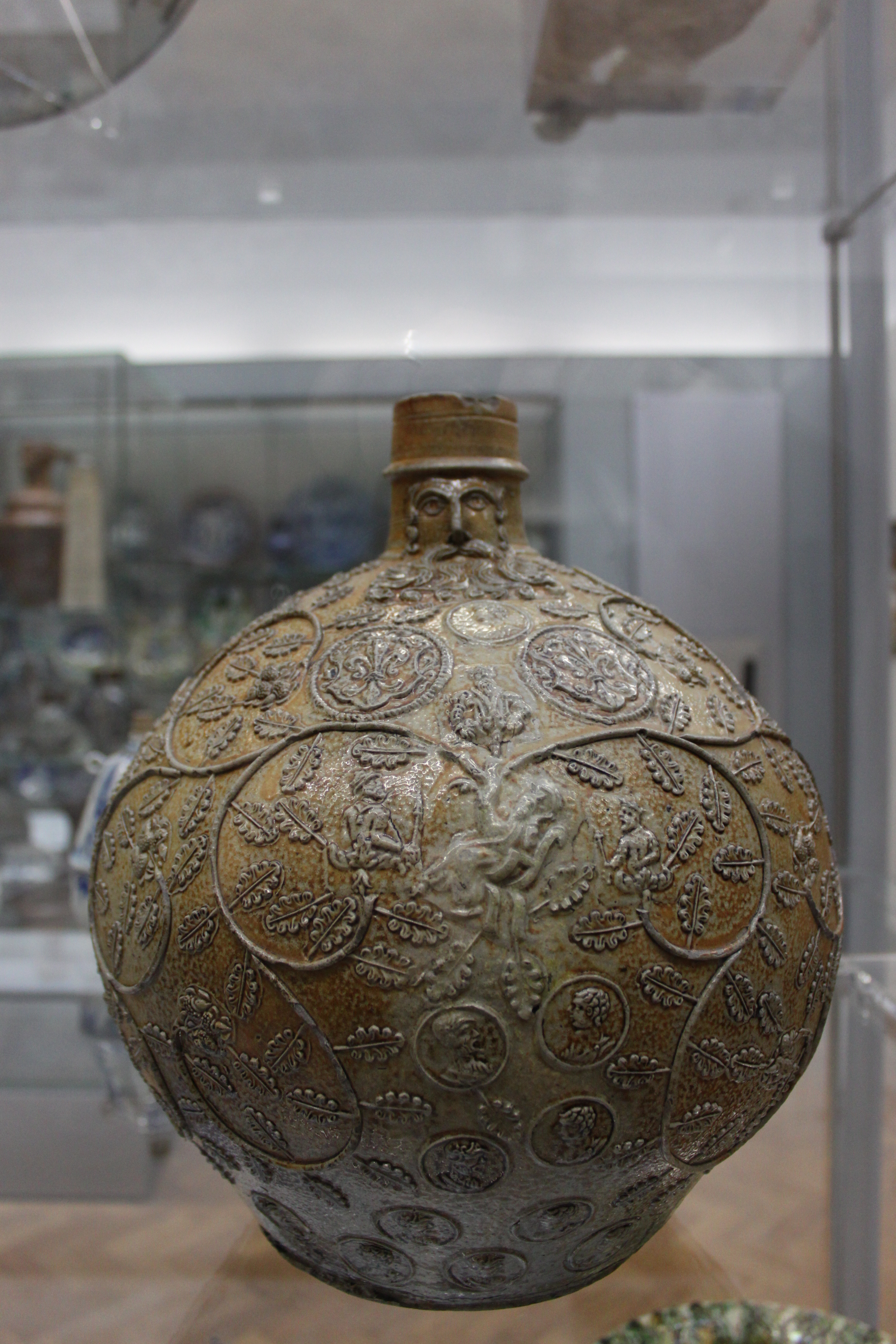
Кулястий глек із бороданем і рослинним візерунком, до 1550 р. Музей Вікторії й Альберта, Лондон.
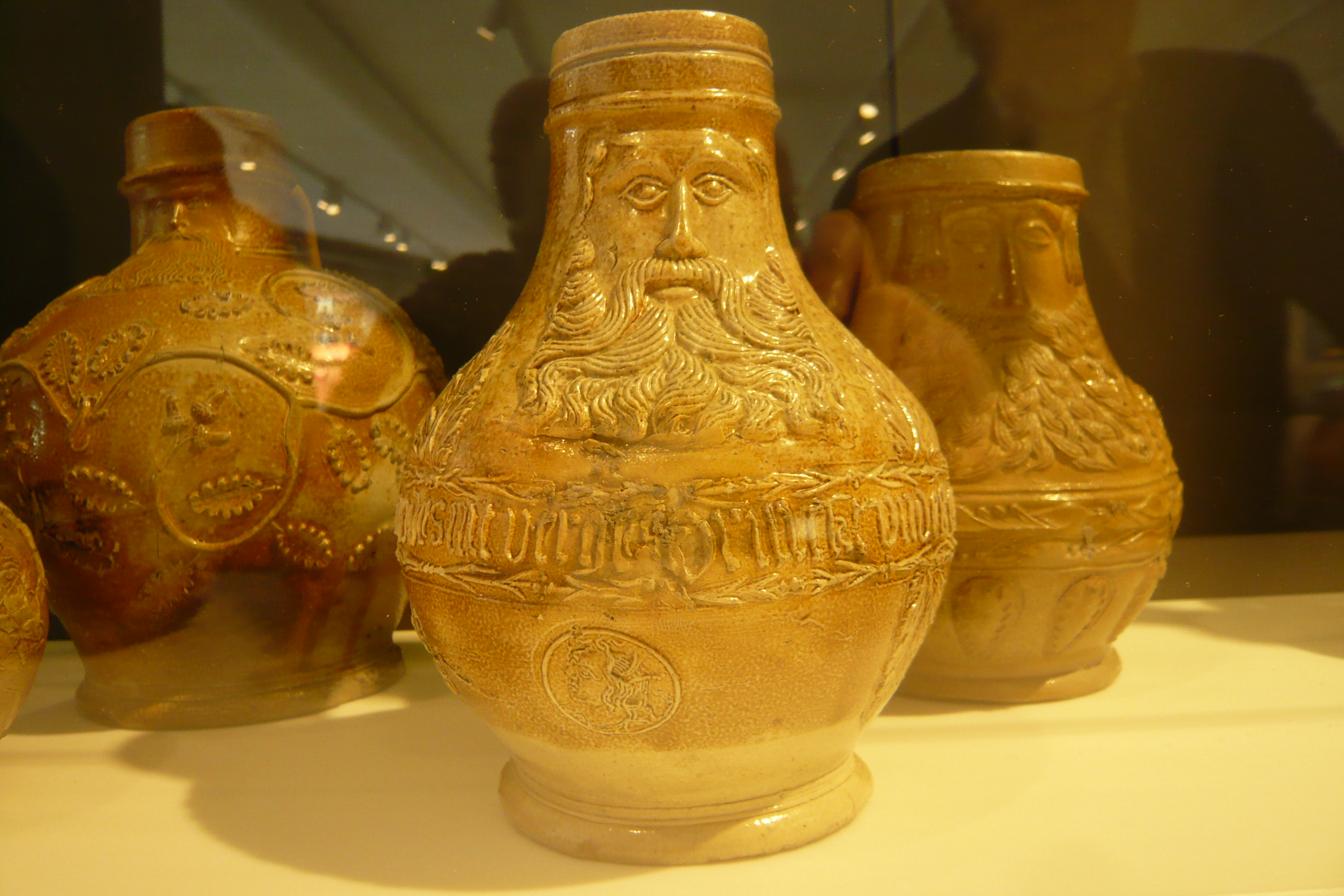
Глеки з бороданями, знахідки в Алкмарі.
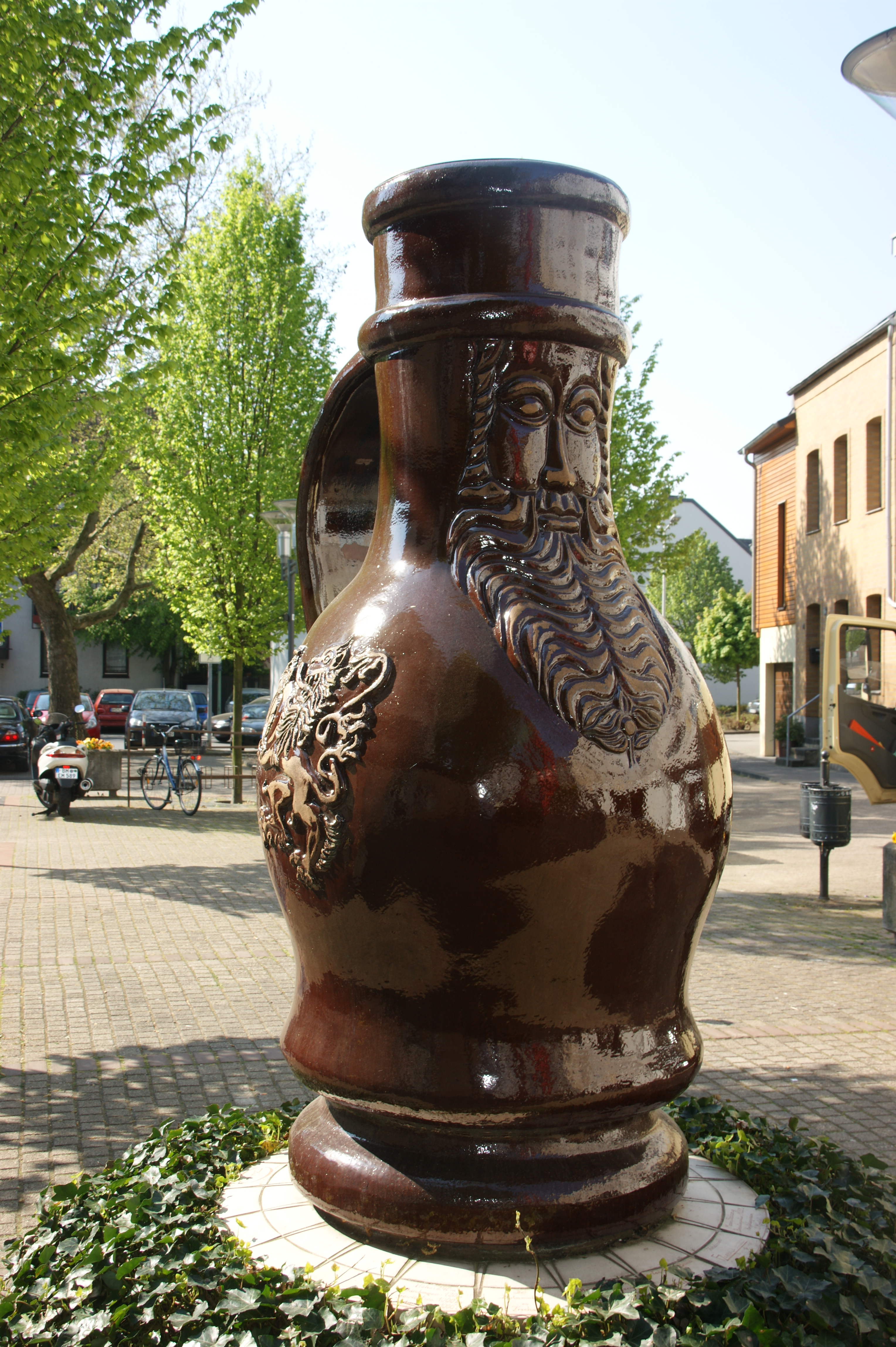
Сучасний глек із бороданем, 240 см заввишки, місто Фрехен, Німеччина
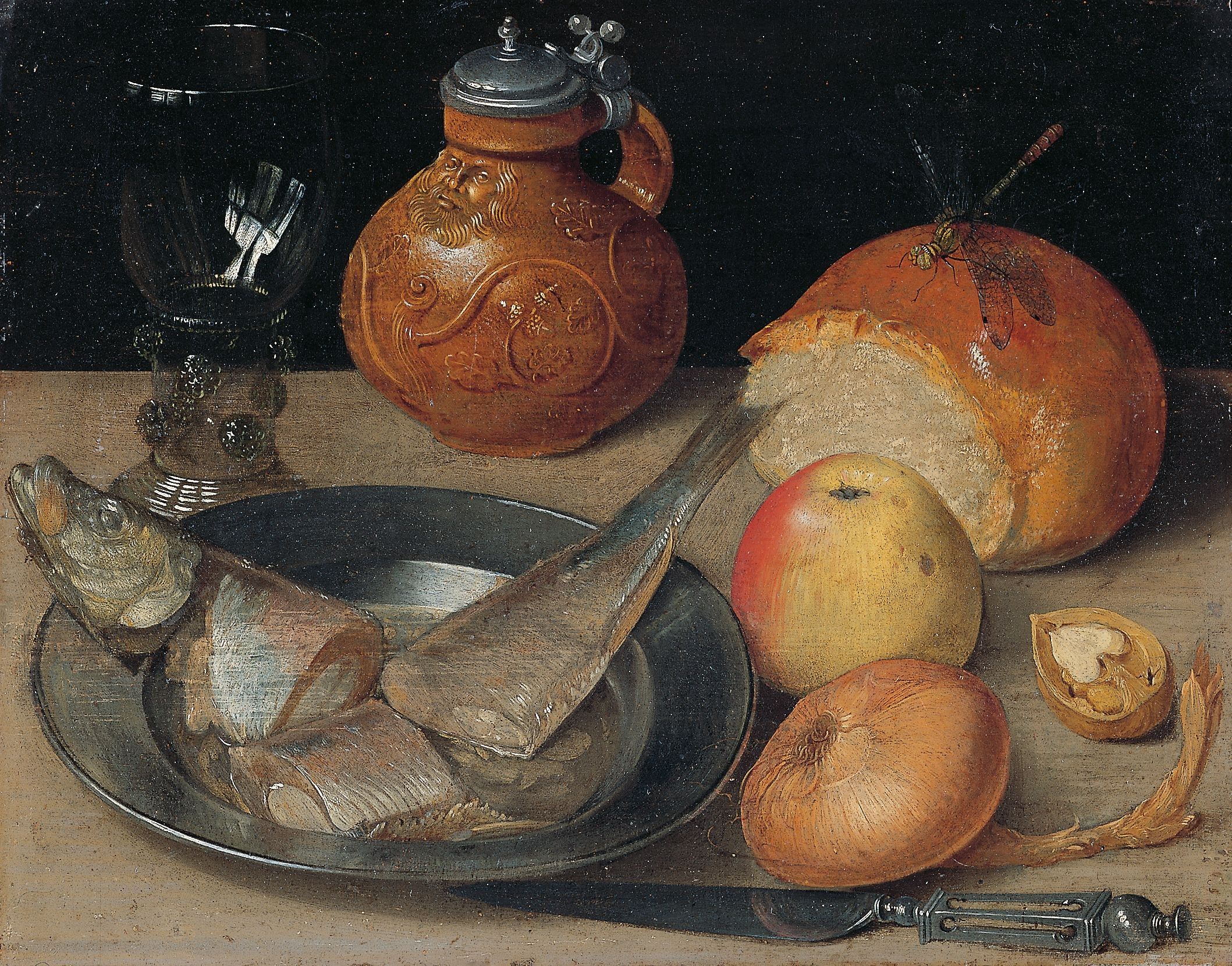
Георг Флегель. «Натюрморт з оселедцем і глеком з бороданем», 1631 рік. Поморський державний музей, Грайфсвальд

Культурним феноменом стануть і керамічні глеки і кухлі з бороданями, що походять з рейнської області. Було відомо декілька керамічних центрів, котрі були розташовані поблизу міста Кельн і, згодом, в самому місті, котрі виробляли популярні горщики і кухлі. Зазвичай глеки мали маску бородатого чоловіка на горлі, більш-менш реалістично відтворену. Чому саме він, невідомо, як невідоме і походження цього символу. Бородань поданий як маска без тулуба, часто в оточенні з рослинним візерунком. В коротку добу німецького відродження було виготовлено декілька глеків з бороданем і його тулубом до колін в тогочасному одязі, з подробицями і реалістичними деталями. Капелюх персонажа виконували з металу і той слугував кришкою вузької горловини. Вважають, що ці фігурні глеки слугували для утримання пива або збереження вина. Відомо, що подібні глеки з бороданем десятиліттями слугували в сільських районах Німеччини, їх брали в поле. Рештки розбитих глеків з бороданями знайдені на розкопках в різних містах Німеччини, в Британії, Голландії тощо. Ознакою місцевого, німецького колориту стали глеки з бороданями в натюрмортах німецького художника Георга Флегеля (1566—1638).
В XIX столітті глеки з бороданями стають предметами колекціонування. Саме з приватних колекцій надійшли відомі зразки глеків з бороданями, котрі зберігає і експонує Музей Вікторії й Альберта, Лондон.
Традиція виготовлення фігурних глеків з бороданями підтримана і в XX столітті. Вони стануть темою незвичних німецьких фонтанів. Найбільший за розмірами глек із бороданем встановлений в місті Фрехен. Його висота дорівнює 2 метри 40 сантиметрів.

#### Келихи з наутілусом і не тільки

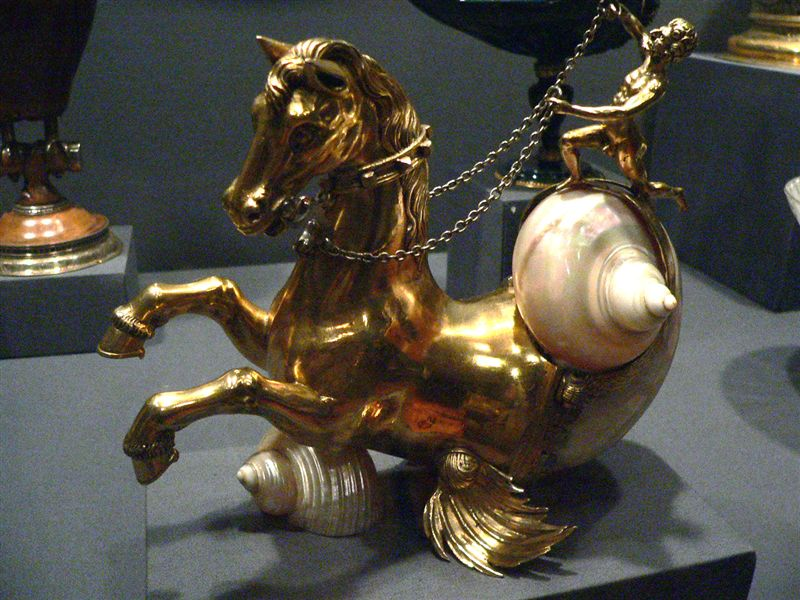
Келих з морським конем, майстерні Німеччини. Державний музей мистецтв Лос-Анжелеса, Каліфорнія

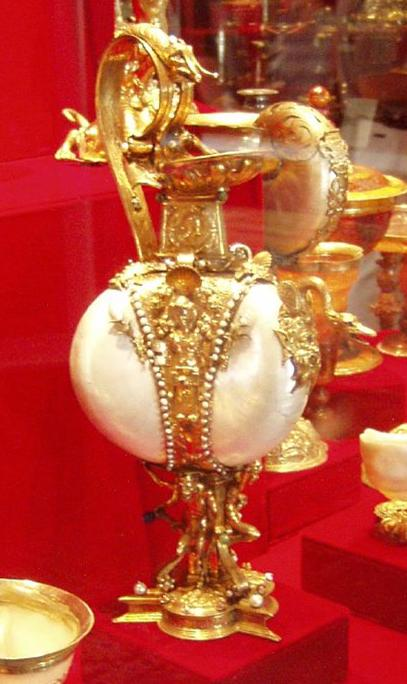
Глек, золото і дві мушлі наутілуса, майстерні Амстердама. Москва, Збройна палата.

Створення келихів з наутілусом відоме з доби середньовіччя. Попри золота, якого не було багато, швидко почали використовувати срібло чи коштовні камені, мінерали і екзотичні речі, перш за все коралі. Згодом додалися кокосові горіхи і яйця страусів — і через їх незвичність для європейців, і через магічні властивості, якими їх тоді наділяли. В добу Великих географічних відкриттів до екзотичних речей, що завозили в Західну Європу, додалися великі за розмірами мушлі з тропічних морів. Особливо виділялися ювелірні майстерні XVII століття міст Німеччини — Гамбург, Нюрнберг, Аугсбург. Майстерні європейські ювеліри, що вже мали значний досвід в обробці деревини, рогів, слонової кістки, узялися обробляти і мушлі тропічних морів. Брудні і потьмянілі, мушлі набували нетутешньої краси в яскравому освітленні після технологічної обробки. Їх мили від бруду, декілька днів обробляли слабкими розчинами кислоти, а потім лужними розчинами для нейтралізації кислот, знімали верхній шар. Боки очищеної мушлі, що грала перламутром, або залишали недоторканими, або додатково обробляли різьбленням чи гравіюванням. Іноді робили дрібні кльопки, що утримували маленькі коштовні камінці. Мушлю кріпили на ніжку, зазвичай скульптурну. Сюжетна скульптура могла бути і на верхівці келиха, перетворюючи келих у справжній шедевр ювелірства. Келих на картині Віллема Калфа «Келих Наутілус та китайська порцеляна» прикрашають фігурка бога морів Нептуна та кит, що поглинає Іону.
Подібним келихом вже переставали користуватись і він переходив у статус унікуму, парадного посуду, окраси пишного бенкету, часто був дипломатичним подарунком особі-володарю іншої держави. Майстерні Гамбурга виготовляли золочені і срібні тарелі, вази, келихи, підсвічники, розноси, чарки, курильниці — ароматниці. Данський королівський двір 1628 року був вимушений закласти подібні ювелірні вироби в ломбарди, аби швидко отримати гроші в казну, спорожнілу через Тридцятирічну війну. Невикуплені коштовні речі перейшли іншим володарям. Частку коштовного посуду перевезли вітрильниками в порт Московії Архангельськ, де його за золото придбали для царського двору.
Навіть в самому Гамбурзі залишилось не так багато подібних виробів доби бароко. В 18 столітті в скрутну годину урядовий сенат Гамбурга наказав переплавити срібні вироби заради карбування срібних монет. Збереглися лише речі, що перейшли в інші країни як дипломатичні дарунки.
У XX столітті келихи стануть надбанням державних скарбниць і великих музеїв в містах Флоренція (Музей срібла), Нью-Йорк (Музей мистецтва Метрополітен), Санкт-Петербург, Париж, Амстердам, Лос-Анжелес, Москва, Делфт, Дрезден, Гамбург, Аугсбург, Нюрнберг тощо.

## XVIII століття
Серед митців початку XVIII століття особливе місце посів скульптор Йозеф Стаммель (1695—1765), представник пізнього маньєризму.

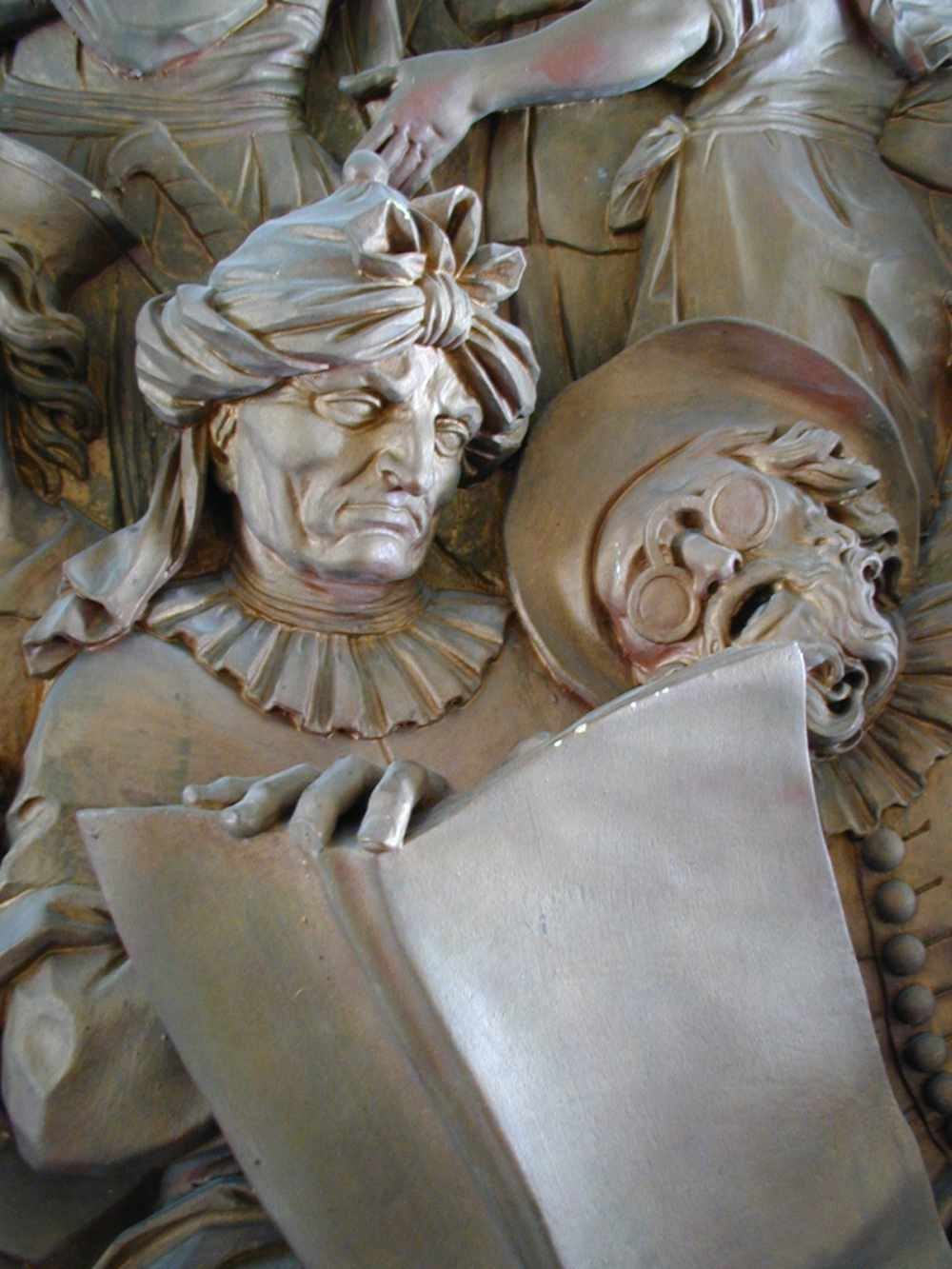
Скульптура Йозефа Стаммеля
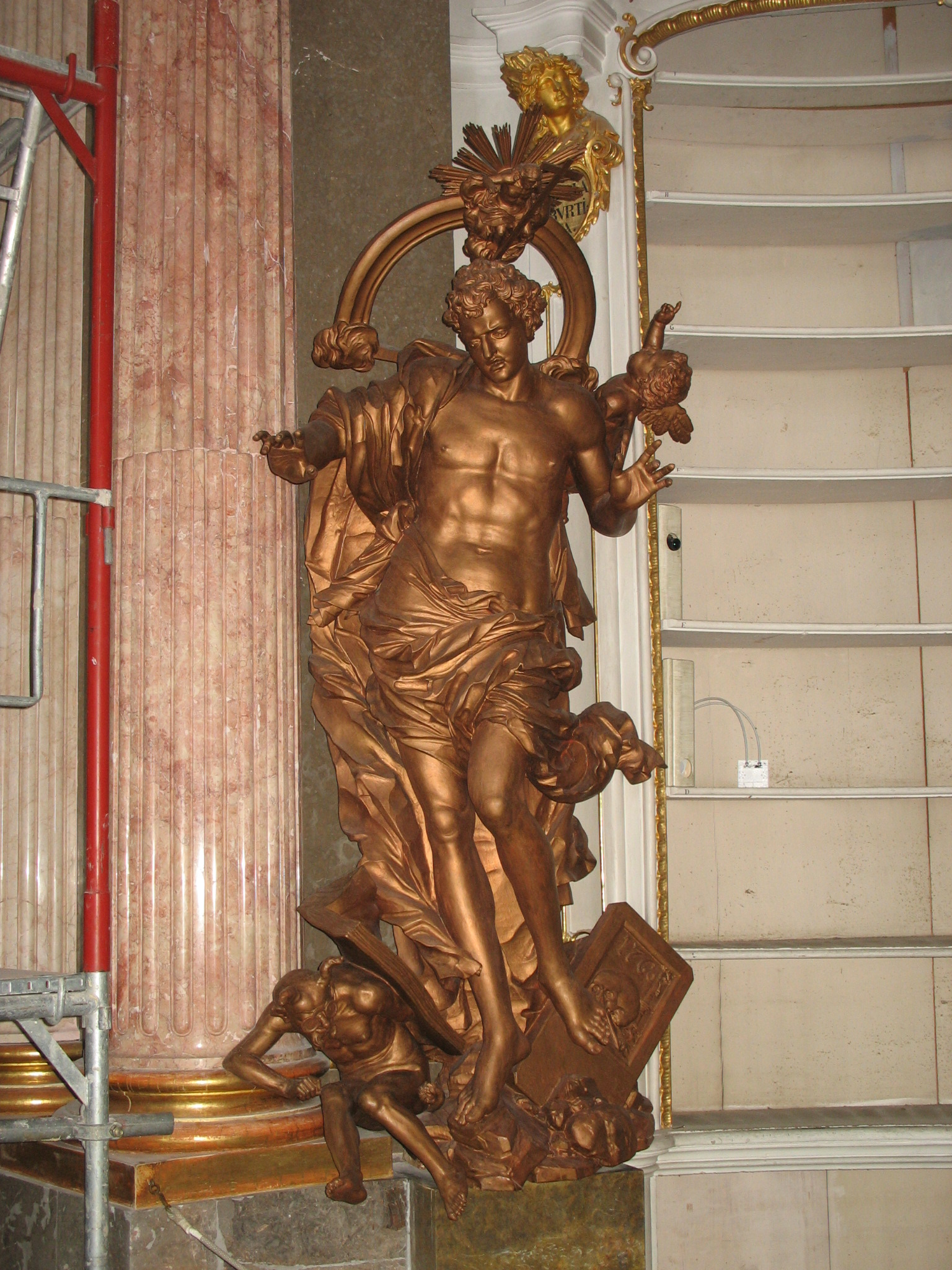
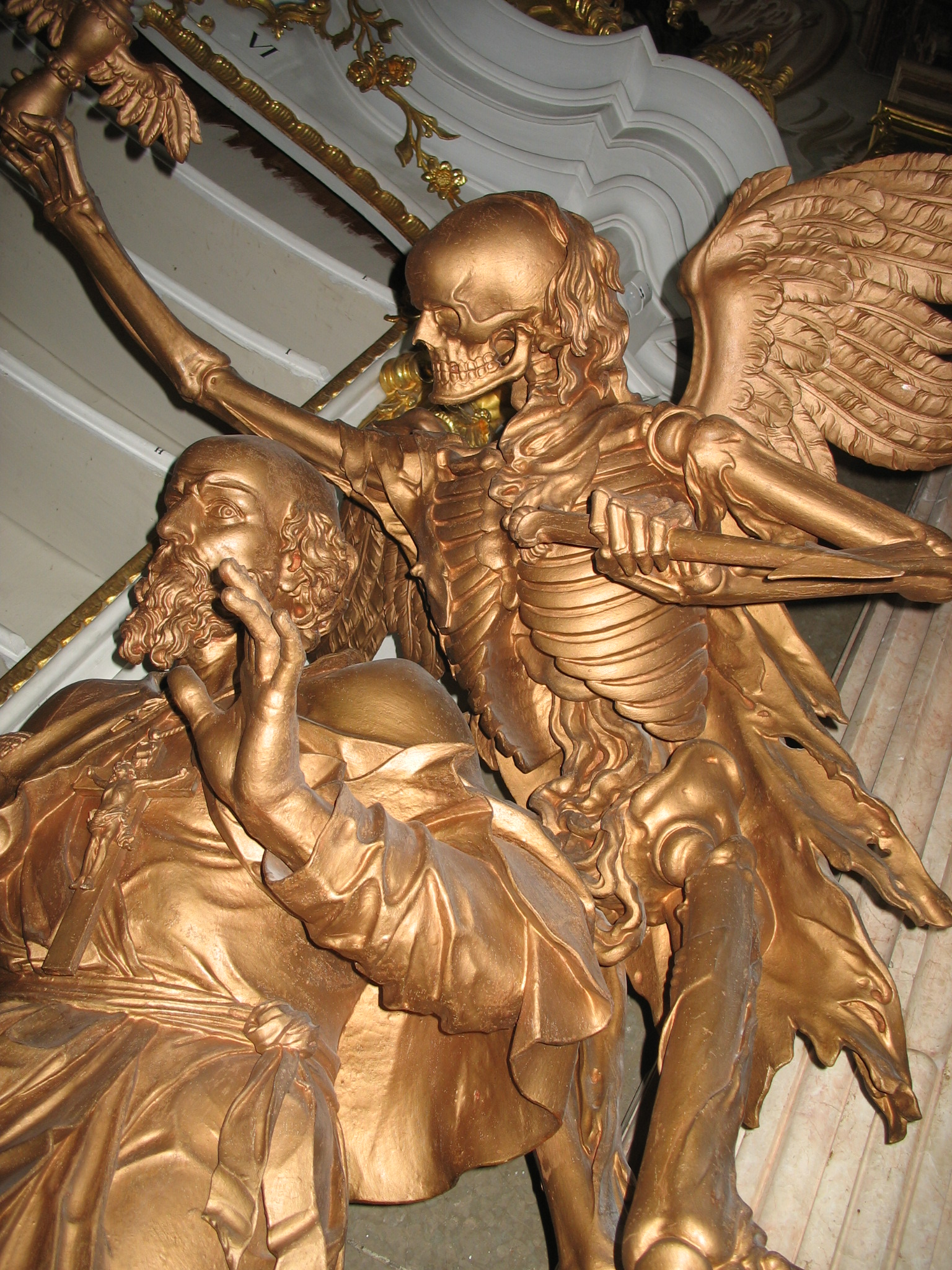
Скульптура Йозефа Стаммеля, фрагмент
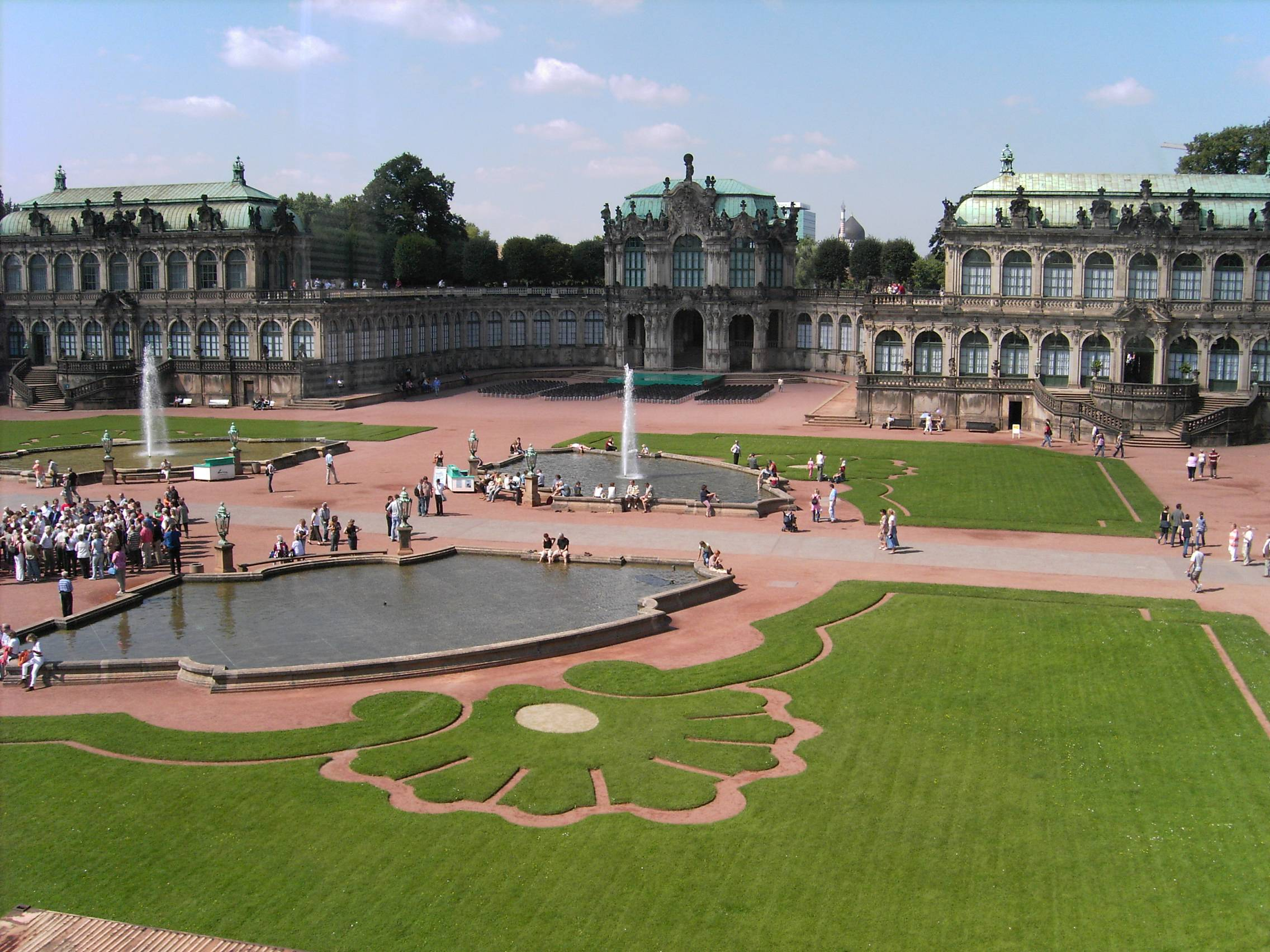
Цвінґер, двір з фонтанами

Почесні позиції в мистецтві Європи займатиме німецька музика, для якої надзвичайно багато корисного зроблять:
- Йоганн Себастьян Бах (1685—1750)
- Георг Фрідріх Гендель (1685-–1759)
- Крістоф Віллібальд Ґлюк (1714—1787)
- німецькомовний Моцарт

Нарешті панівні позиції в мистецтві повернула собі і німецька архітектура та архітектори — * Матеус Пепельман, що будував Цвінґер
- Андреас Шлютер
- Бальтазар Нейман
- Георг Венцеслаус фон Кнобельсдорф

### Бароко

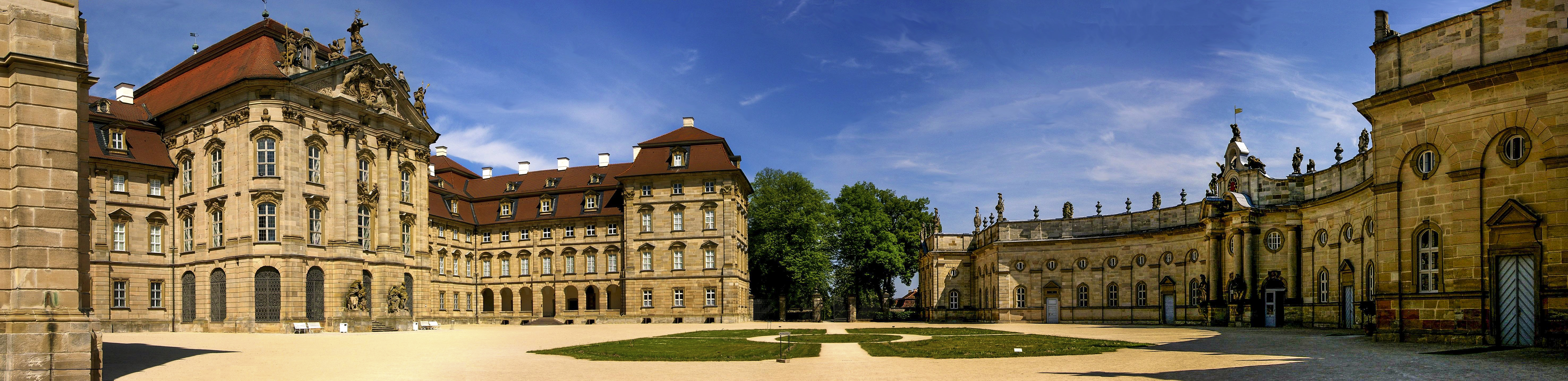
Арх. Йоган Дінценгофер. Палац Вайсенштайн, вигляд з курдонера на палац і циркумференції. Фото 2007 року.

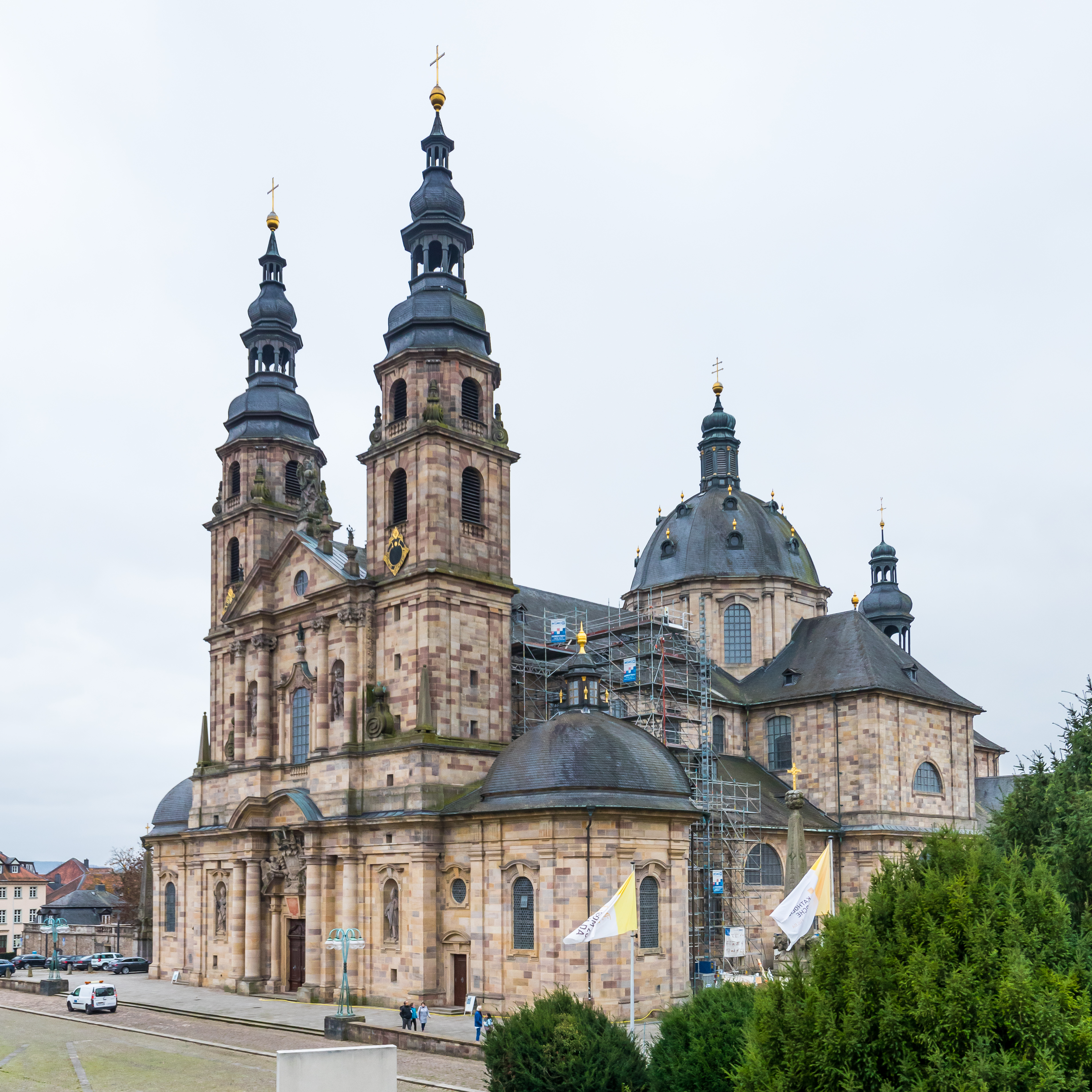
Арх. Йоган Дінценгофер (1663—1726). Фульда, катедральний собор.

Стиль бароко в Німеччині був запроваджений князями та курфюрстами, тільки останні мали право обирати імператора. Тому німецьке бароко зосереджене в князівських резиденціях і йшло шляхом запозичень з Австрії та з Італії. Панівні позиції зайняла знову архітектура і частково — скульптура. Розгорнулося будівництво князівських резиденцій в нових формах, частка яких наслідувала французький Версаль як взірець, але з власним розплануванням. Серед найкращих ансамблів бароко Німеччини:
- Гірський парк Вільгельма, Кассель, частково перебудований
- Герренхаузен, поблизу Ганновера
- Німфенбург, поблизу Мюнхена
- Фейтсхьохейм, поблизу Вюрцбурга
- Гроссер-гартен, Дрезден та декілька кумедних, дрібних за розмірами «малих Версалей» в дрібних князівствах на кшталт Ангальт-Цербсту чи Кьотену. За допомогою досить дешевих будівельних матеріалів намагалися створити враження добробуту та розкоші. Звертаються до рідкісних або незвичних матеріалів — мушлі з тропічних морів, бурштин, лакові панно з Китаю. Саме в цю добу в Пруссії створено головні панелі уславленої Бурштинової кімнати. З Саксонії починається і власна історія західноєвропейської порцеляни, майстрам та науковцям якої вдалося створити аналог порцеляни Китаю (Мейсенська мануфактура).

Запрошені з Італії майстри, що працюють в південних князівствах Німеччини, змагаються в створенні чудернацьких, примхливих планів споруд та декору, що були винятками навіть в самій Італії. Але все це підготувало підґрунтя для розвитку німецького рококо, серед найкращих взірців якого — павільйони Цвінґера в Саксонії та ансамбль і палац Сансусі в Пруссії.

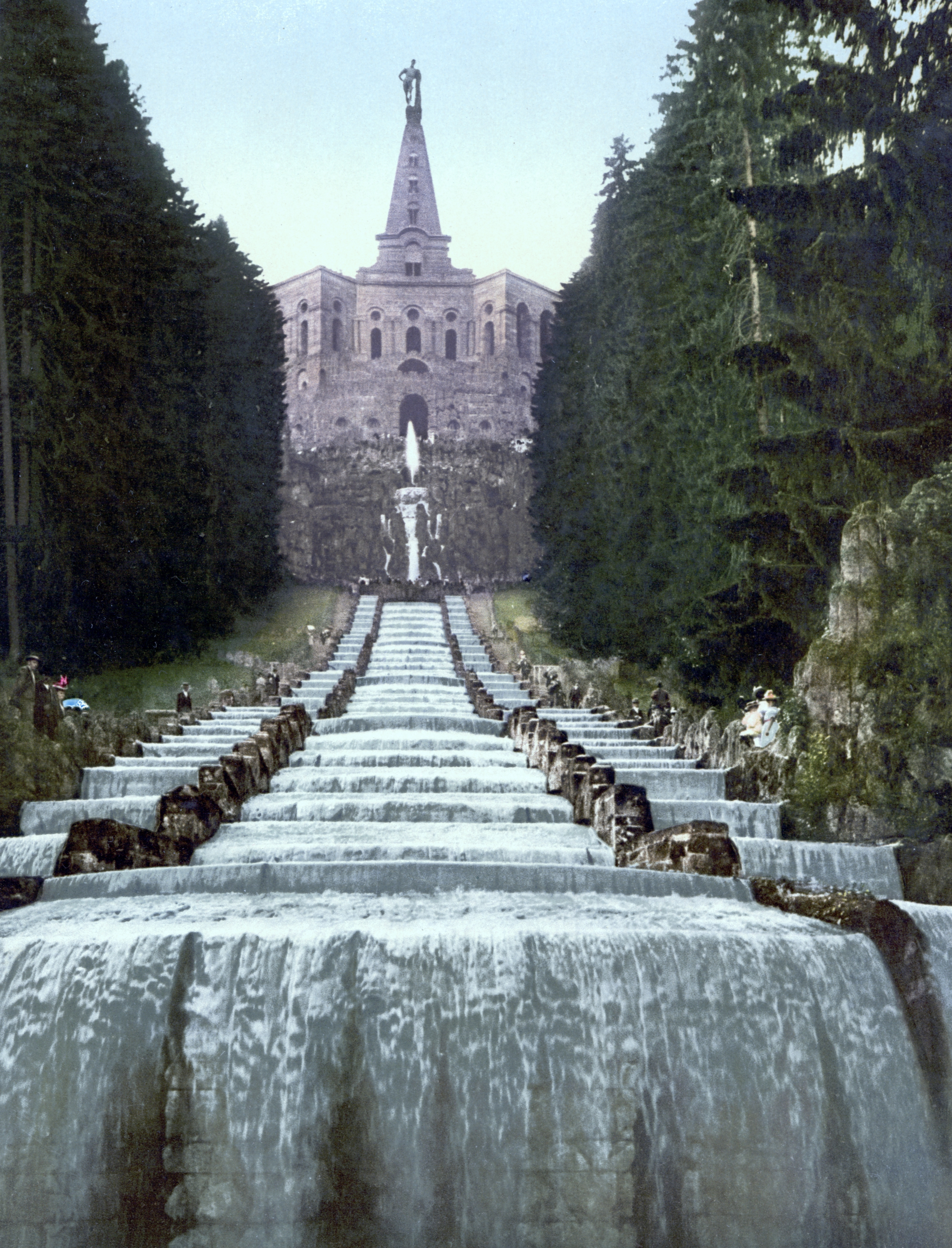
Вільгельмсхьоге, Кассель
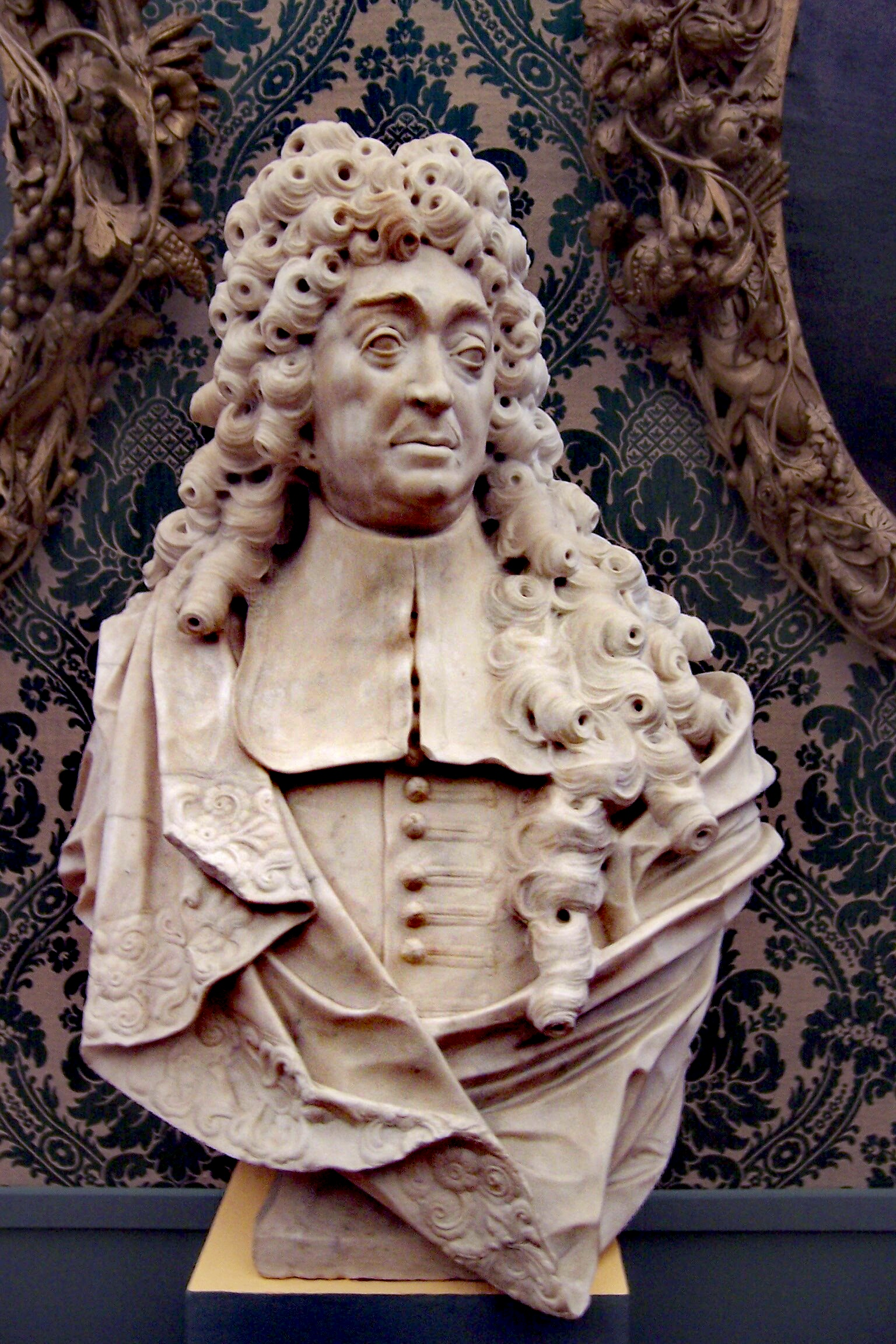
Скульптор Томас Квеллінус (Томас Фреденгаген)
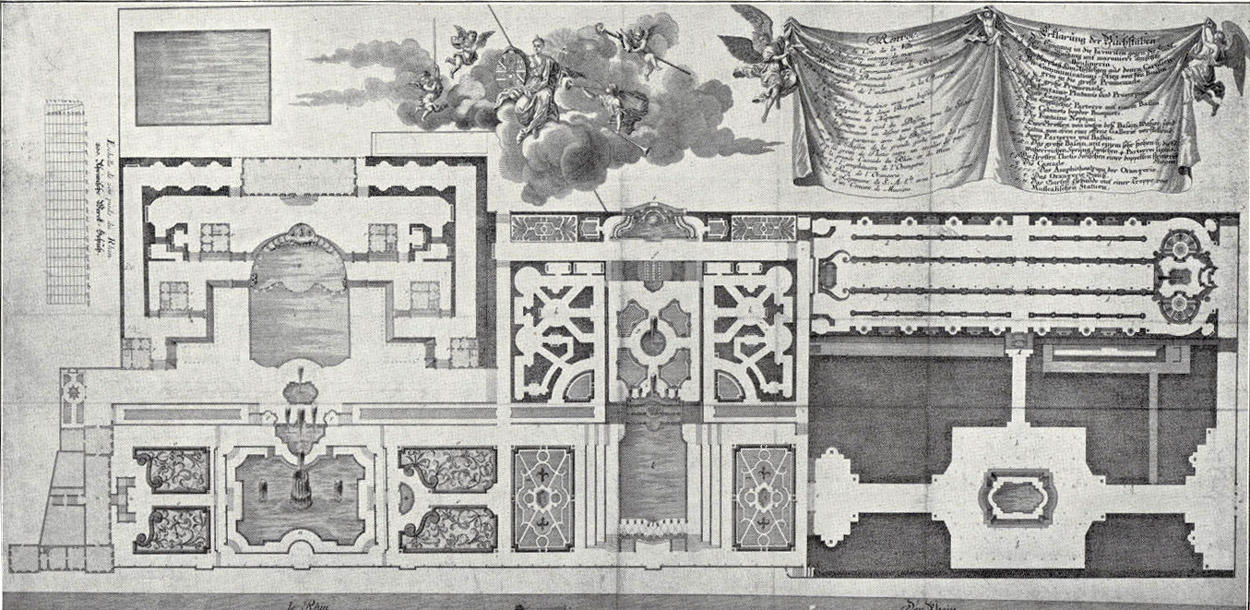
Сад бароко, Майнц, 1726
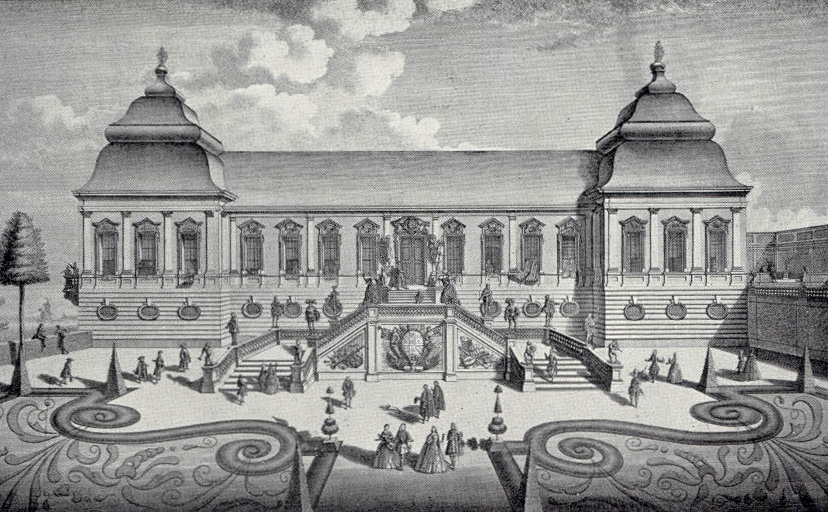
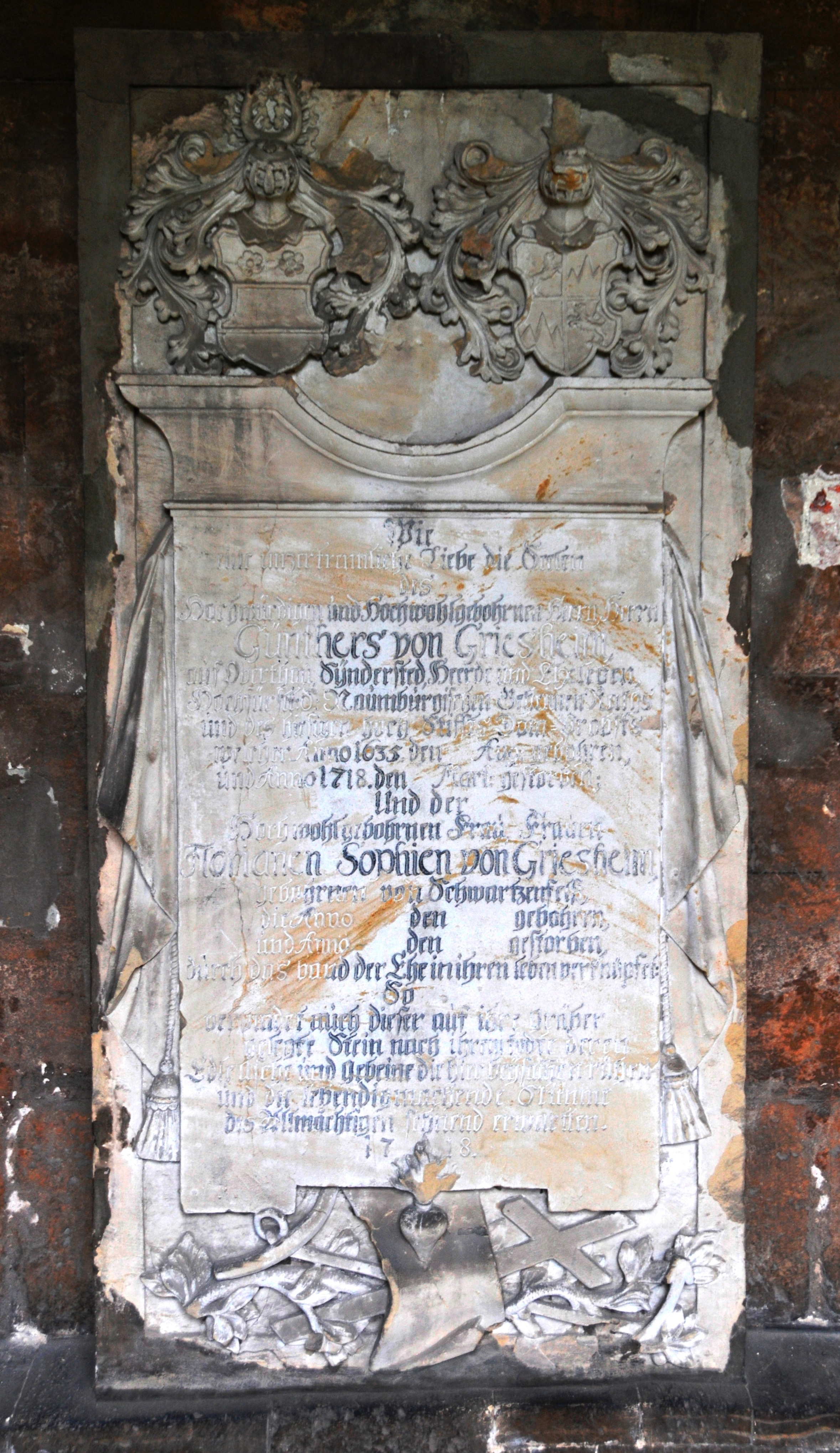
Надгробок, Катедрал, Наумбург
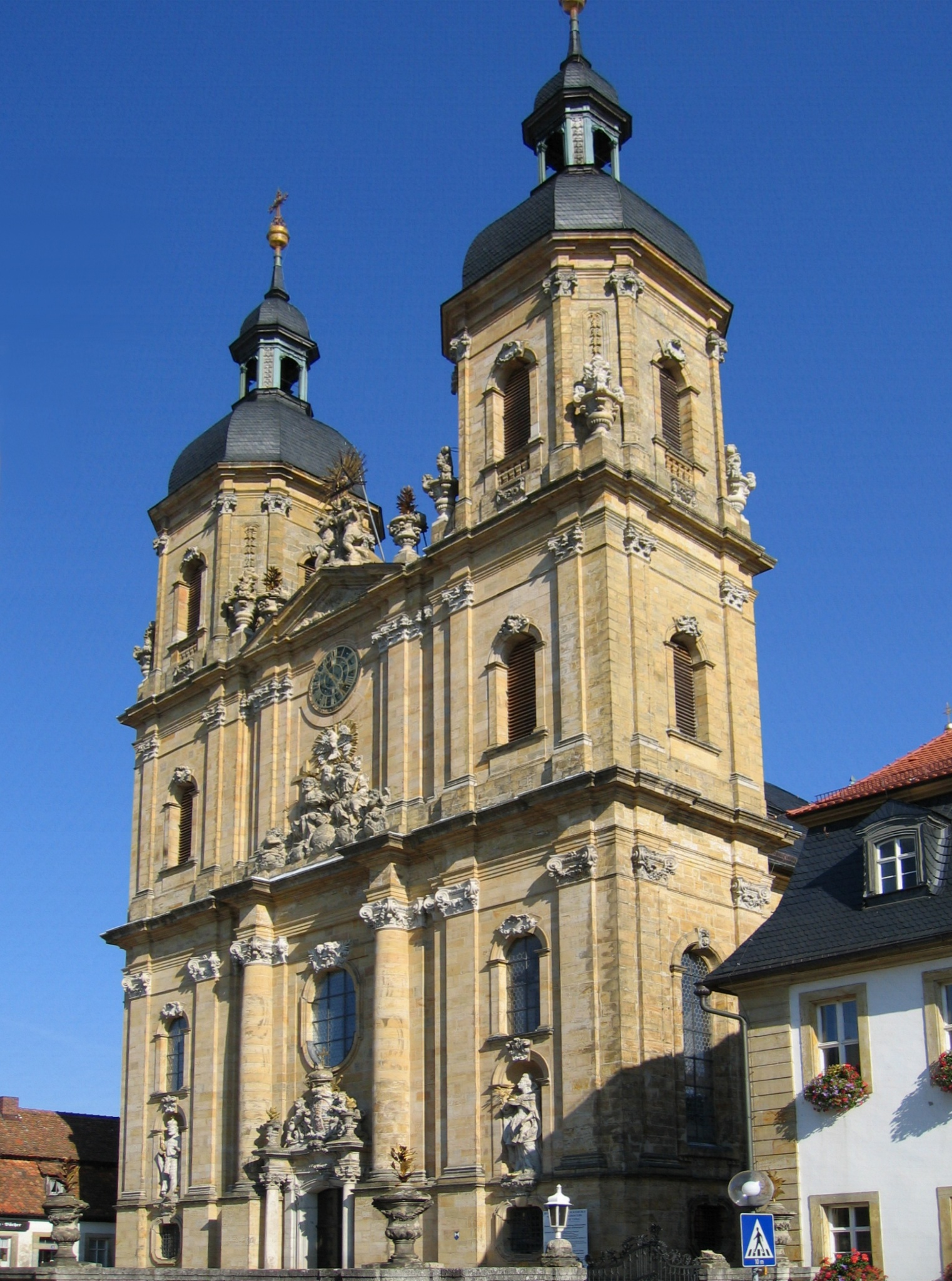
Бальтазар Нейман. Паломницький костел, монастир Gößweinstein
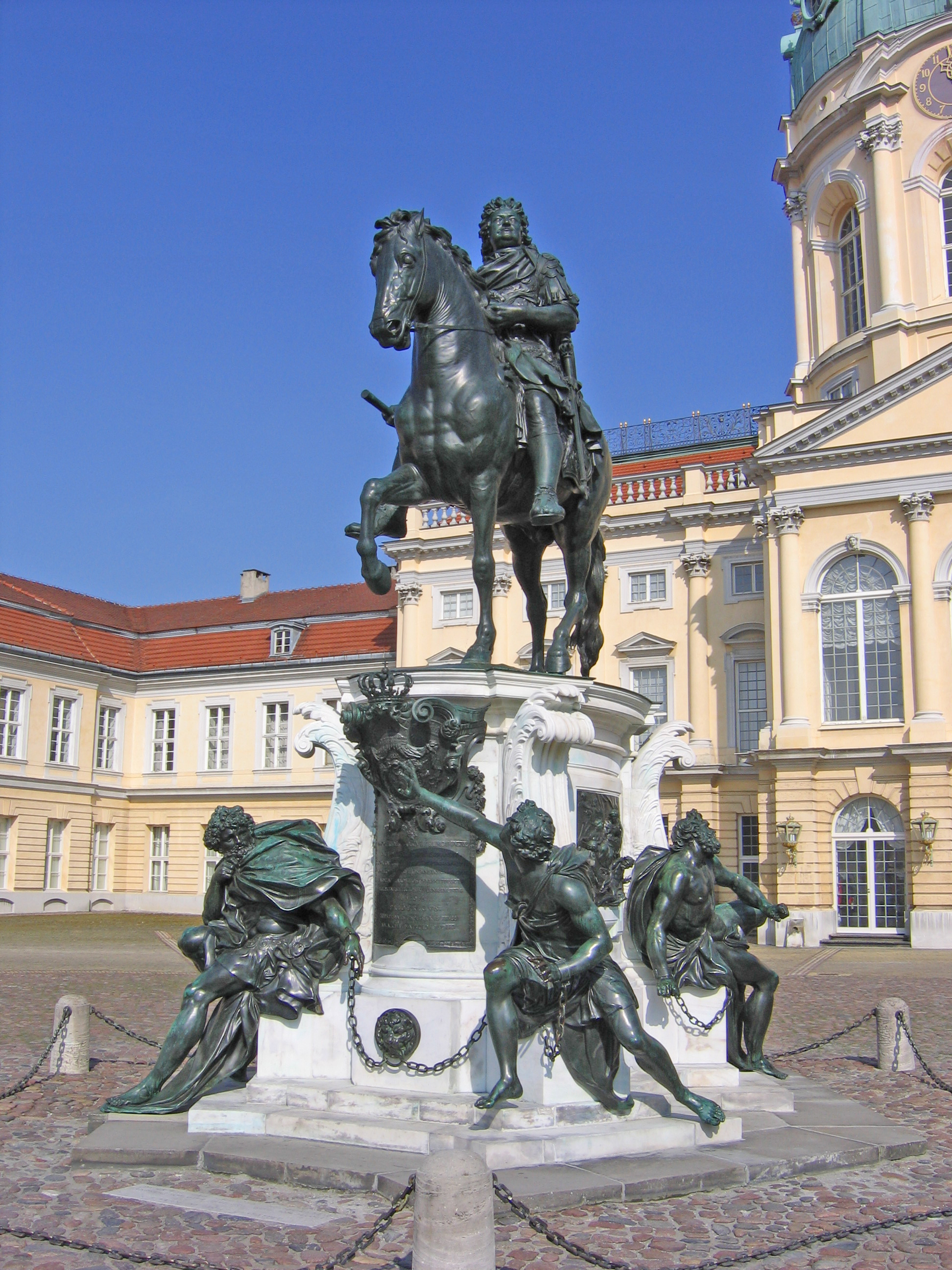
Андреас Шлютер, Монумент курфюрсту Фрідріху Вільгельму
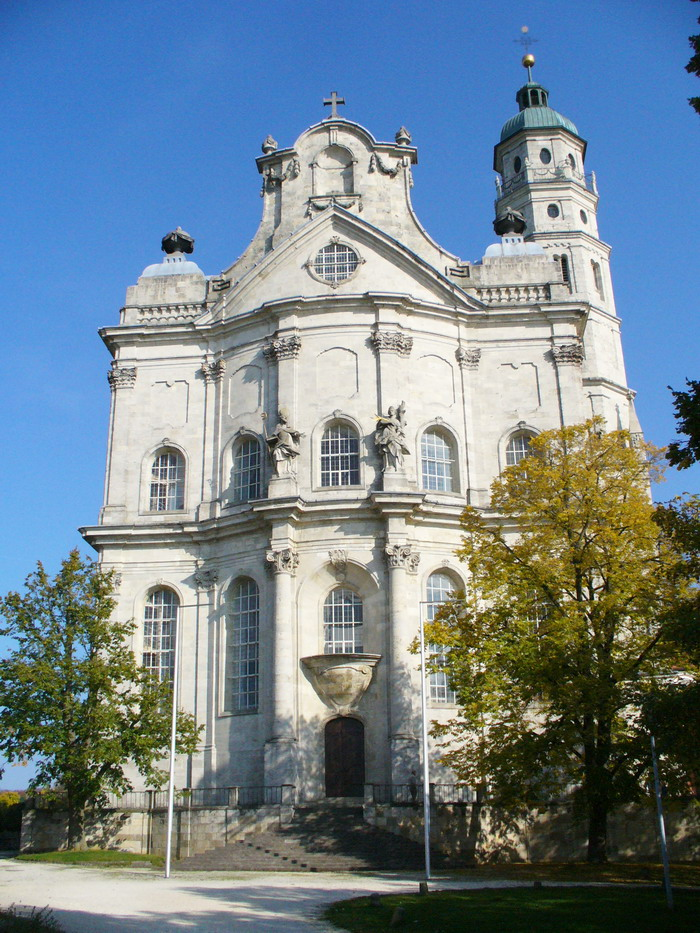
Бальтазар Нейман. Церква абатства Neresheim
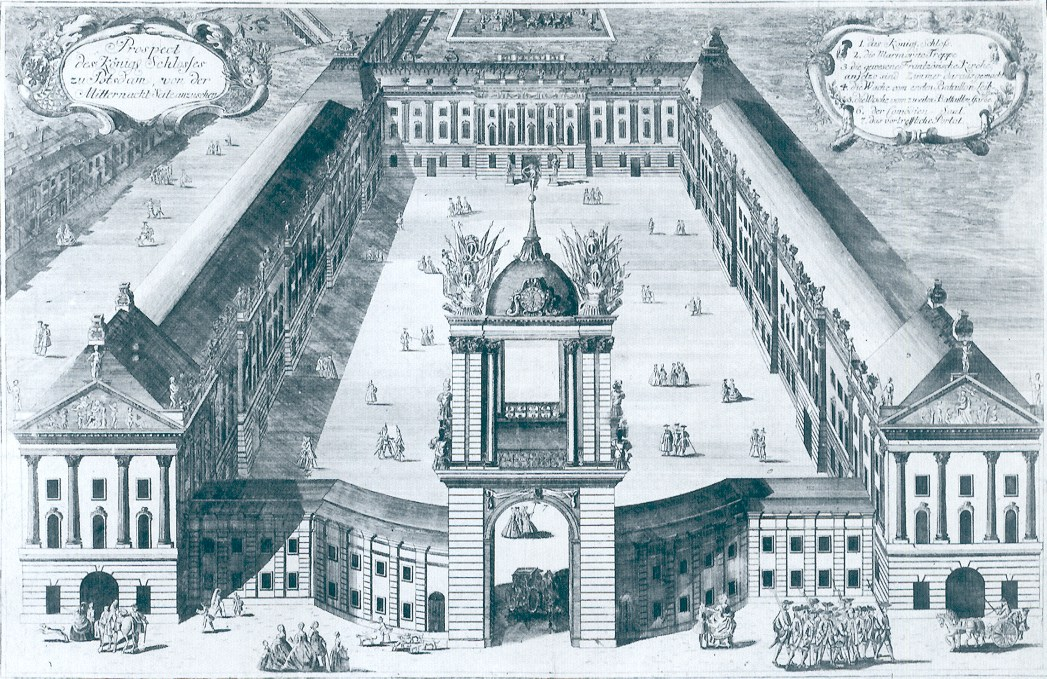
Георг Венцеслаус фон Кнобельсдорф, Штадтшлос, Потсдам
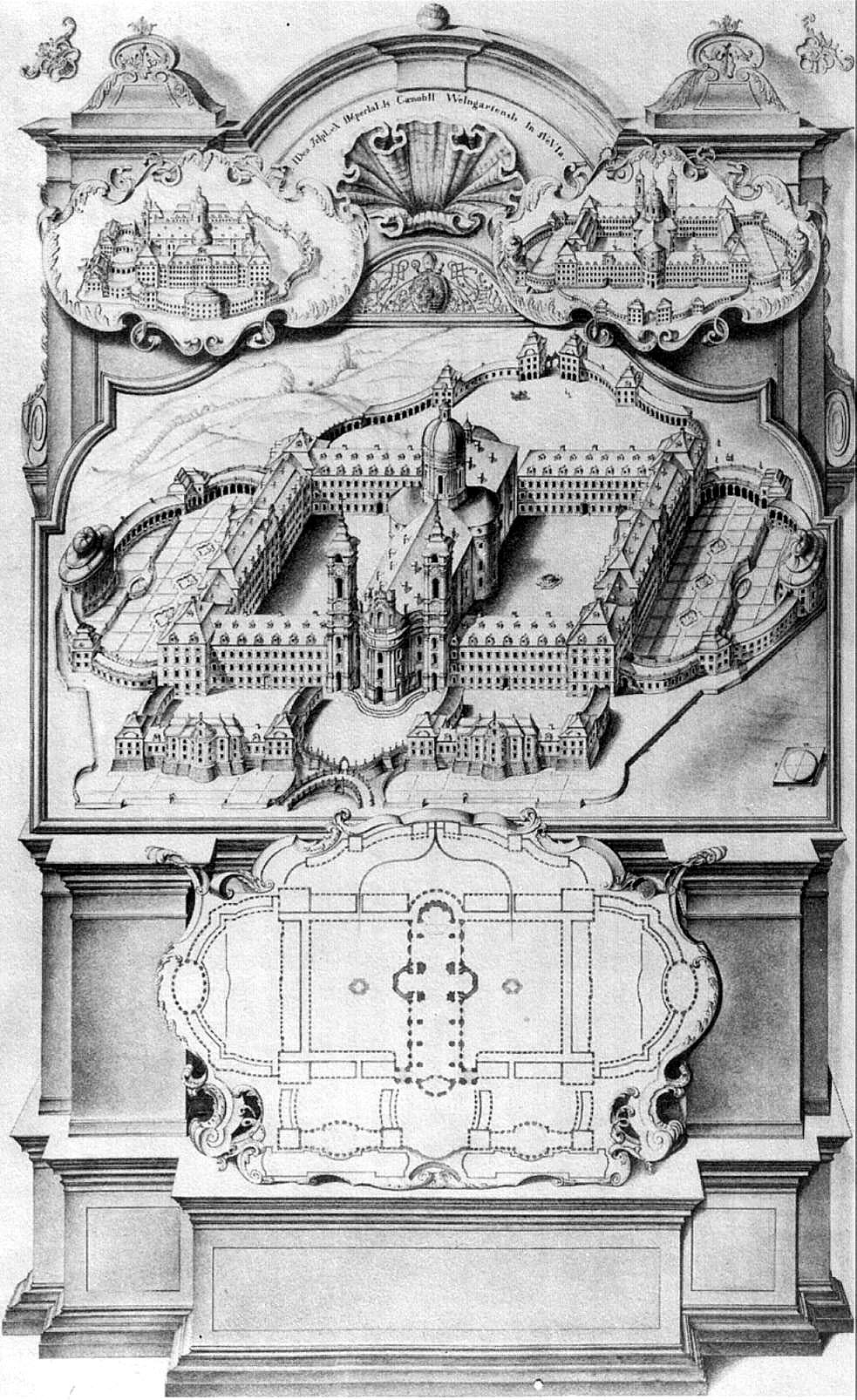
монастир Вейнгартен, план
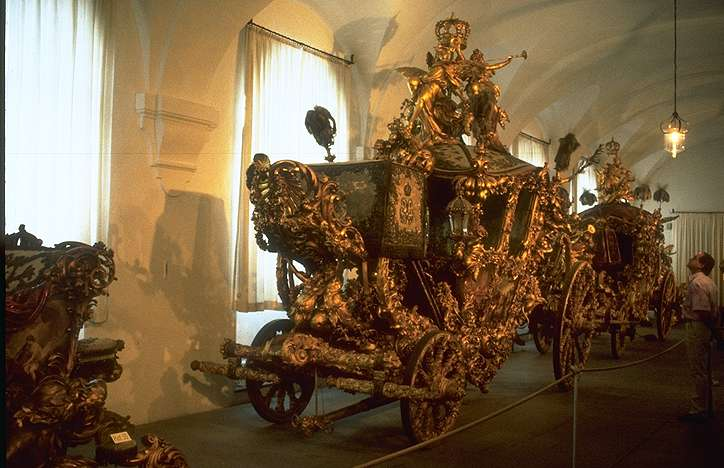
Палац Німфенбург, золочена карета
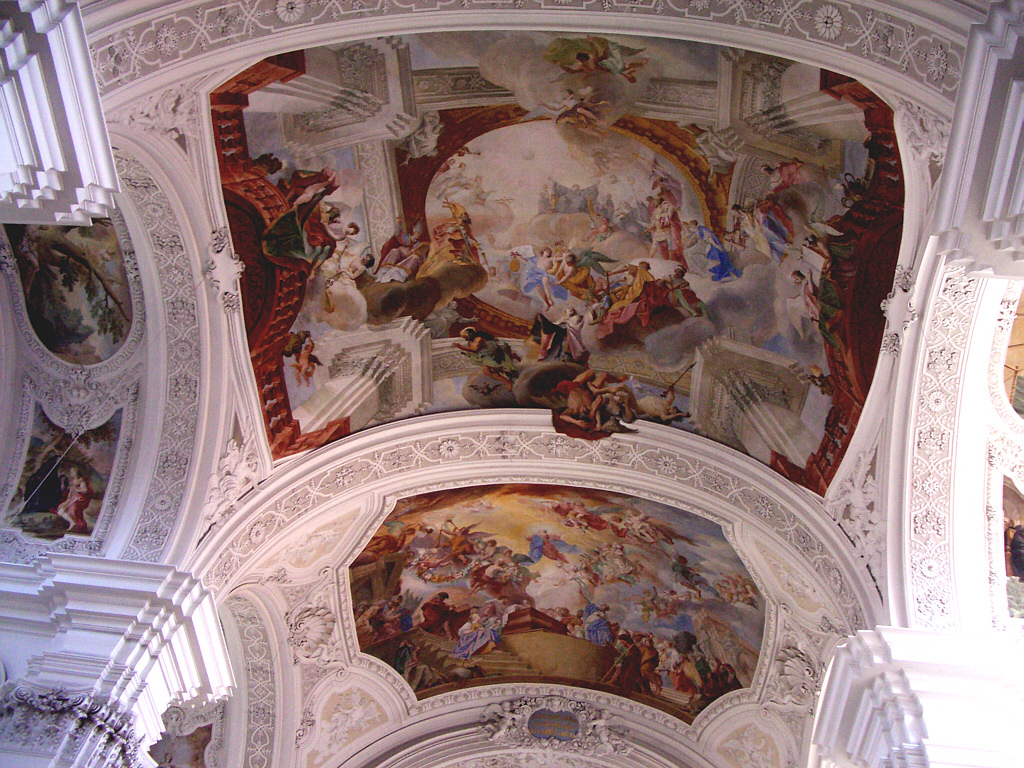
Базиліка монастиря Вейнгартен, барокові фрески

#### Живопис доби бароко

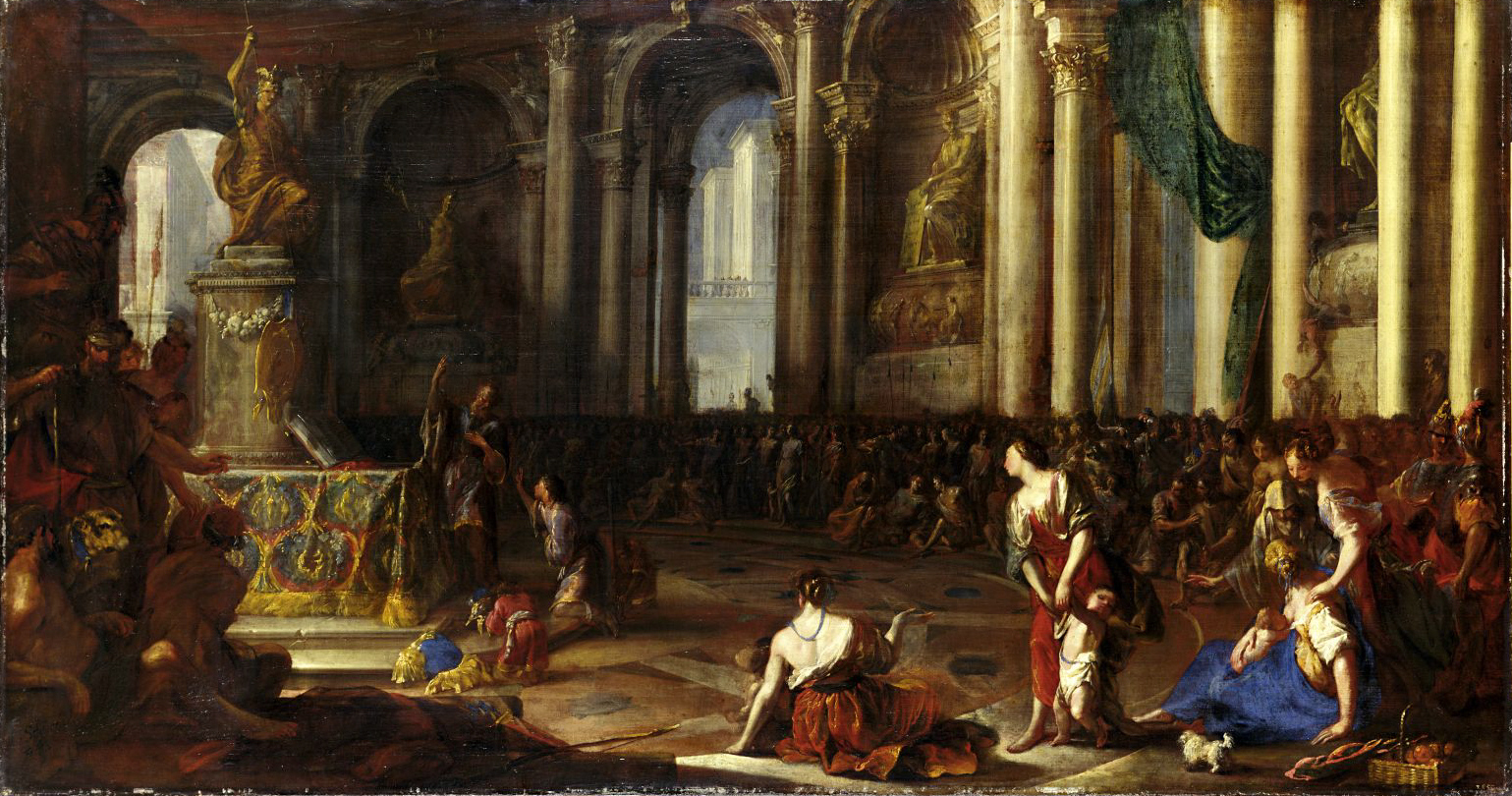
Йоган Шенфельд. «Полководець Ганнібал присягається перемогти римлян», до 1660
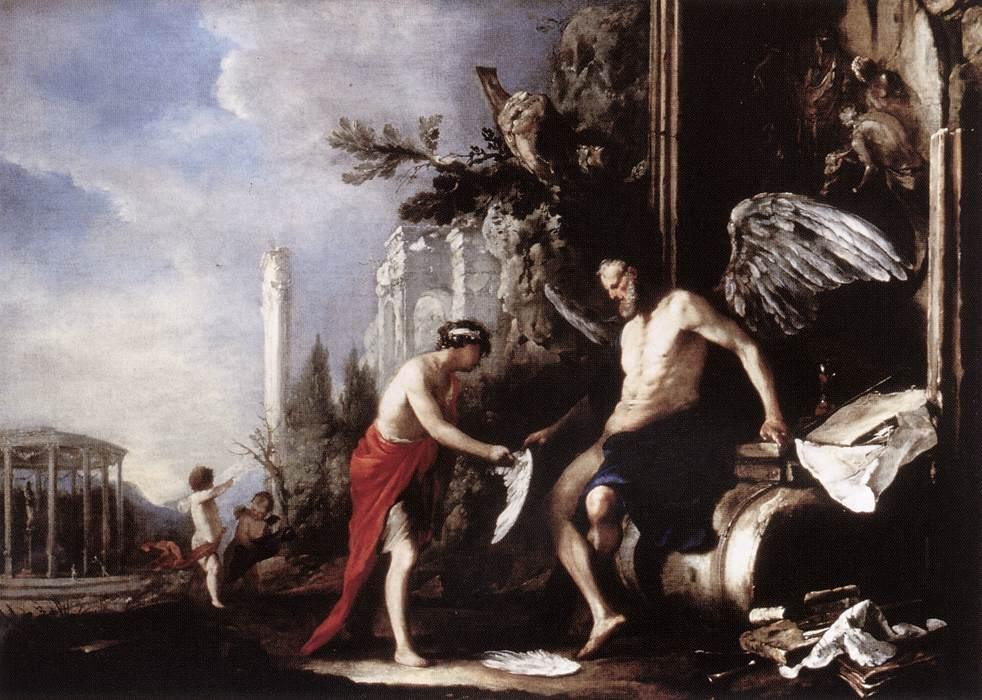
Йоган Шенфельд. «Хронос і Ерос», 1630-ті рр., Національна галерея старовинного мистецтва (Рим)
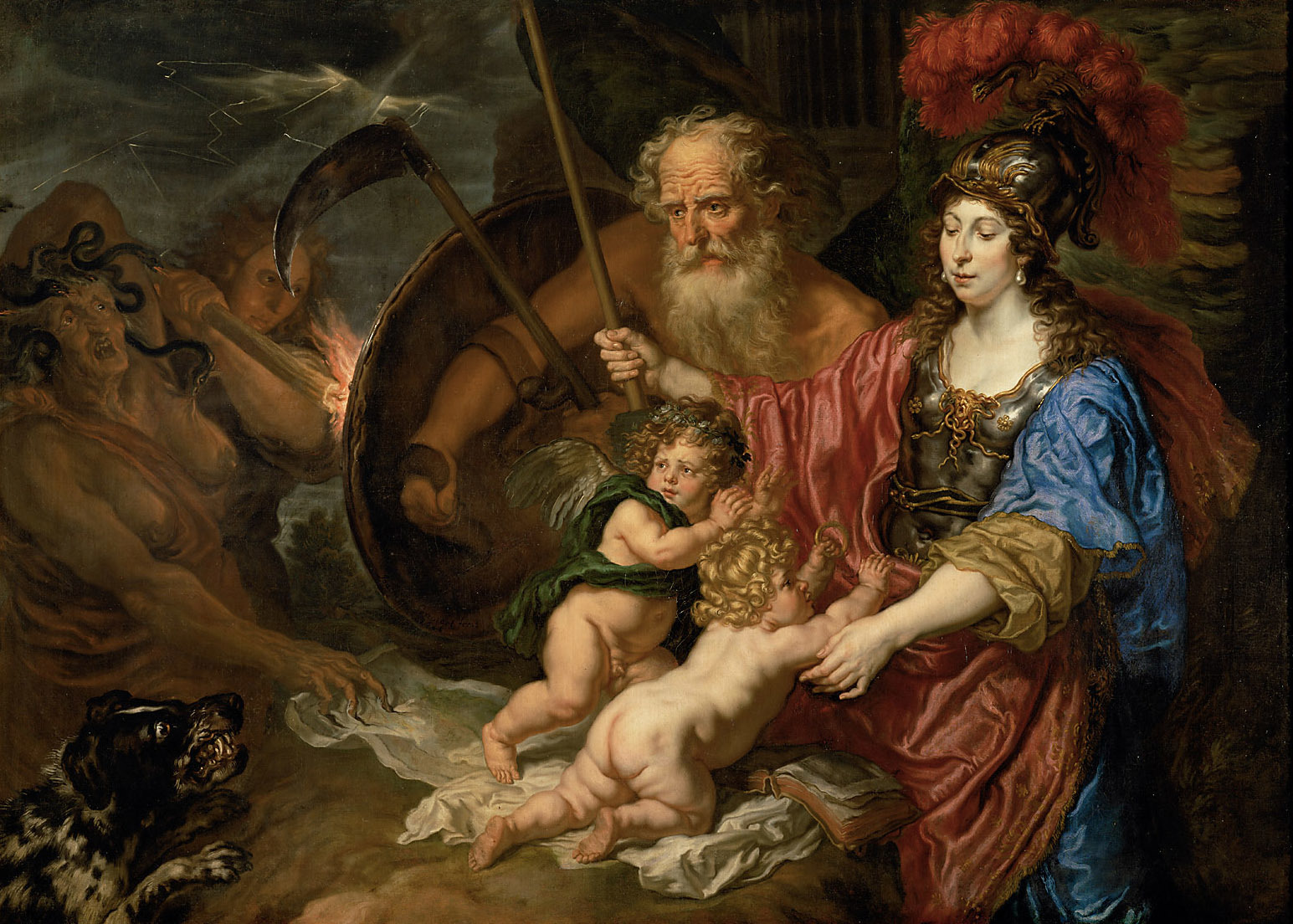
Йоахим фон Зандрарт. Алегорія. «Мінерва і Сатурн рятують Науку і Мистецтво», Відень
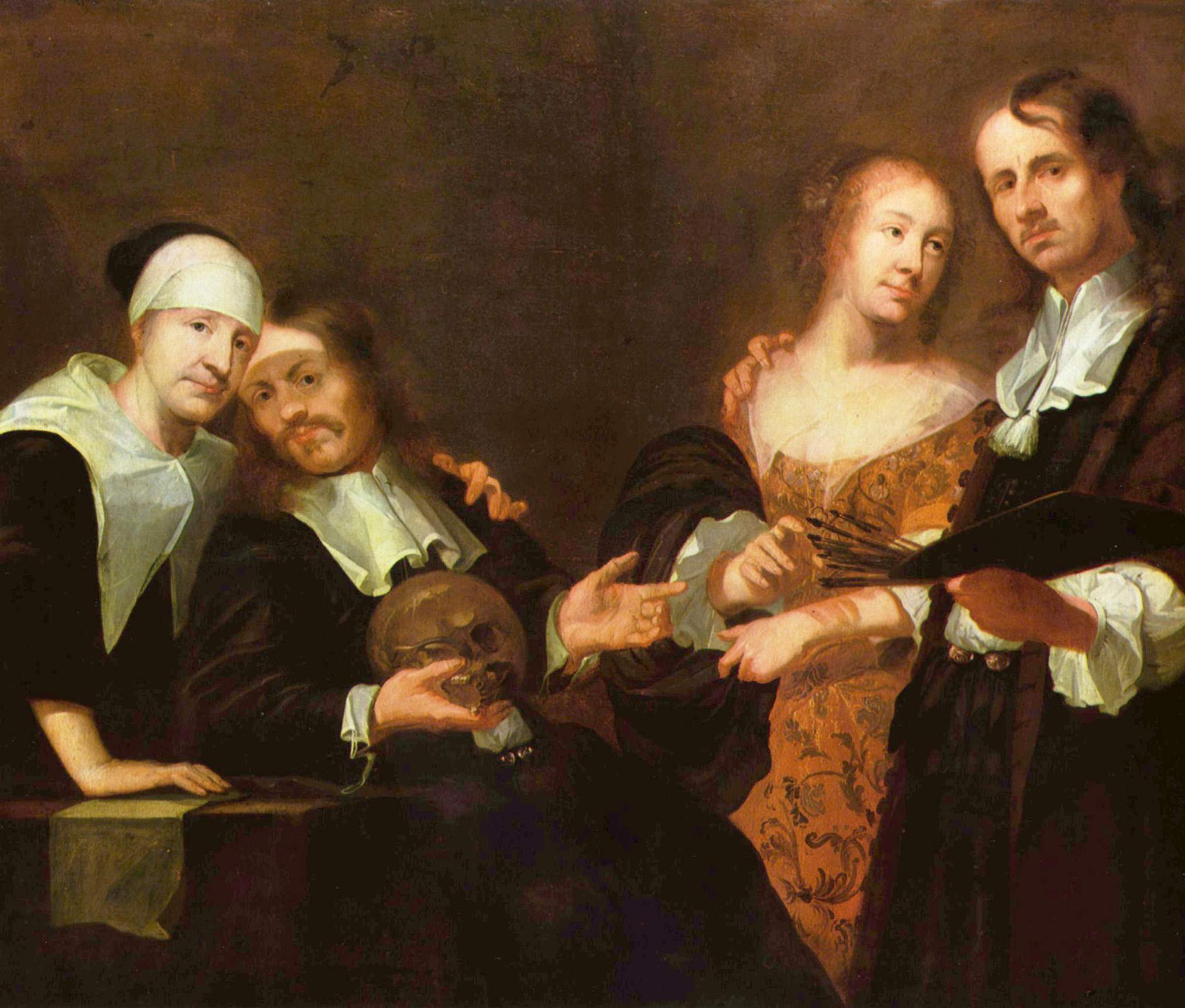
Йоахим Лун. «Автопортрет з родиною», бл. 1700 р. Музей герцога Антона Ульріха, Брауншвейг
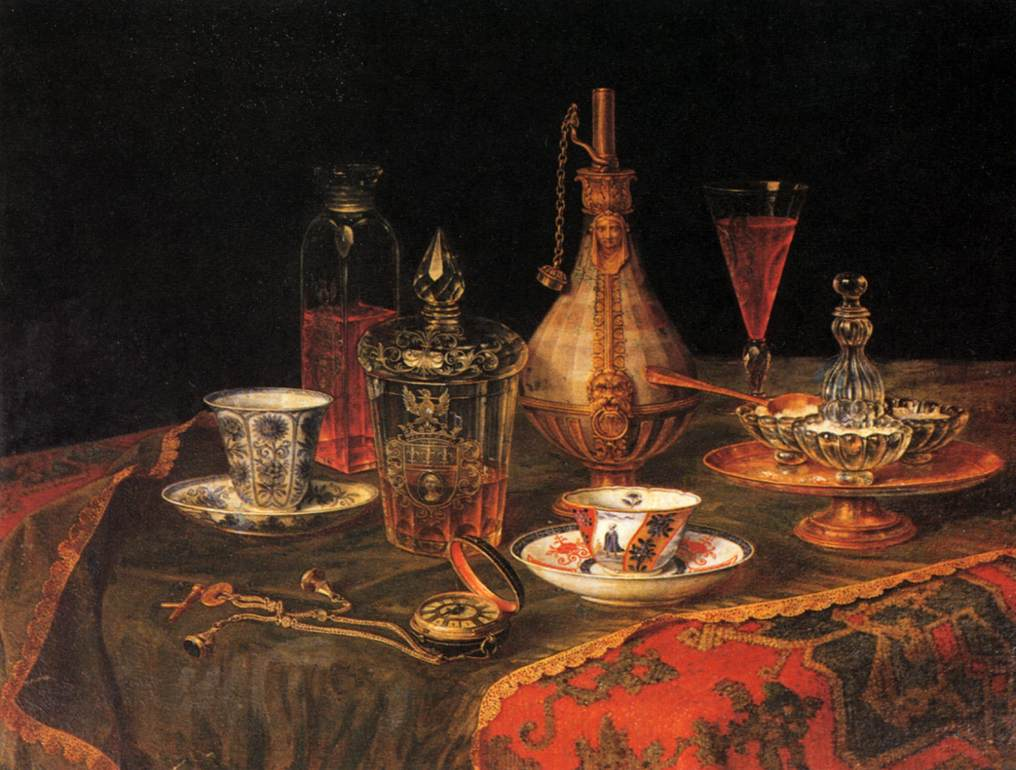
Крістиан Беренц (1658–1722). «Коштовний посуд і вино», Національна галерея старовинного мистецтва (Рим)

### Порцеляна
Як відомо, секрет китайської порцеляни в Європі отримали не запозиченням, а власним відкриттям. Зробили це в Саксонії, в місті Дрезден, де був достатній досвід в гірничій справі і потрібні поклади сировини. Була організована спеціальна лабораторія, де талановитому авантюристу і фальшивомонетнику Беттгеру створили умови для відповідної роботи. Кожен з експериментів Беттгера фіксувався в протоколах. Адже він працював з помічниками, вартовими і шпигунами водночас. В записах за січень 1709 року є відомість про перший вдалий експеримент і рецепт суміші. В березні того ж року з'явився запис про отримання якісної білої порцеляни з тонкою глазур'ю і всім необхідним для розписів. Так авантюрному Беттгеру і його помічникам вдалося перевідкрити секрет майстрів Китаю.

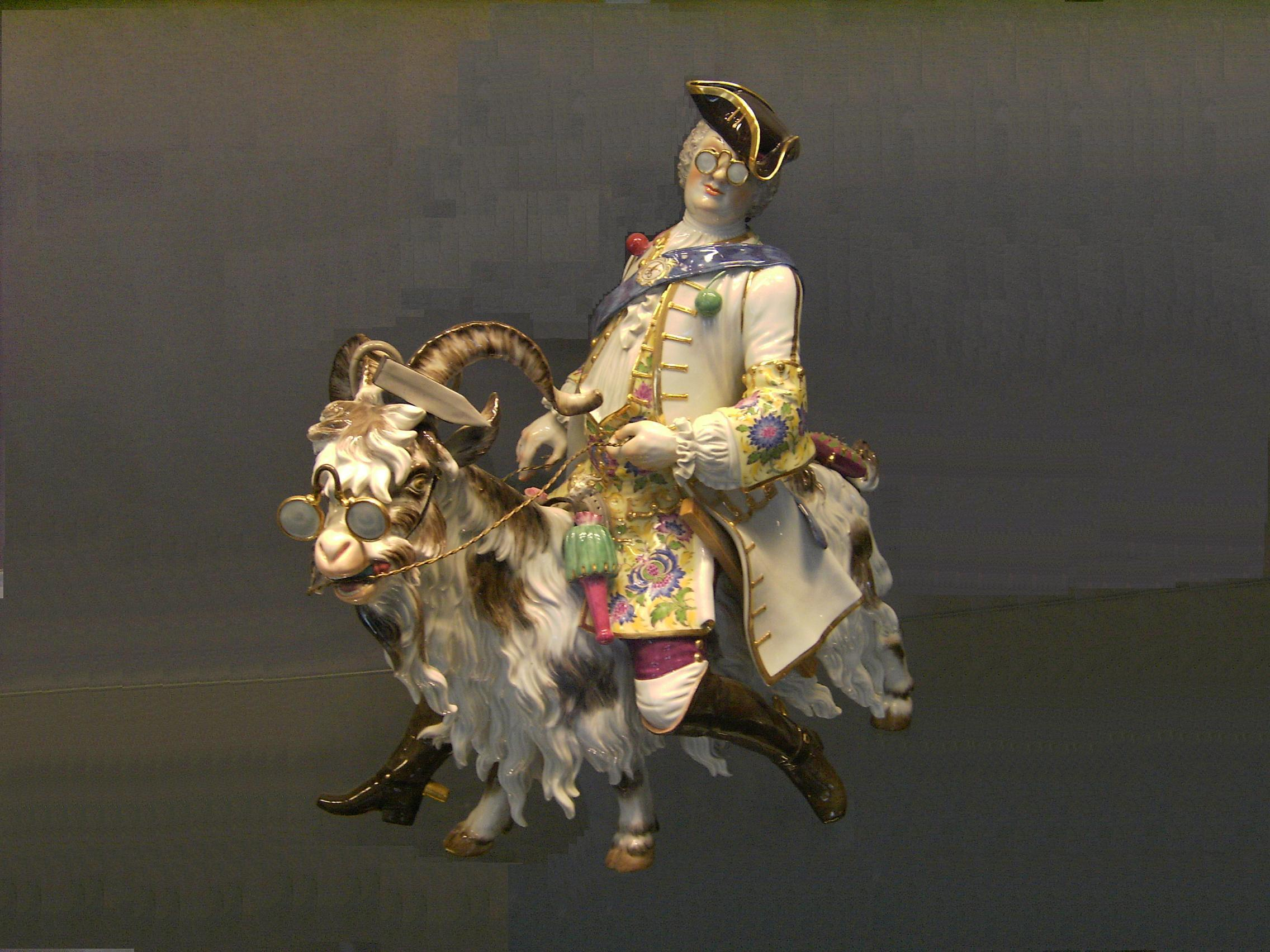
Блазень верхи, мейсенська дрібна пластика
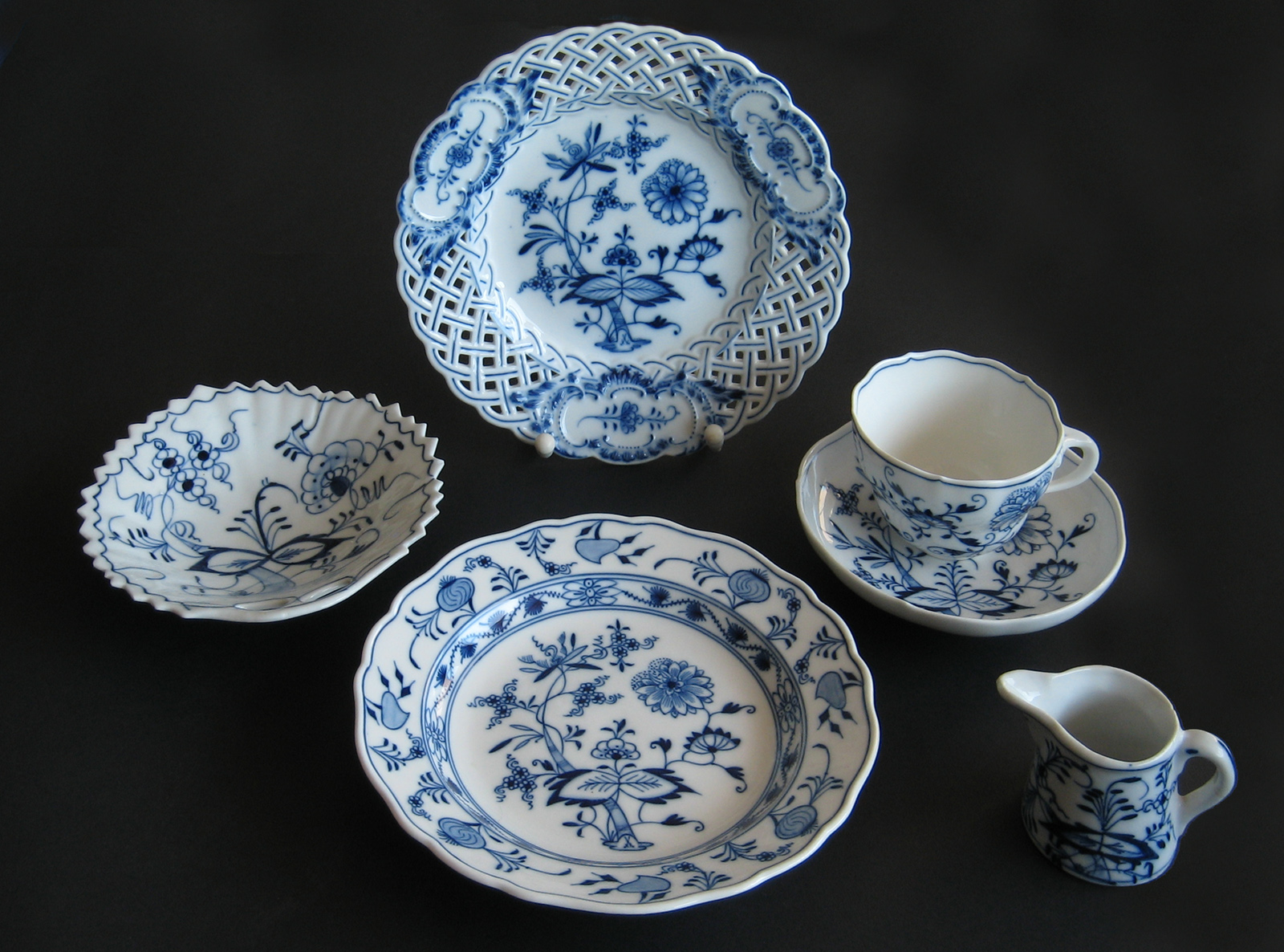
Посуд мейсенської мануфактури
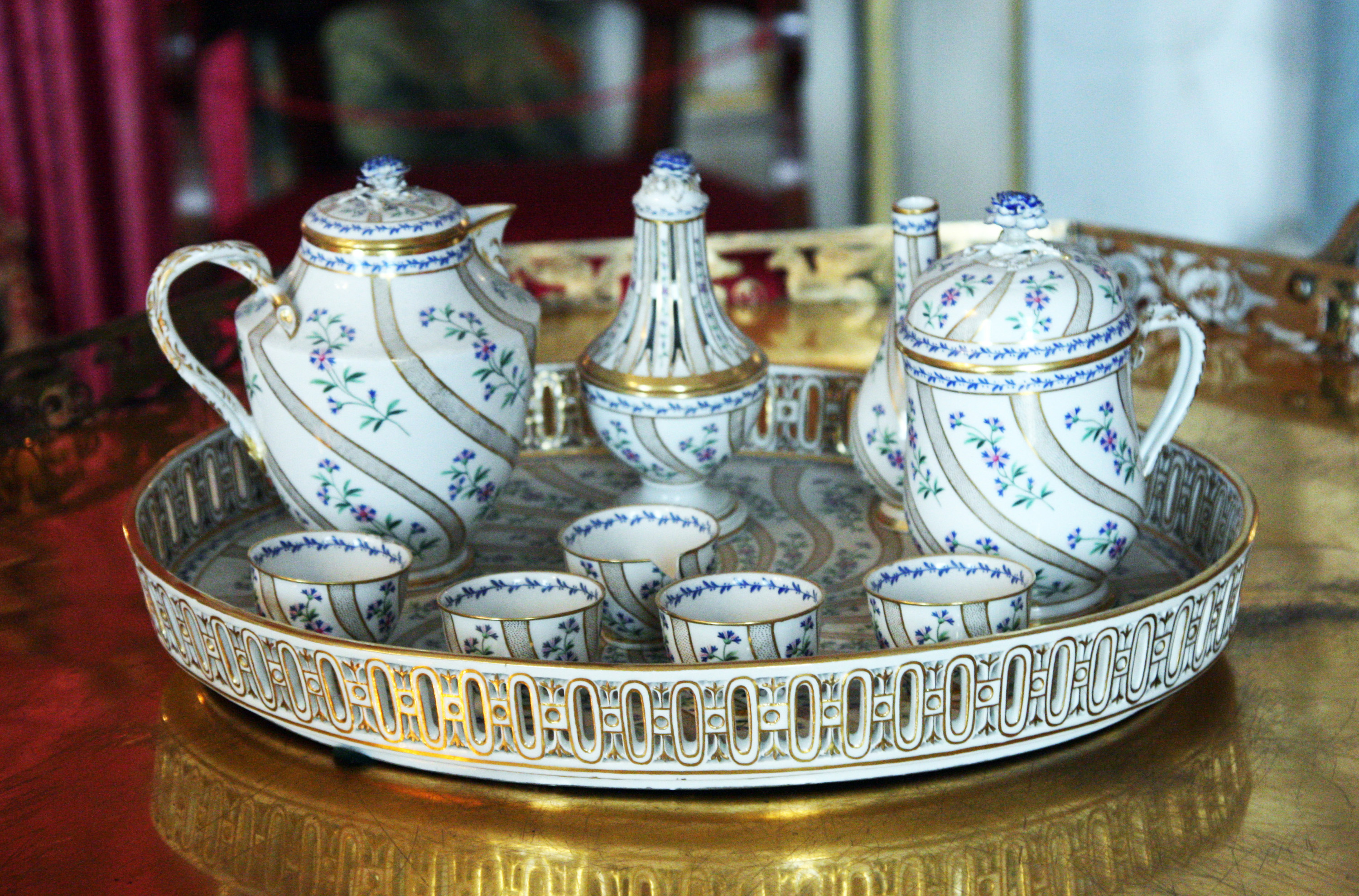
Мейсенська порцеляна у 1810-1820 рр.
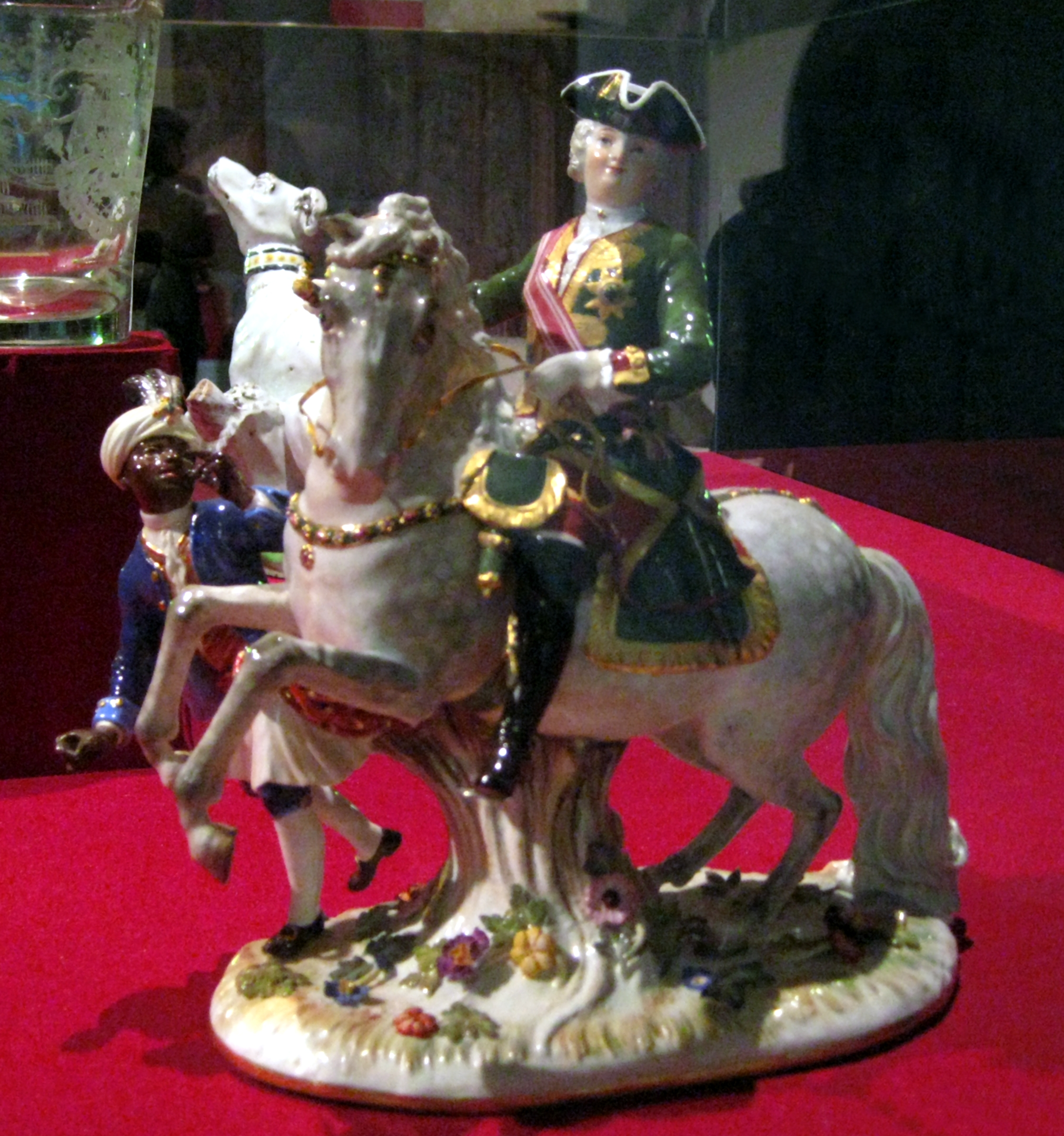
Імператриця Єлизавета верхи, бл. 1748 р., мейсенська порцеляна, (Третьякоська галерея.)

## Архітектура XVII—XVIII ст
Мали місце кризові явища і в архітектурній практиці Німеччині. Конгломерат різних за культурним розвитком і віросповідуванням князівств (земель), Німеччина мала низку місцевих мистецьких центрів — досить розвинених (як в Баварії) чи відверто відсталих (Мекленбург).
До призабутих архітекторів німецького і чеського бароко першої хвилі належить і Авраам Лейтнер (бл. 1639—1701). Німець за походженням, він один з перших неіталійців на будмайданчиках Праги. Саме Лейтнер працював разом з італійцем Франческо Каратті на будівництві Чернінського палацу. Але Авраам Лейтнер був і цікавим проєктантом. Збережені зразки його проєктних рішень кінця XVII століття, де він подав низку проєктів невеликих споруд в оточенні садів бароко чи барокових обрамлень. Уступчаті чи незвичні за формою споруди Лейтнера, органічно пов'язані з парковим оточенням, стануть попередниками паркових павільйонів доби рококо. Подібні розпланування полюбляв та неодноразово реалізовував італо-російський архітектор Антоніо Рінальді (1710 ?–1794), один з найкращих майстрів доби рококо.

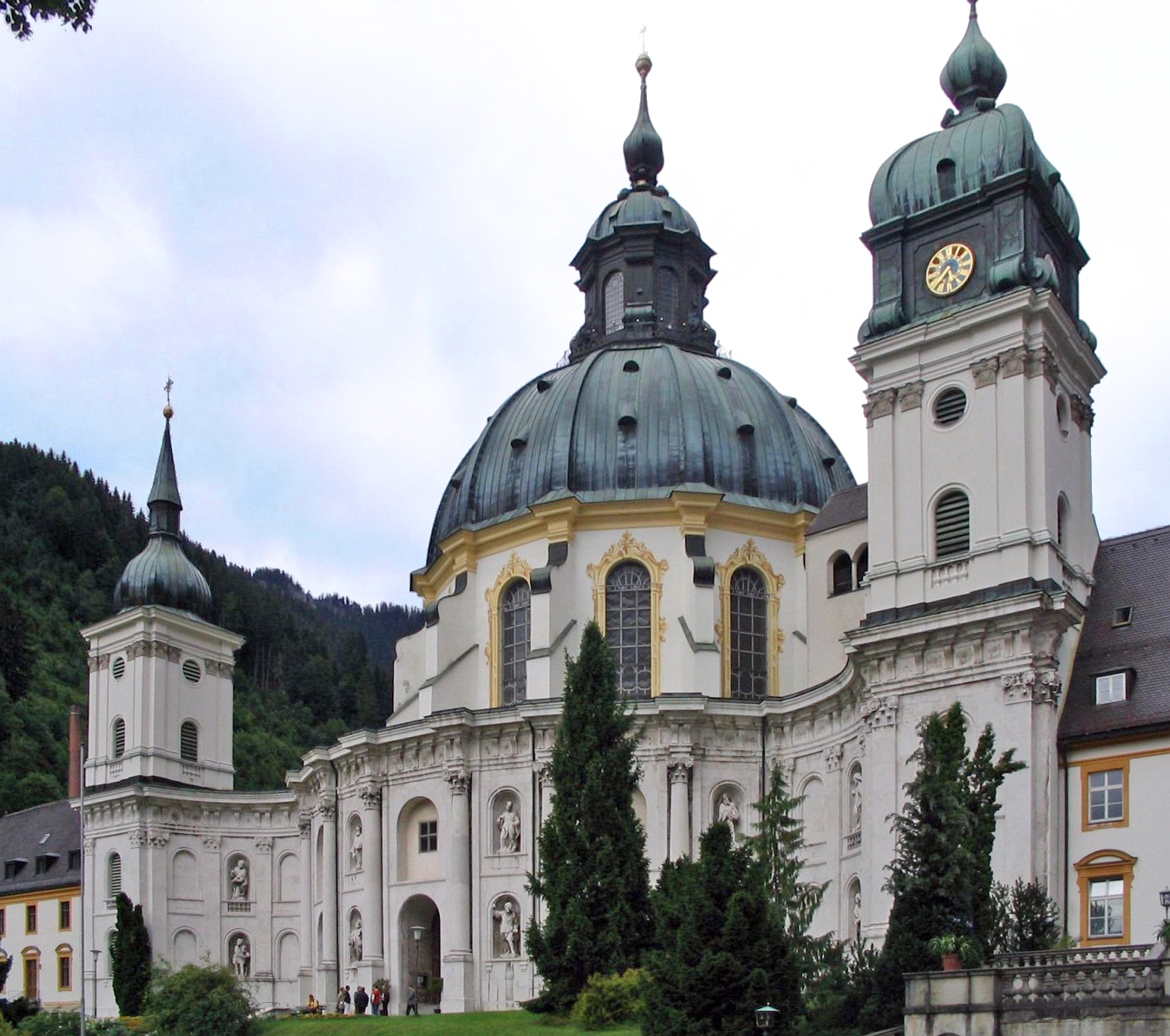
Монастир Етталь, Баварія
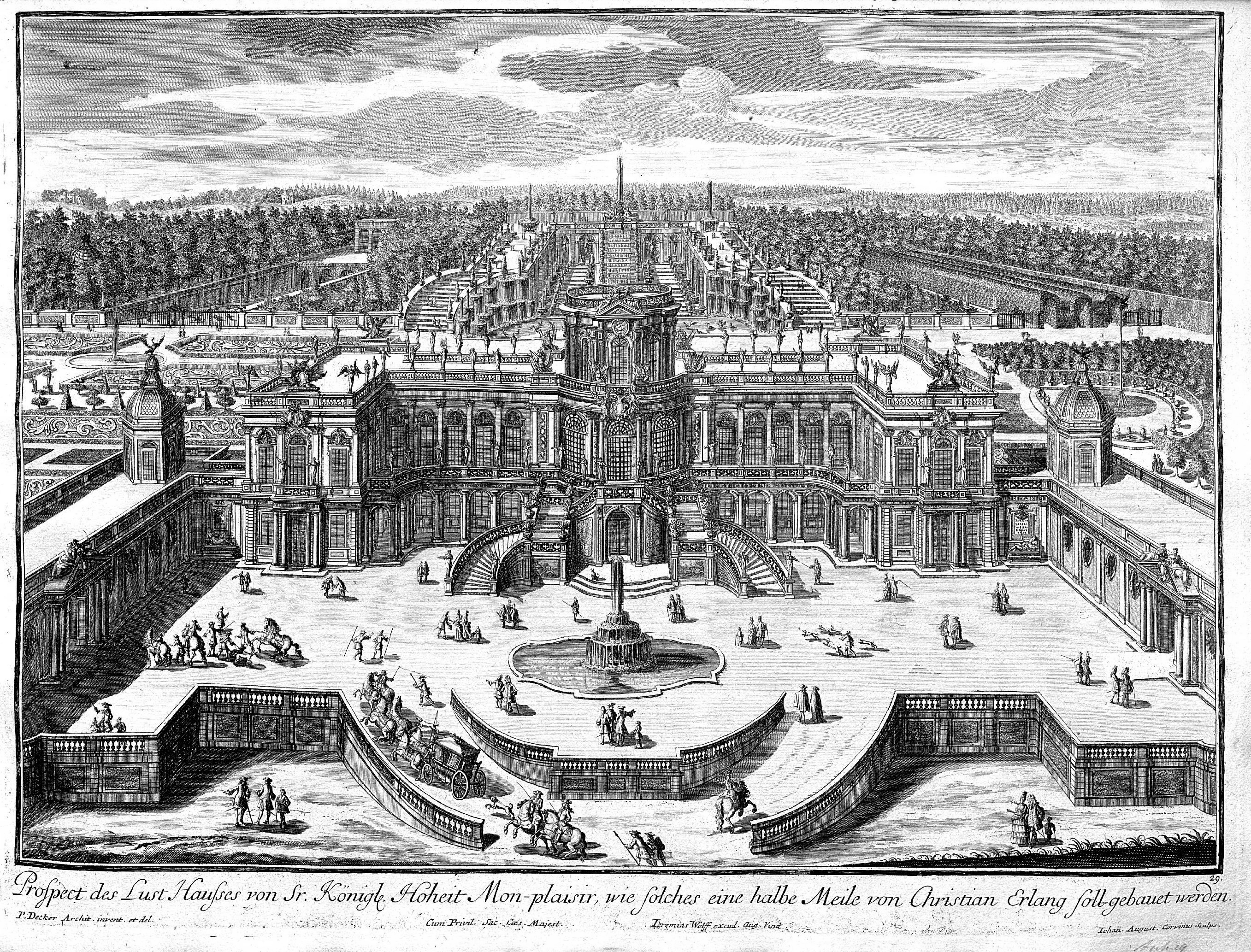
Арх. Пауль Декер. Умовний князівський палац, проєкт 1711
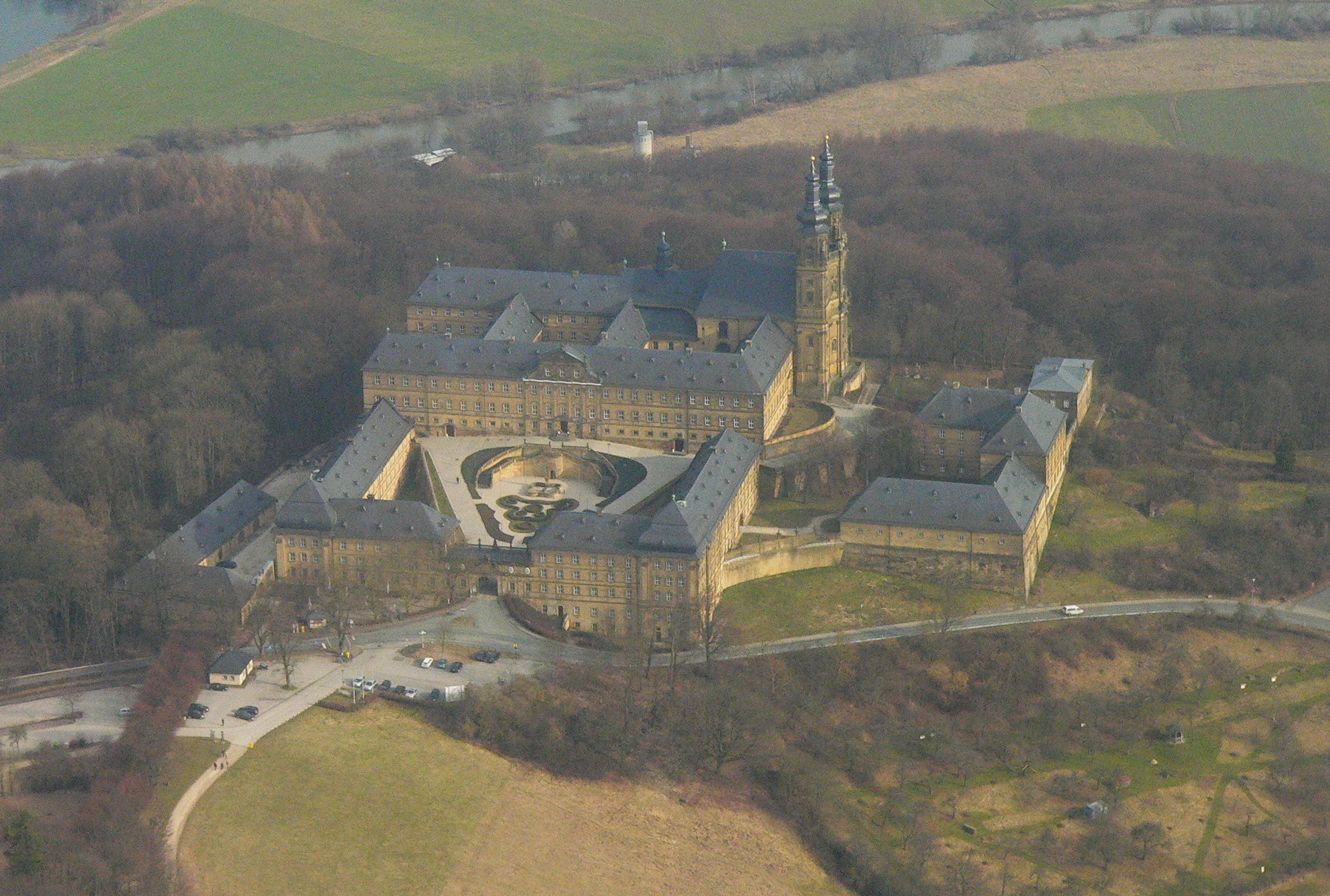
Монастир Банц, Верхня Франконія
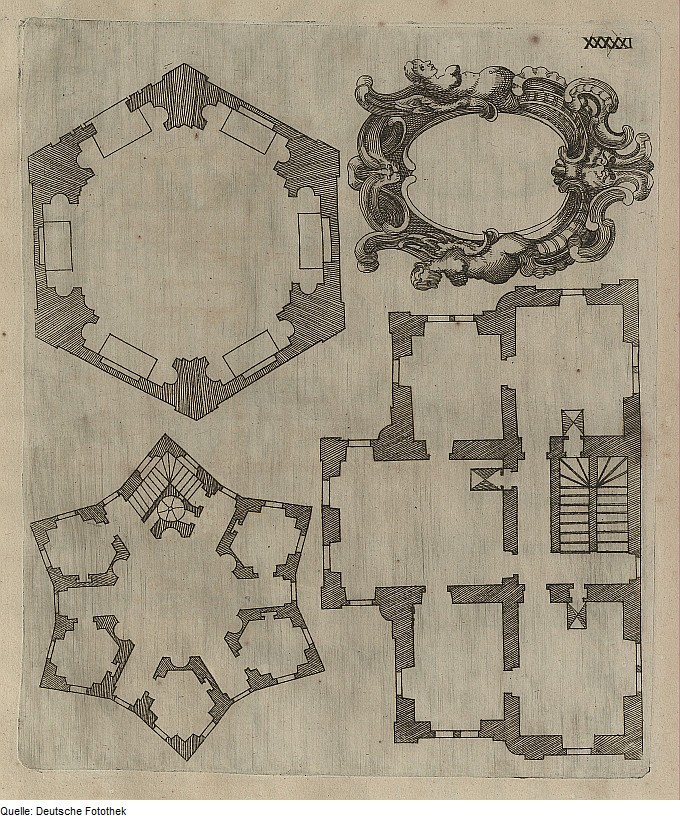
Проєкти паркових споруд Авраама Лейтнера
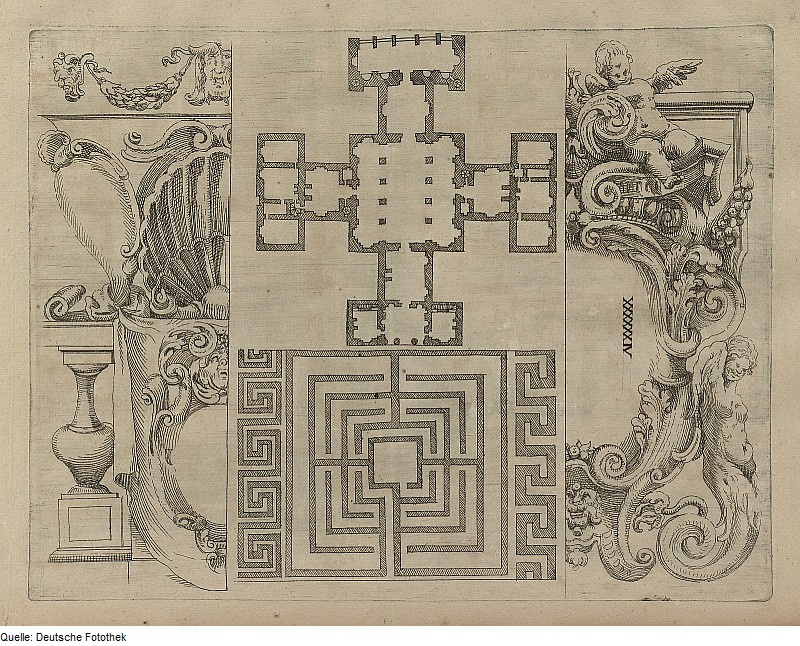
Авраам Лейтнер, проєкт палацу і лабіринту
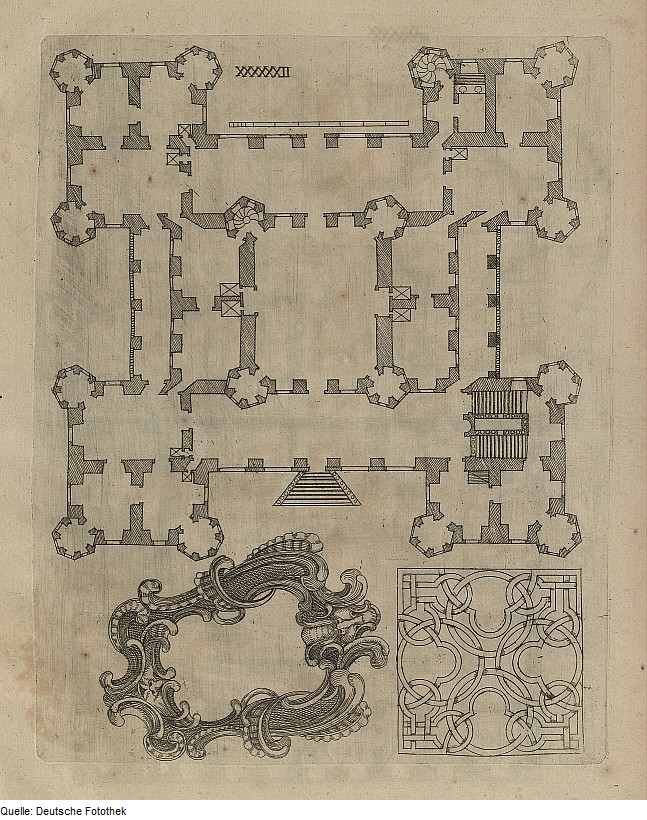
Авраам Лейтнер, замкова споруда з вежами
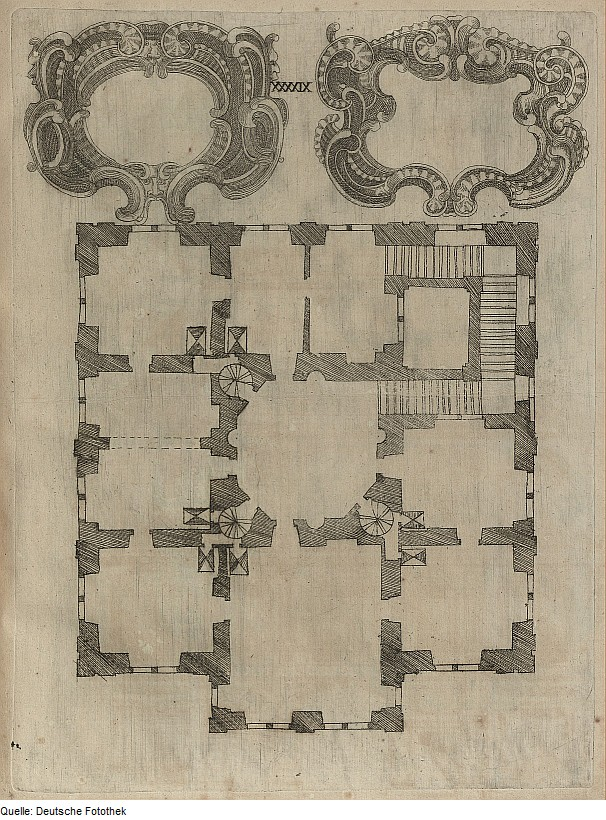
Авраам Лейтнер, архітектурний проєкт

Всі ознаки італійського бароко (монументальність, велич, масштабність, майстерне використання природного оточення) зберегли сакральні споруди земель Німеччини, що не увірвали зв'язок з папським Римом і католицьким віросповіданням (монастир Етталь, Баварія, монастир Банц, Верхня Франконія, базиліка Вальдсассен, монастир в Оттобойрені). В XVIII столітті до них додались пишні резиденції князів церкви і світських володарів — Цвінґер в Дрездені, палац архієпископа в місті Вюрцбург, палац маркграфа Карла Вільгельма в Карлсруе, ансамбль споруд Вільгельмсхьоє, Кассель. Це вже справжні ансамблі парадних, представницьких і господарських споруд, створених за єдиним стилем, ансамблі, що нагадують окремі, невеликі міста.
Серед відомих митців архітектури німецьких земель — Йоган Давид Штейнгрубер (1702-1787), що працював на будівництві палаців в Мангеймі та Раштаті, в князівстві Ансбах. Він вимушено закінчував вже розпочаті споруди і власний досвід архітектора виклав в теоретичних працях «Architeccture Civile» (надрукованих приблизно 1748 року) та книзі «Практичний курс цивільної архітектури» (1763 р.) Конкуренція між архітекторами і пошуки нової (ідейної та формальної) виразності споруд привели митців до зближення планів архітектурних споруд і латинських літер. Так Антон Глоннер, що був сучасником Йогана Давида Штейнгрубера, запропонував проєкт нових колегії і церкви для єзуїтів у вигляді монограми Христа — «IHS». Штейнгрубер пішов далі і створив низку проєктів князівських палаців, поземні плани яких — це декілька латинських літер, внутрішнє порожнє поле яких розроблене як низка залів, житлових приміщень, коридорів, гвинтових сходинок. Контур літер — зовнішні стіни палацових споруд, розроблені і прикрашені як звичні тодішні споруди — з вікнами, порталами, міжповерховими карнизами, парапетами, прикрашеними скульптурами, ризалітами. Проєкти, оприлюднені 1773 року, не що інше як цікава паперова архітектура. Так, літера «Е» — це житловий комплекс на три поверхи, де середній виступ літери «Е» розроблений як каплиця з куполом. Літери обіграні настільки вдало, що деякі могли бути цілком реалізовані — наприклад, літера «Н» або «Х», план останньої дещо нагадував план мисливського палацу Ступініджі Філіппо Ювари. Віртуозно обіграна навіть літера «S», яку майстерний Штейнгрубер подав як несподіваний князівський палац з двома куполами. Звичайно, що частка літер-споруд викликала здивування як екзотика, як куншт і гра змістів, твір, вартий кабінету курйозів, а не реального відтворення. Проєкти споруд у вигляді літер Йогана Давида Штейнгрубера (з детально розробленими фасадами)- предмет вивчення сучасних студентів-архітекторів, мистецтвознавців і колекціонерів.

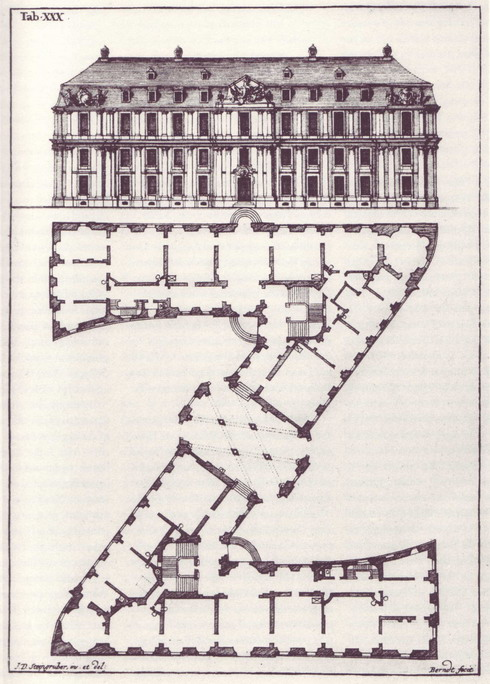
Арх. Штейнгрубер. План у вигляді літери Z
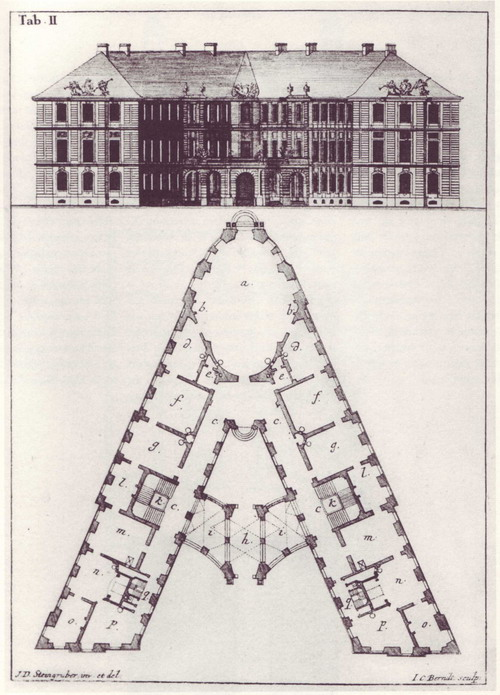
План у вигляді літери A. Фасад з боку двору зверху
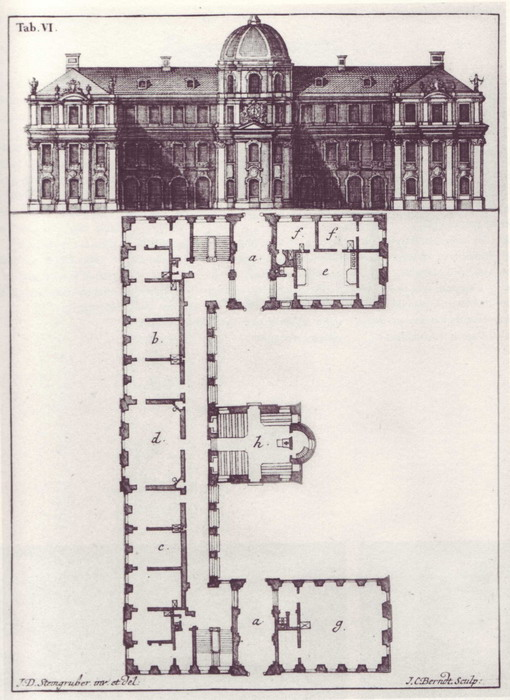
План у вигляді літери E.Фасад з боку ризалітів і центральної каплиці
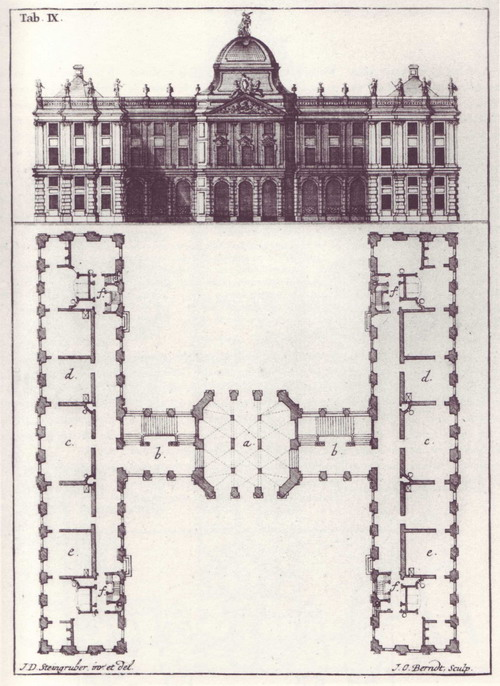
План у вигляді літери H.Фасад з боку одного дворика зверху
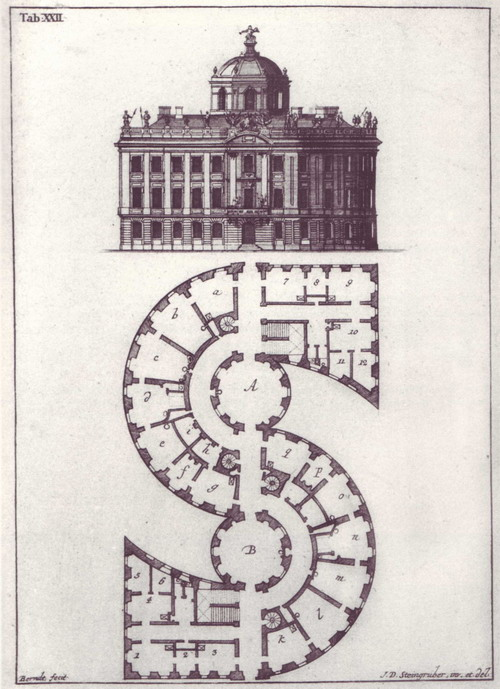
Арх. Штейнгрубер. План у вигляді літери S. Зверху — бічний фасад.

## XIX століття

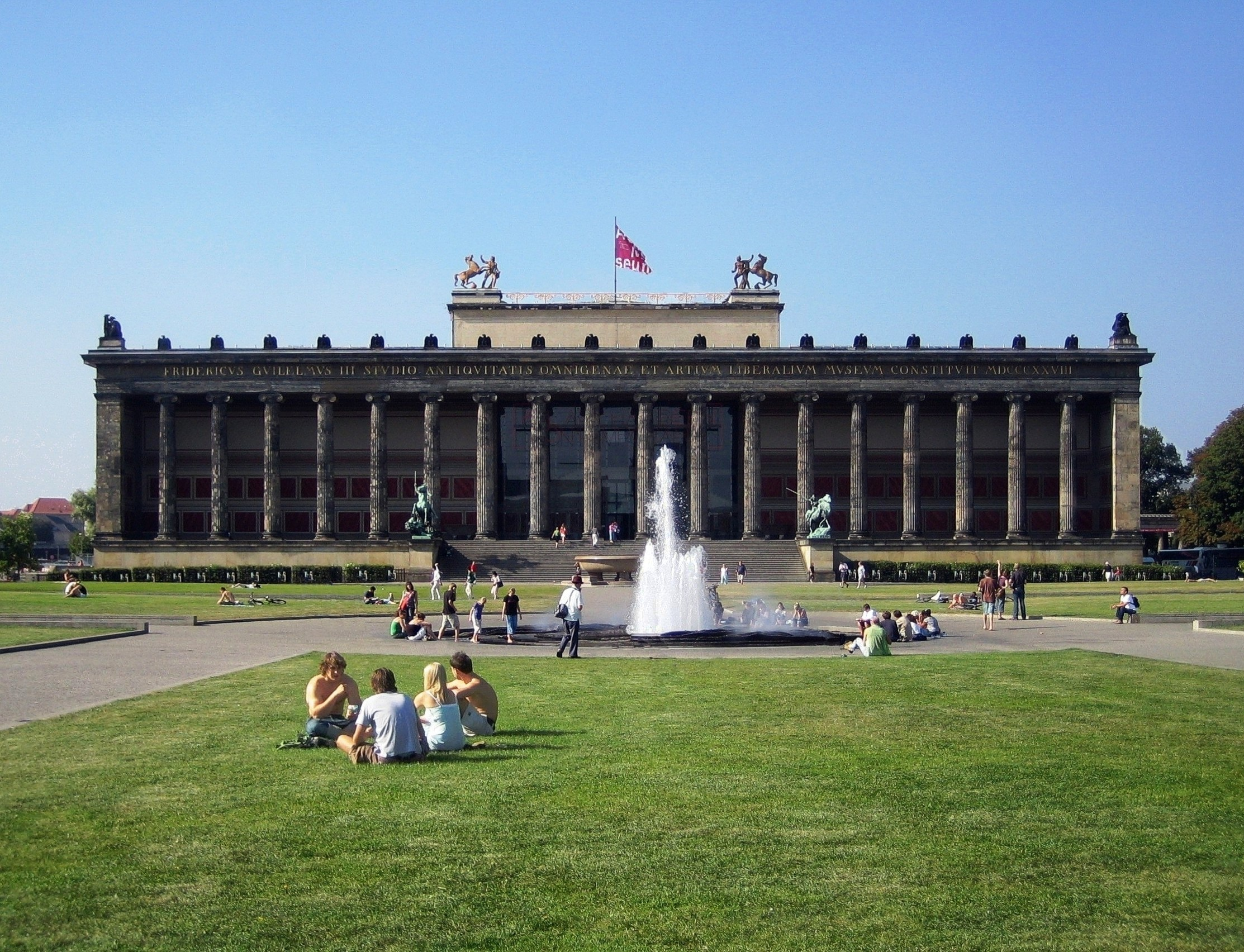
Єгипетський музей і зібрання папірусів, Берлін

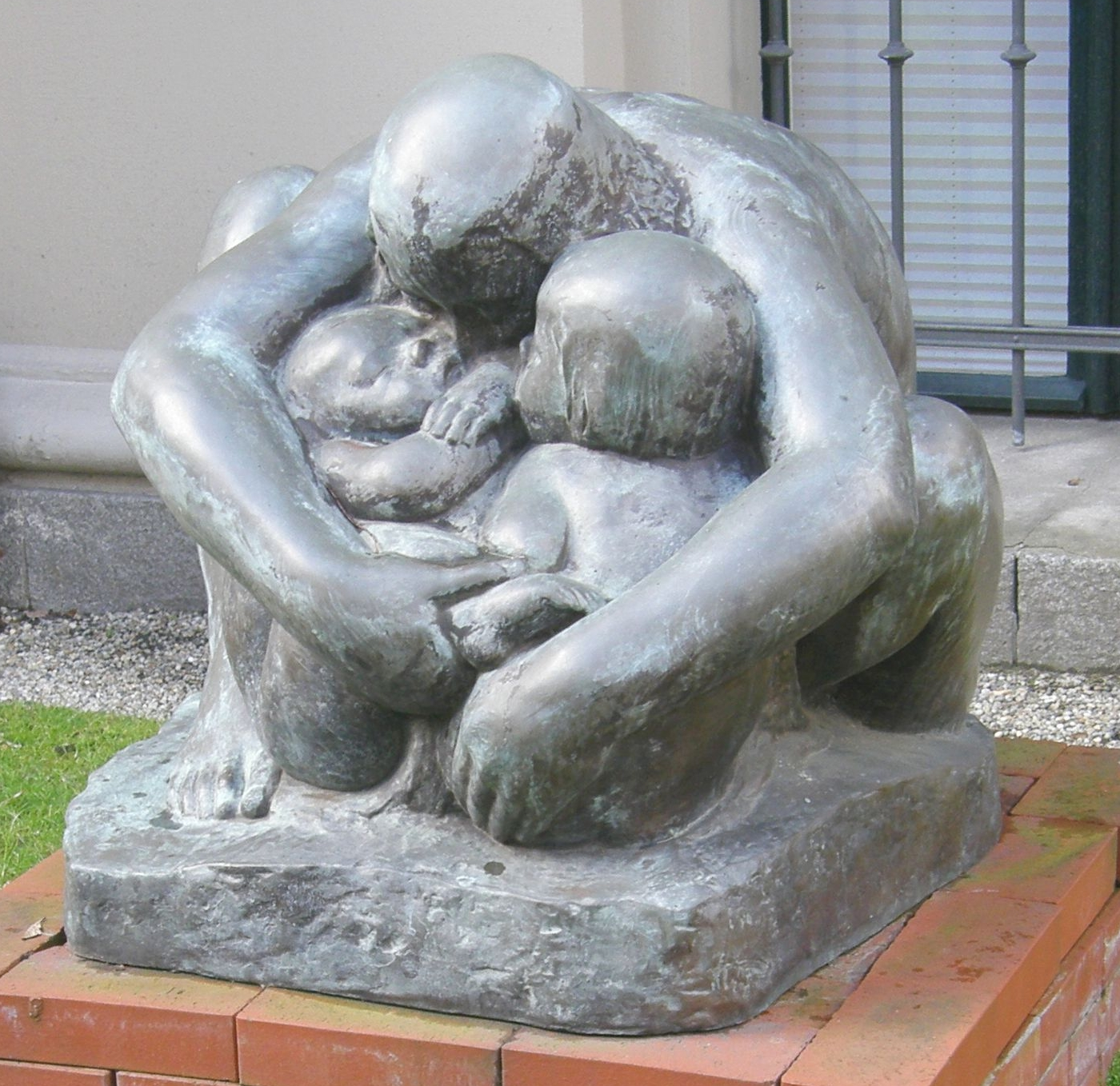
Кете Кольвіц, скульптура «Матір»

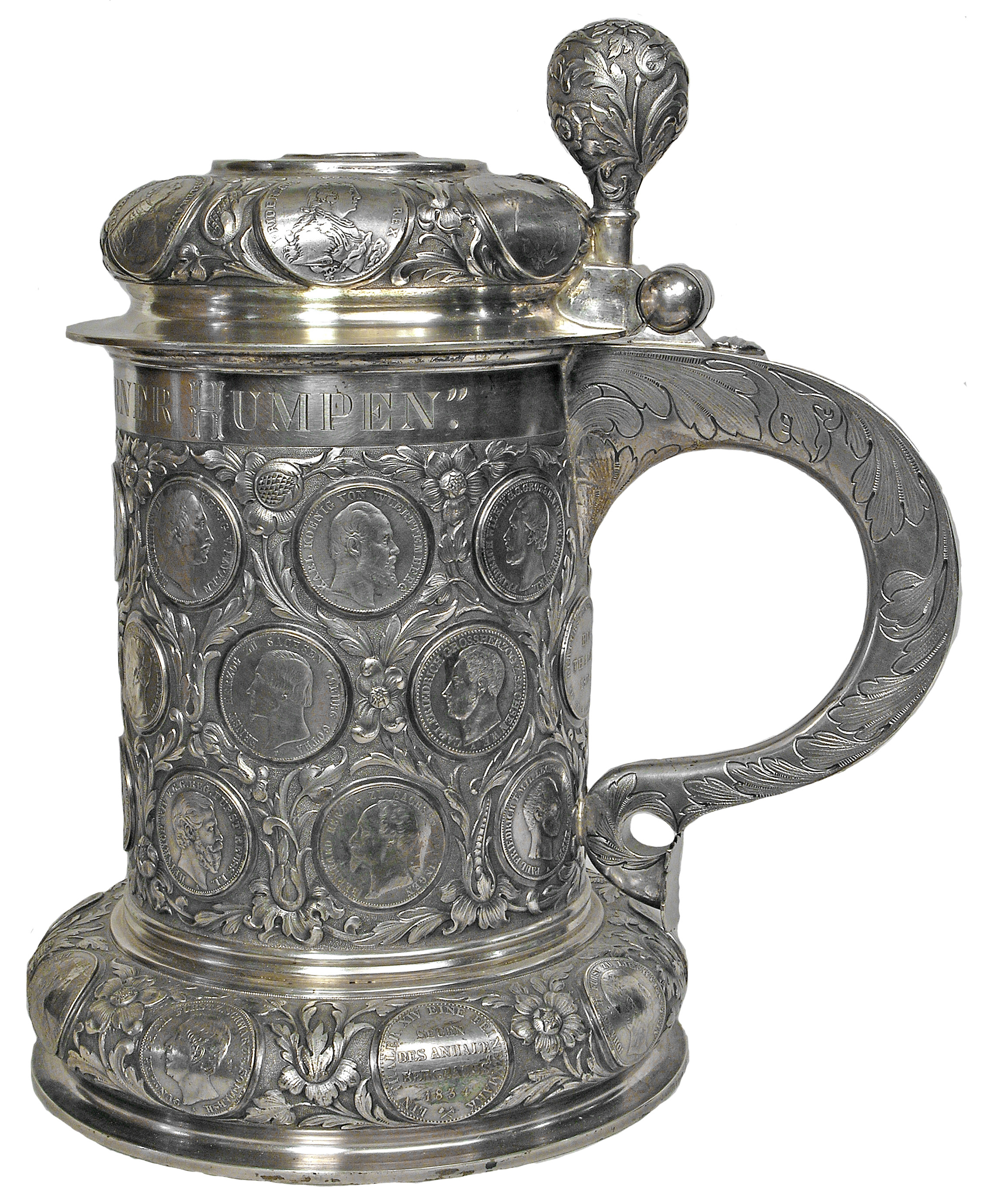
Кубок з німецькими монетами. ХІХ ст. Фірма «Wagner & Sohn». Скарбниця Національного музею історії України

Політика, а не мистецтво виходять на перші позиції в духовному житті Німеччини.
На початку XIX ст. німецькі князівства стали ареною наполеонівських воєн. Військова поразка Пруссії спонукала уряд до проведення реформ. Важливе місце в розвитку земель посіли науковці і науки, а з 1840-х рр. розпочався промисловий переворот. Лише в XIX столітті роз'єднані німецькі князівства вогнем і мечем поєднані в єдину державу під проводом войовничої Пруссії. Німеччина стає капіталістичною державою з домішками неподоланого феодалізму і значного соціального розшарування. Сформована Німецька імперія, почався колоніальний захват земель в Європі та Африці. Агресивна політика уряду приведе до Франко-прусської війни 1870–71 рр. й до поразки Франції у війні. Велетенська контрибуція після війни дістанеться Німецькій імперії, яка розпочне шлях до військового переділу світу.
Але за інерцією Німеччина наче живе проблемами мистецтва. Розпочато добудову століттями незакінчених готичних соборів (добудови Кельнського собору, дві вежі собору Св. Віта в Празі тощо). Німеччина стає країною велетенських музеїв, що символізують велич німецької нації, досягнення нею культурного рівня Франції чи Британії. Побудовані —
- Стара пінакотека, Мюнхен (арх. Лео фон Кленце)
- будівля Дрезденської картинної галереї (арх. Готфрід Земпер)
- Музейний острів в Берліні.

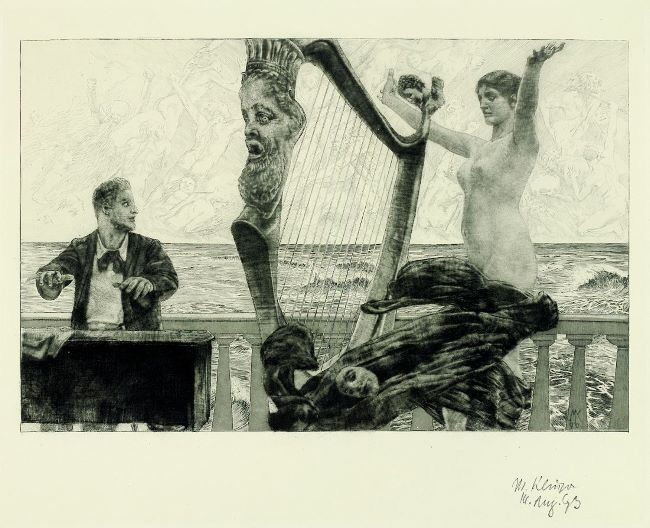
Клінгер. Фантазія на тему Брамса
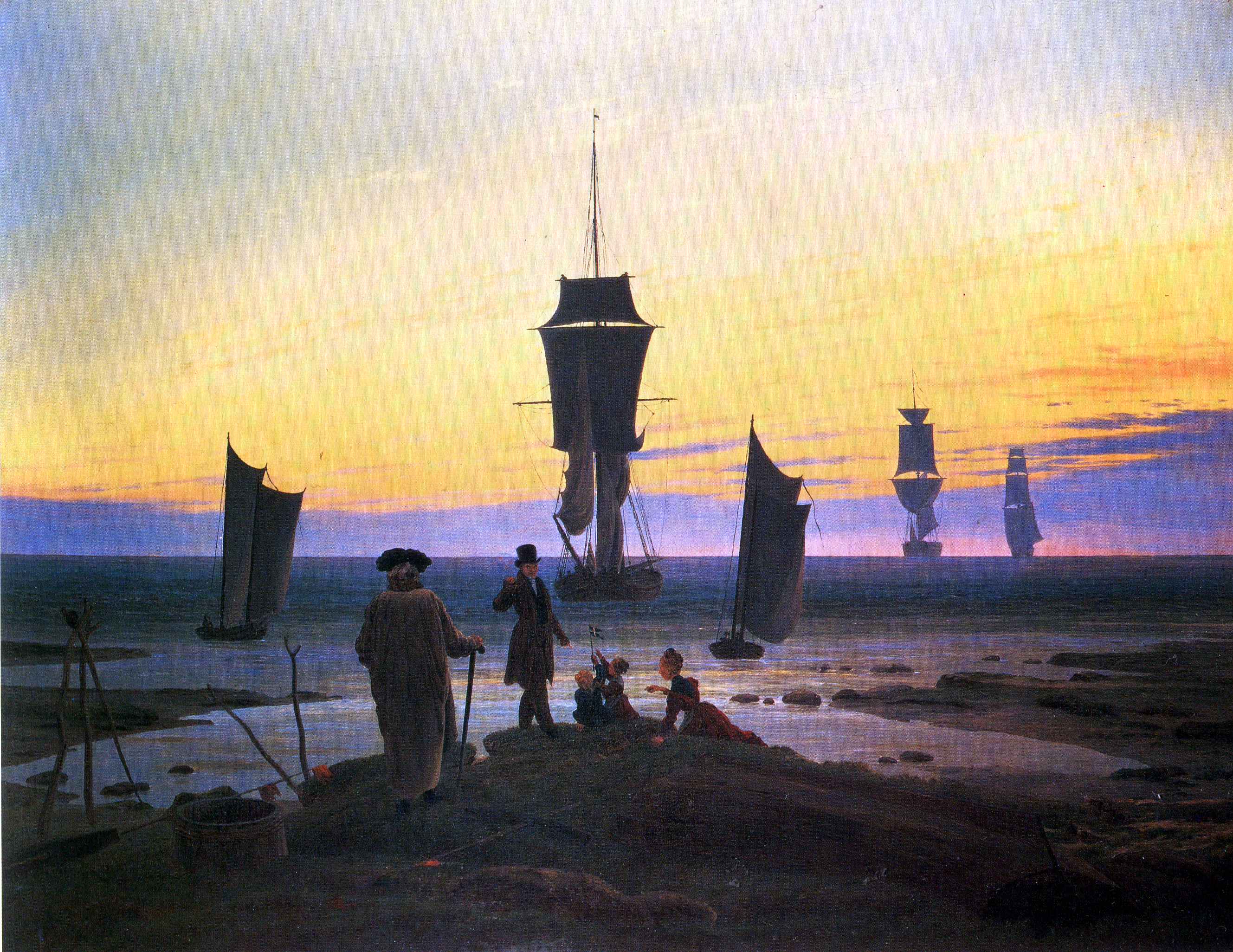
Каспар Давид Фрідріх, «Чотири пори людського життя»
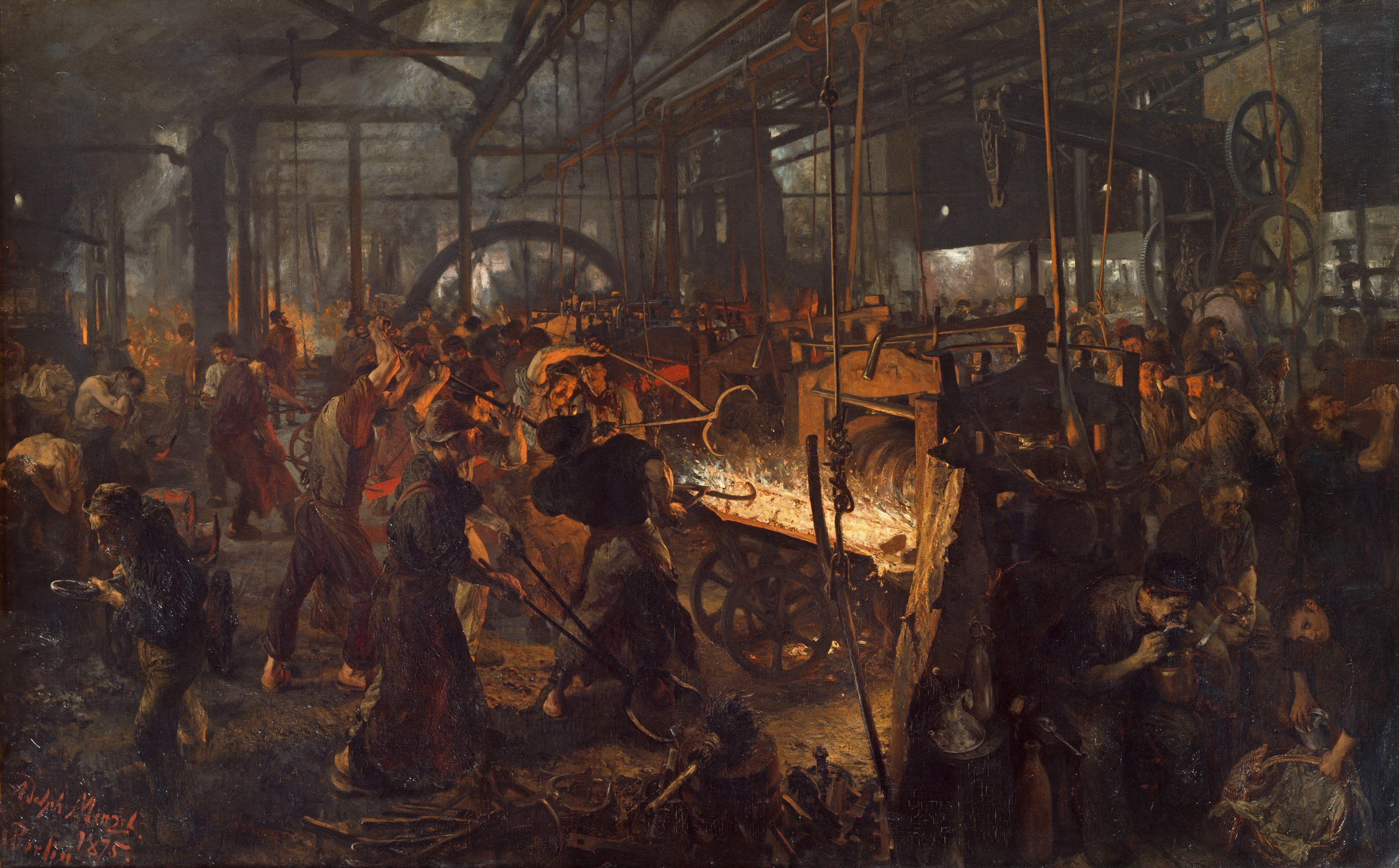
Адольф фон Менцель, «Залізопрокатний завод»
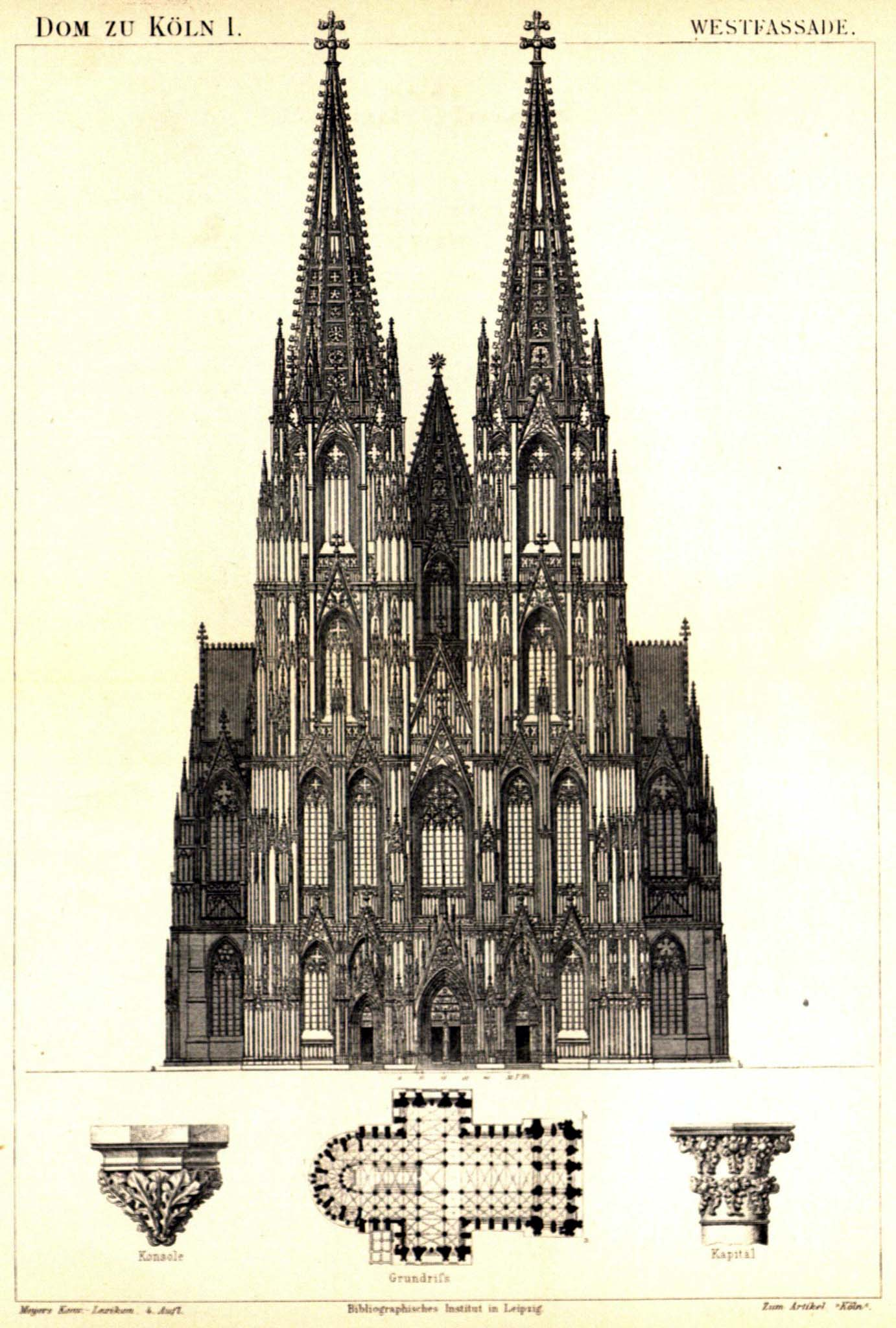
Добудований у XIX столітті Кельнський собор, проєктне рішення

Німеччина йде в руслі відомих мистецьких стилів Західної Європи -
- пізній класицизм з орієнтацією не на французькі, а на давньогрецькі зразки (Бранденбурзькі ворота, Нова караульня, так званий Старий музей (або Єгипетський музей і зібрання папірусів), Драматичний театр в Берліні, деякі споруди в Потсдамі, Пропілеї в місті Мюнхен)
- романтизм (Каспар Давид Фрідріх)
- реалізм (Макс Ліберман, Адольф фон Менцель)
- еклектика (архітектори Готфрід Земпер, Ф. Хициг, П. Валлот)
- академізм та салонне мистецтво (Макс Клінгер)

Тогочасні митці з лівими поглядами: Кете Кольвіц, Ернст Барлах.
Але закладені умови і для виникнення формалістичних, агресивно-модернових напрямків, руйнівних за спрямуванням — німецький експресіонізм, дадаїзм, абстракціонізм, які розквітнуть вже в XX столітті.

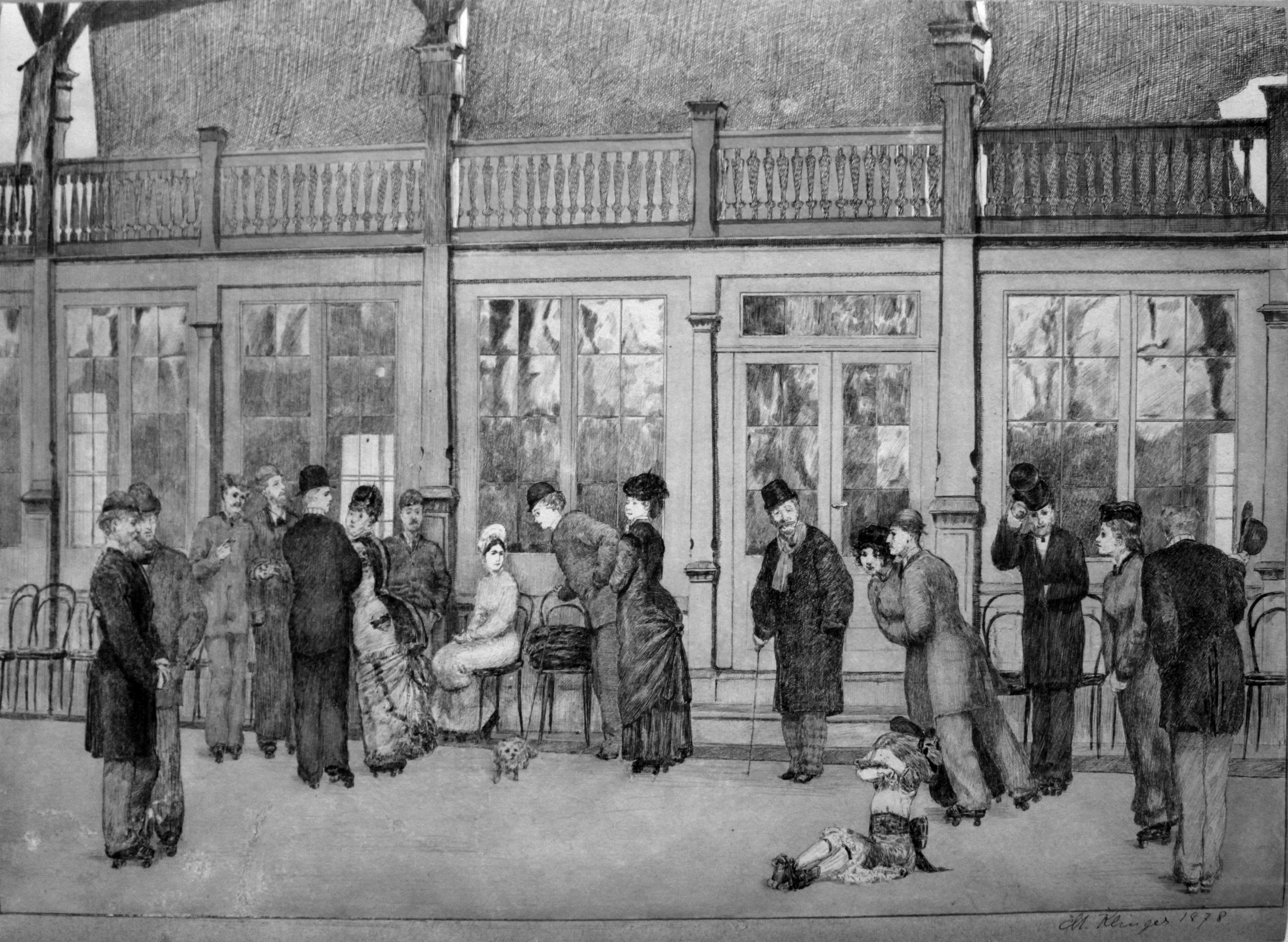
М. Клінгер. № 1. «Шляхетне товариство на ковзанці», опус Х.
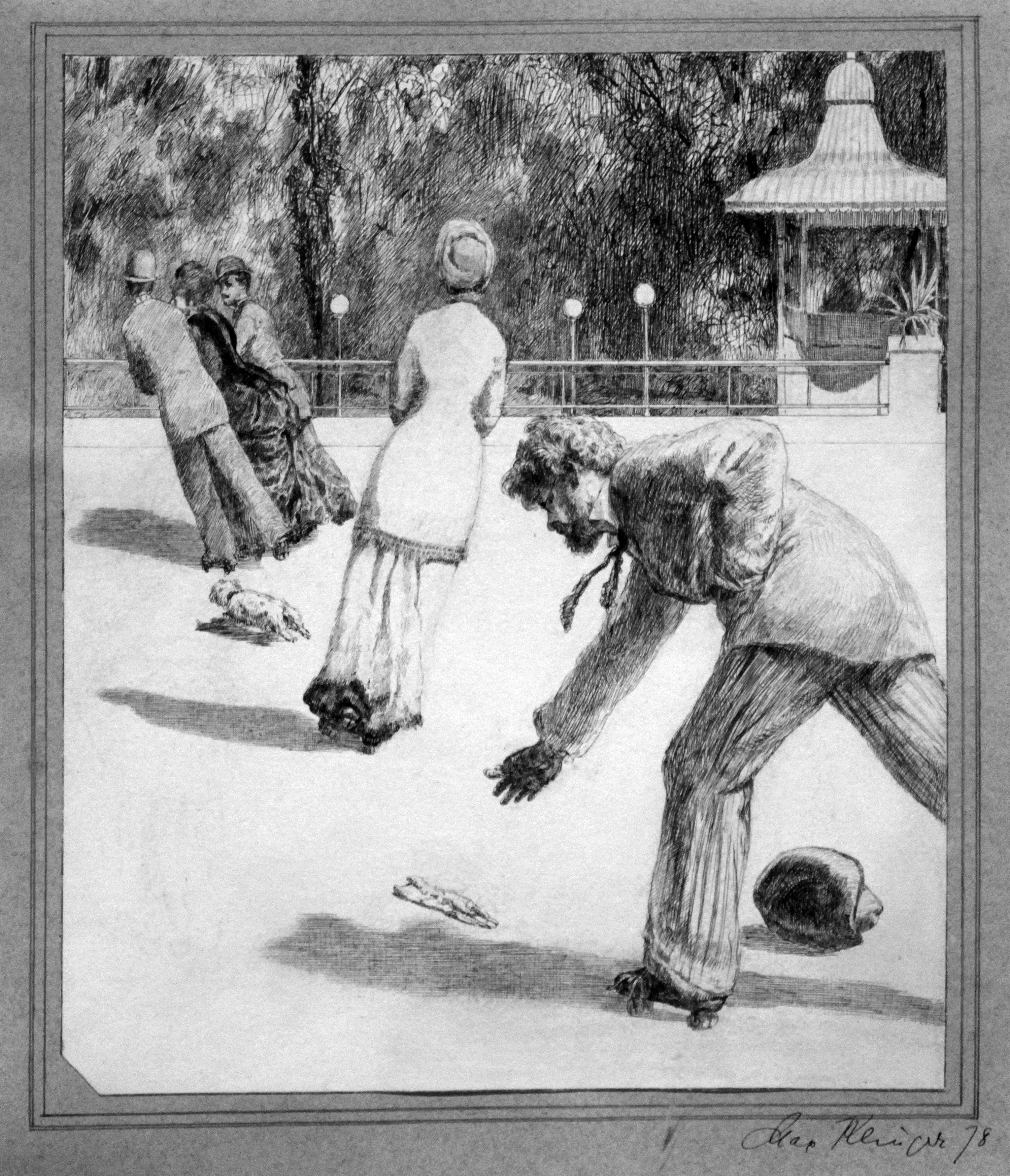
М. Клінгер. № 2. «Пані втратила рукавичку», опус Х.
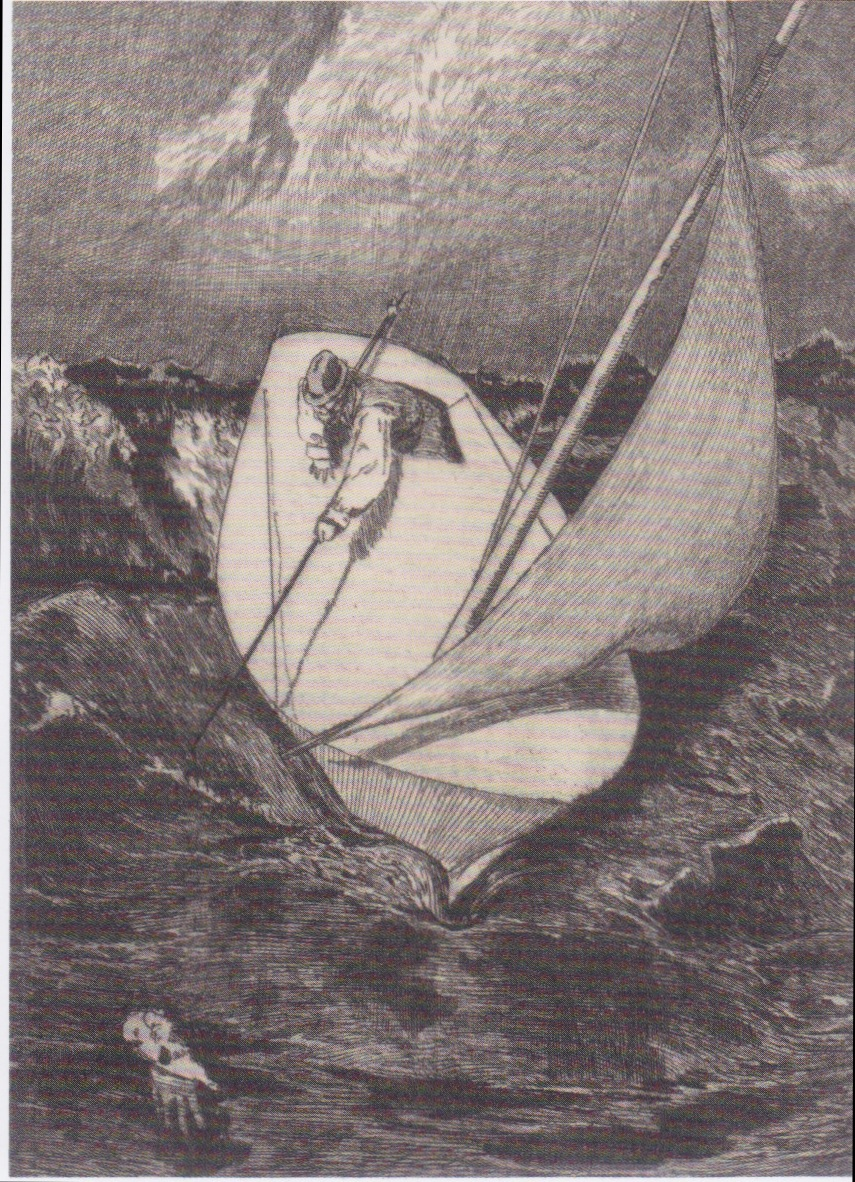
М. Клінгер. Аркуш № 4, опус Х.
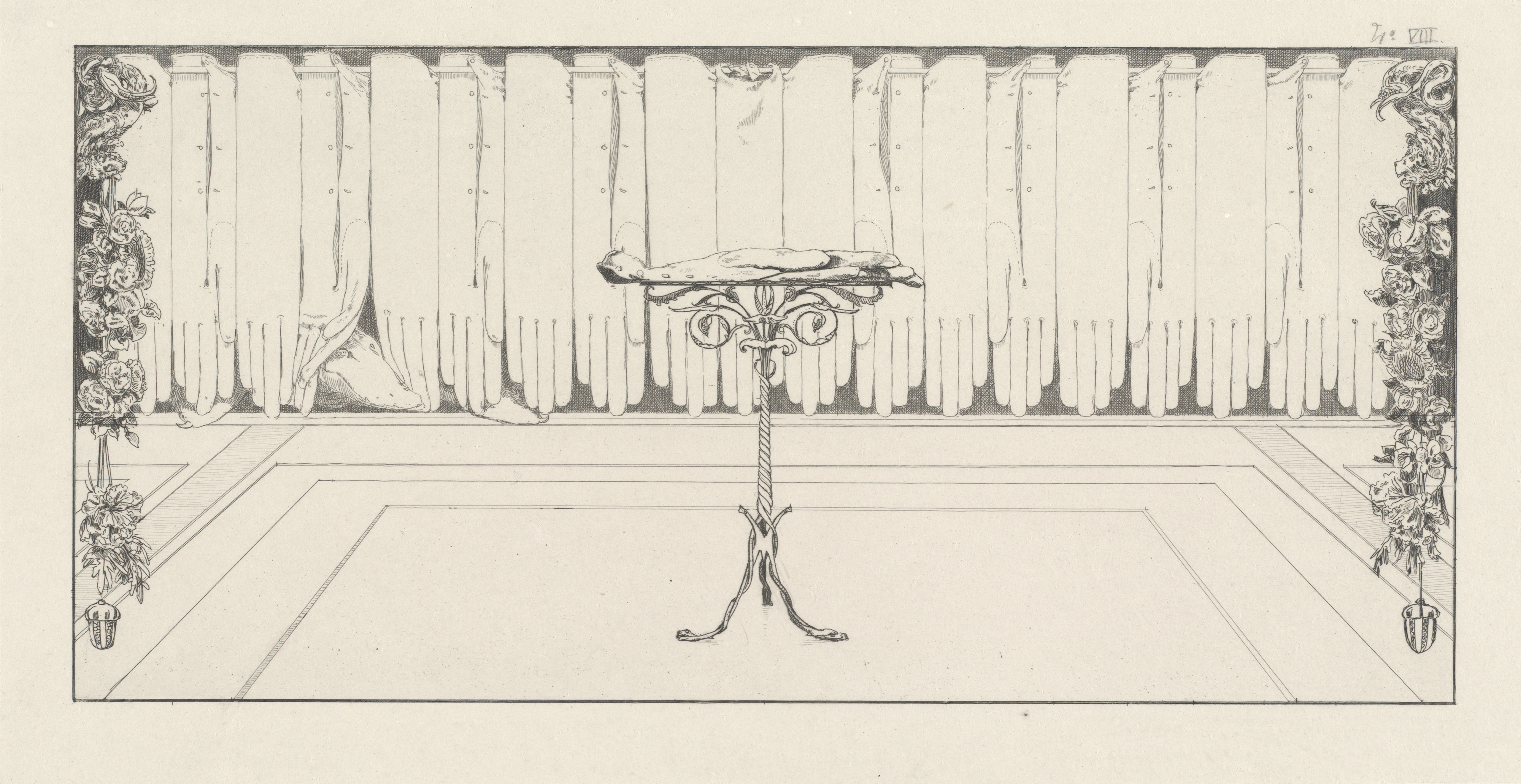
М. Клінгер. Аркуш № 8, опус Х.
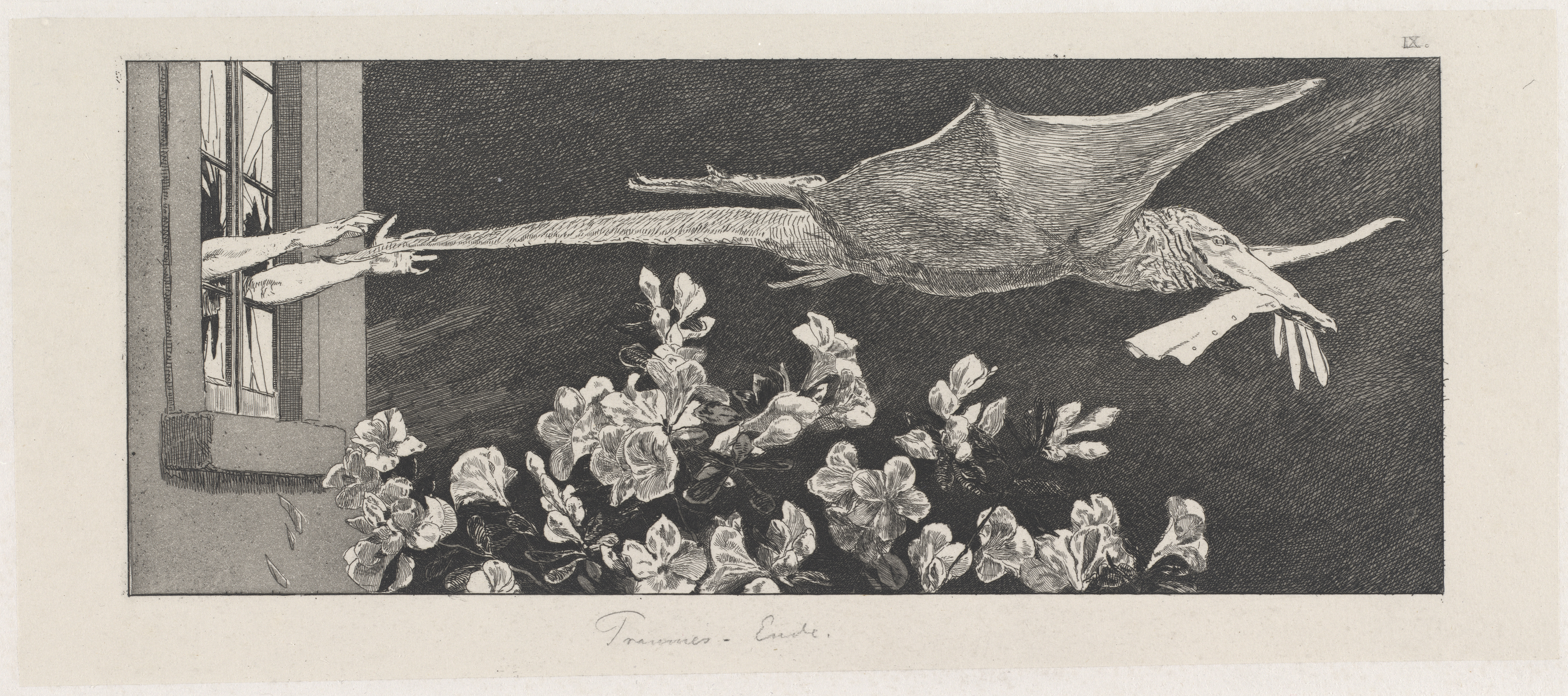
М. Клінгер. Аркуш № 9, опус Х.
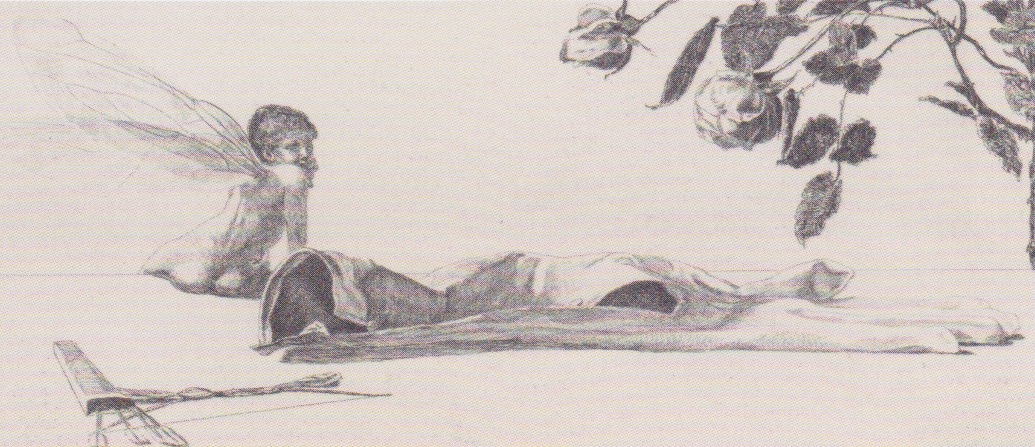
М. Клінгер. Аркуш № 10, опус Х.

## XX століття

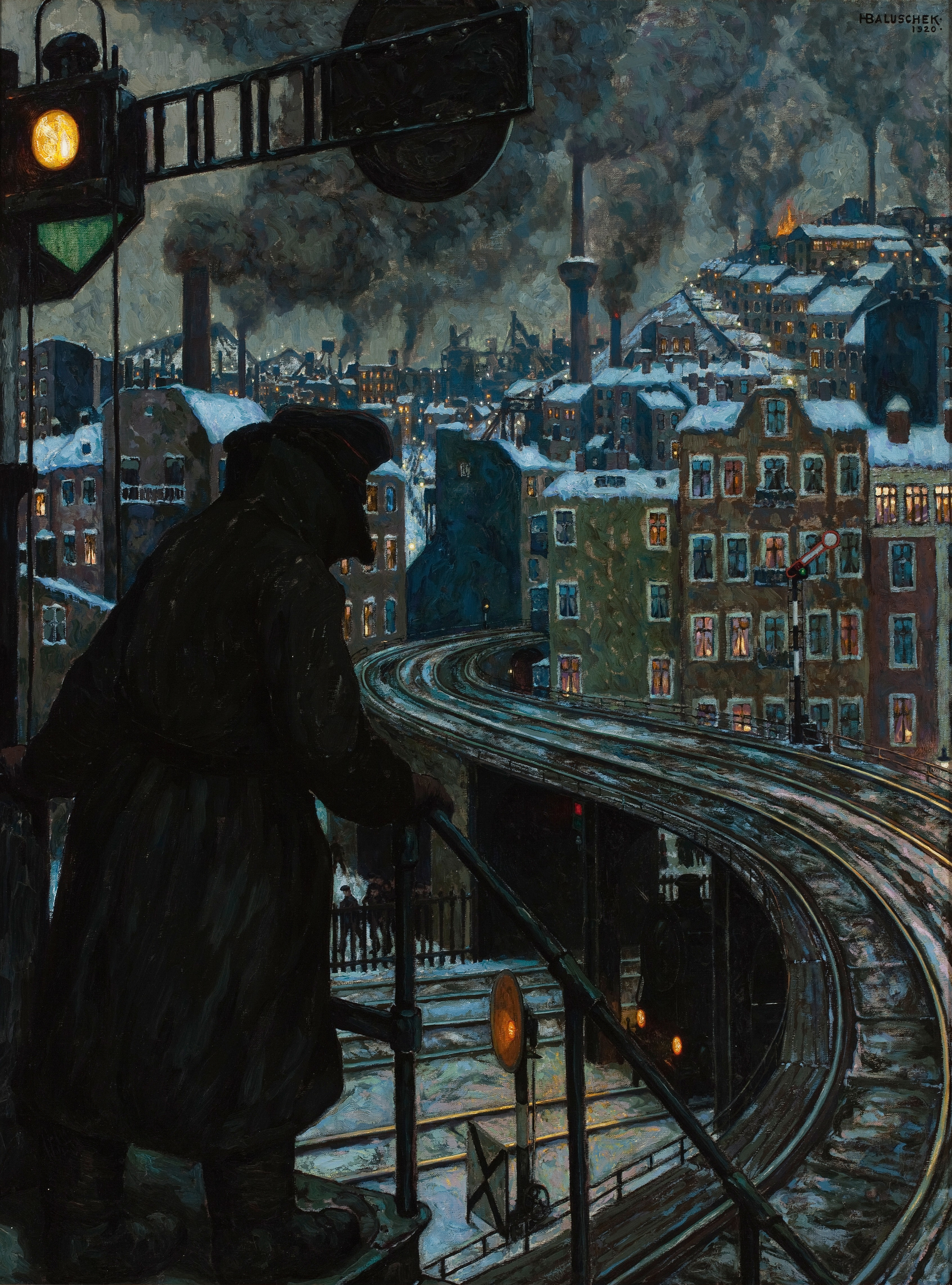
Ганс Балушек. «Пролетарське містечко», 1920 р.

Низка майстрів Німеччини першої половини XX ст. мала яскраву творчу манеру, не схожу на жодну у діячів мистецтв Франції чи Італії. Серед авангардних течій помітним був німецький експресіонізм (Отто Дікс, Ернст Людвіг Кірхнер, Франц Марк).
До витків середньовічного мистецтва Німеччини звертався у власній творчості скульптор Ернст Барлах (1870—1938).
Реалізм у його німецькому втіленні був притаманний психологічно насиченому творчому доробку художника Ганса Балушека (1870—1935).
Делікатно, обережно із натурою працював художник-пейзажист Макс Кларенбах (1880—1952), художня манера котрого була вихована на досягненнях майстрів Барбізонської школи і французьких художників-предімпресіоністів.
Темпераментно, пристрасно працювала у німецькій гравюрі жінка-художниця Кете Кольвіц (1867—1945).